# Justyna Kowalczyk

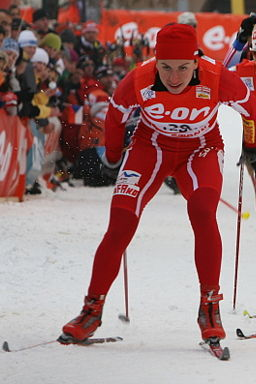
Kowalczyk podczas Tour de Ski w Pradze (2007)

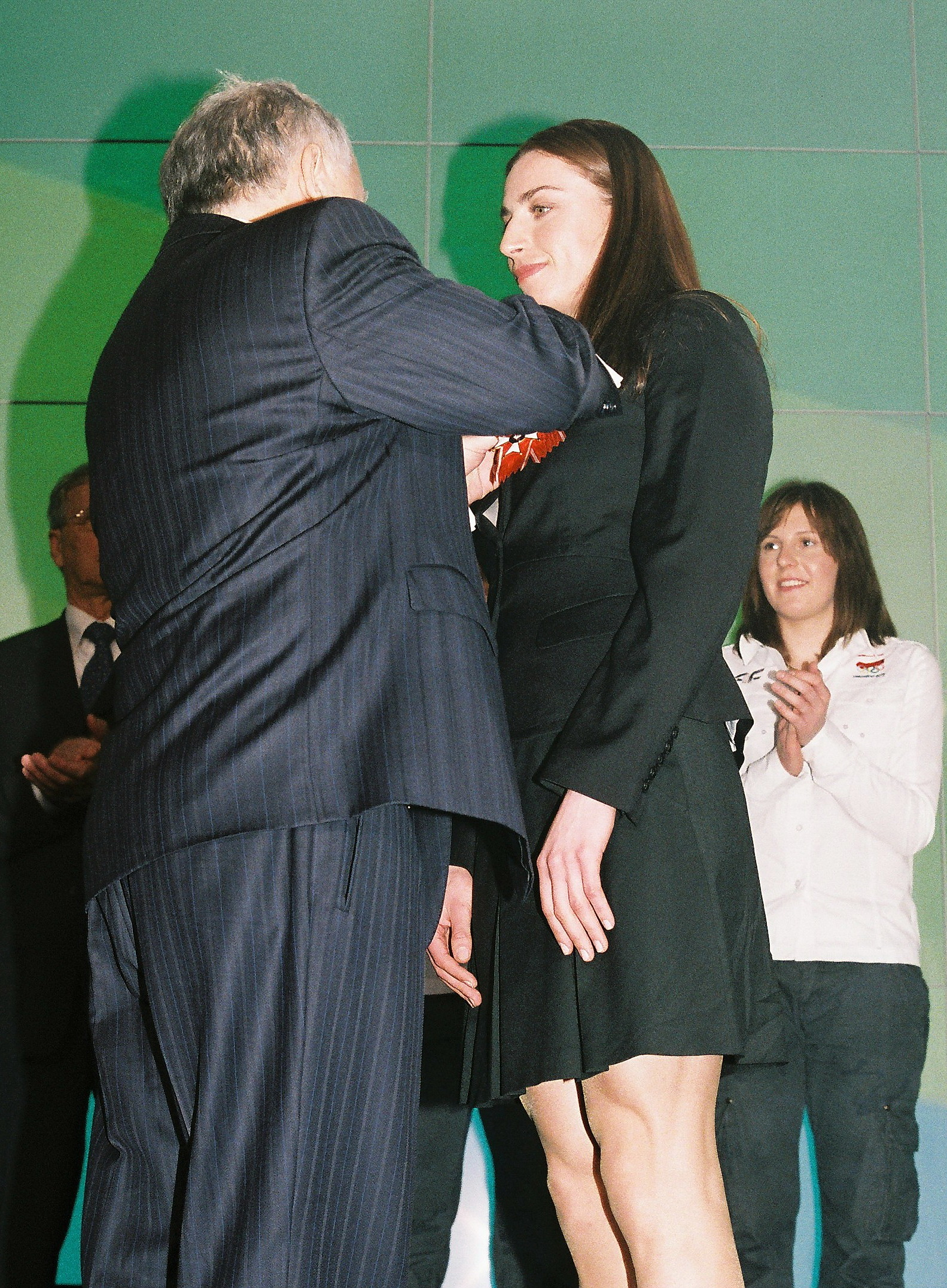
Kowalczyk odznaczana Orderem Odrodzenia Polski przez Lecha Kaczyńskiego (2010)

Justyna Kowalczyk-Tekieli (ur. 19 stycznia 1983 w Limanowej) – polska biegaczka narciarska, mistrzyni i multimedalistka olimpijska, mistrzyni i multimedalistka mistrzostw świata, czterokrotna zdobywczyni Pucharu Świata w biegach narciarskich. W latach 2018–2021 asystentka trenera głównego Narodowej Kadry Kobiet w biegach narciarskich. Od 26 marca 2021 do 12 października 2022 dyrektor sportowa Polskiego Związku Biathlonu.
Jedna z dwóch biegaczek narciarskich w historii tej dyscypliny (obok Marjo Matikainen), które trzy razy z rzędu zdobyły Puchar Świata. Jako jedyna w historii zdobyła cztery Puchary Świata w ciągu pięciu lat. Jedyna zawodniczka, która cztery razy z rzędu zwyciężyła w prestiżowym cyklu Tour de Ski. Zwyciężczyni 91. Biegu Wazów (2015). Dzięki zdobyciu w sumie pięciu medali olimpijskich, jest najwybitniejszym (pod względem liczby medali) polskim sportowcem w historii zimowych igrzysk olimpijskich i drugą – po Irenie Szewińskiej – najbardziej utytułowaną Polką pod względem zdobytych medali na letnich i zimowych igrzyskach olimpijskich. Ma stopień naukowy doktora nauk o kulturze fizycznej.
Pierwsze pucharowe punkty zdobyła 19 grudnia 2001 w Asiago po zajęciu 30. miejsca w sprincie stylem klasycznym. Po raz pierwszy na podium Pucharu Świata stanęła 7 stycznia 2006, zajmując trzecie miejsce w biegu na 10 km stylem klasycznym w Otepää. Pierwsze pucharowe zwycięstwo odniosła rok później, 27 stycznia 2007, w biegu na 10 km stylem klasycznym w Otepää. W ramach Pucharu Świata zwyciężyła w 50 zawodach i 104 razy stawała na podium (stan na 4 lutego 2017). Zarówno w liczbie zwycięstw, jak i miejsc na podium ustępuje jedynie jednej zawodniczce, Norweżce Marit Bjørgen, zajmując drugie miejsce w klasyfikacji wszech czasów.

## Życie prywatne
Ma troje starszego rodzeństwa: siostry Ilonę i Wiolettę oraz brata Tomasza.
W latach 2020–2023 jej mężem był Kacper Tekieli, wspinacz, alpinista i były mąż pisarki Małgorzaty Lebdy, który zginął 17 maja 2023 w lawinie na szczycie Jungfrau w Szwajcarii. Po ślubie przyjęła dwuczłonowe nazwisko. 2 września 2021 w Krakowie urodziła syna, Hugo.
Na początku czerwca 2014 opowiedziała w wywiadzie dla „Gazety Wyborczej”, że w maju 2013 poroniła. Oznajmiła również, że zdiagnozowano u niej stany depresyjne.

## Życiorys
Dwukrotna mistrzyni olimpijska, dwukrotna mistrzyni świata, pięciokrotna medalistka olimpijska, ośmiokrotna medalistka mistrzostw świata, czterokrotna zdobywczyni Pucharu Świata, czterokrotna zwyciężczyni prestiżowego Tour de Ski. Trzecia, po Irenie Szewińskiej i Otylii Jędrzejczak Polka, która zdobyła trzy medale podczas jednych igrzysk olimpijskich. Pierwsza kobieta, która zdobyła olimpijskie mistrzostwo dla Polski na zimowych igrzyskach. 21 marca 2010 roku stała się pierwszą biegaczką narciarską, która przekroczyła próg 2000 punktów w sezonie Pucharu Świata.
Mistrzyni, wicemistrzyni i brązowa medalistka olimpijska z Vancouver, mistrzyni olimpijska z Soczi oraz brązowa medalistka olimpijska z Turynu, podwójna mistrzyni świata i brązowa medalistka mistrzostw Świata w Libercu (2009), podwójna wicemistrzyni świata i brązowa medalistka mistrzostw świata z Oslo (2011), wicemistrzyni świata mistrzostw świata z Val di Fiemme (2013), brązowa medalistka mistrzostw świata z Falun (2015), czterokrotna zdobywczyni Pucharu Świata (2008/2009, 2009/2010, 2010/2011, 2012/2013) i czterokrotna zwyciężczyni Tour de Ski (2009/2010, 2010/2011, 2011/2012, 2012/2013), wicemistrzyni świata juniorów, dwukrotna młodzieżowa mistrzyni świata.
Absolwentka AWF im. Jerzego Kukuczki. Po uzyskaniu tytułu magistra na katowickiej AWF w 2011 rozpoczęła studia doktoranckie na Akademii Wychowania Fizycznego w Krakowie. Jej promotorem został profesor Szymon Krasicki. 24 września 2014 obroniła z wyróżnieniem pracę doktorską pt. „Struktura i wielkość obciążeń treningowych biegaczek narciarskich na tle ewolucji techniki biegu oraz zróżnicowanych poziomów sportowych” i otrzymała stopień doktora.

## Odznaczenia państwowe
- Krzyż Kawalerski Orderu Odrodzenia Polski – 23 marca 2009 roku[16]
- Krzyż Komandorski z Gwiazdą Orderu Odrodzenia Polski – 23 marca 2010 roku[17]

## Nagrody i wyróżnienia
- Sportsmenka dwudziestolecia (1994–2014) w plebiscycie Polskiego Stowarzyszenia Sportu Kobiet oraz dziennikarzy sportowych[18]
- Wielka Honorowa Nagroda Sportowa PKOL im. Piotra Nurowskiego w kategorii Zawodnik Roku (2009, 2010, 2014)[19]
- Nagroda na najlepszego sportowca w corocznym plebiscycie Przeglądu Sportowego i TVP (2009[20], 2010[21], 2011[22], 2012[23] i 2013[24]). Jako jedyny sportowiec wygrała plebiscyt 5 razy z rzędu (stan na styczeń 2014)[24]
- Superczempion za całokształt kariery w 86. Plebiscycie Przeglądu Sportowego (2020[25]).
- Wiktor w kategorii Najpopularniejszy Sportowiec (2009[26], 2010, 2011[27], 2012[28])
- Medal Świętego Brata Alberta za wspieranie osób niepełnosprawnych[29].
- Kobieta Roku 2011 – plebiscyt „Twój Styl”[30]
- Człowiek Roku Wprost (2010)[31]
- Statuetka Viva! Najpiękniejsi w kategorii Najpiękniejsza Polka[32]
- Kobieta Roku Glamour (2010)[33]
- Honorowa Obywatelka Miasta Katowice[34]
- Honorowy Ambasador Ziem Górskich w plebiscycie Koalicji Marek Ziem Górskich na Osobowość Ziem Górskich (2009)[35]

## Reklama
W 2010 została uznana za dziewiątą najcenniejszą gwiazdę polskiego show-biznesu. W tym samym roku wzięła udział w kampanii reklamowej dla Polbanku i Mercedesa. W badaniu przeprowadzonym przez firmę badawczą Pentagon Research zajęła trzecie miejsce (34,5% wskazań respondentów) wśród sportowców, którzy w okresie od października 2012 do października 2013 najlepiej promowali Polskę za granicą.

## Kariera sportowa

### Początki
W Pucharze Świata zadebiutowała 9 grudnia 2001 (sezon 2001/2002) w Cogne, zajmując 64. miejsce w kwalifikacjach sprintu stylem dowolnym na 1,5 km, zaś swoje pierwsze punkty w zawodach tej rangi zdobyła 19 grudnia 2001 w Asiago, plasując się na 30. pozycji sprintu techniką klasyczną na 1,5 km. W następnych sezonach kilkunastokrotnie zajmowała w nich miejsca tuż za pierwszą „dziesiątką”, co zapewniło jej w sezonie 2004/2005 zakwalifikowanie się do grona czołowych zawodniczek tego cyklu (tzw. grupy czerwonej). Ponadto zdobywała medale mistrzostw świata juniorów, uniwersjady i kilkakrotnie tytuł mistrzyni Polski.
Jej wyniki podczas Mistrzostw Świata 2005 w Oberstdorfie (m.in. czwarte miejsce na 30 km stylem klasycznym) były najlepszymi w historii startów polskich biegaczek narciarskich w imprezach tej rangi, ale zostały anulowane po ogłoszeniu wyników testów antydopingowych, które w jej wypadku dały wynik pozytywny, przez co 15 czerwca 2005 została zdyskwalifikowana z udziału w zawodach na dwa lata. Dyskwalifikacja była efektem wzięcia przez nią w dniu zawodów deksametazonu, niedozwolonego medykamentu z grupy glikokortykosteroidów, którym – jak twierdziła – leczyła kontuzjowane ścięgno Achillesa. Po kolejnych apelacjach zakaz startów został skrócony do sześciu miesięcy, dzięki czemu już w grudniu 2005 wróciła do sportowej rywalizacji.

### Sezon 2005/2006 (Olimpijski)

#### Początek sezonu
7 stycznia 2006 po raz pierwszy znalazła się na podium Pucharu Świata, zajmując 3. miejsce w biegu na 10 km techniką klasyczną w Otepää. Na miesiąc przed igrzyskami olimpijskimi, 22 stycznia w Oberstdorf zajęła 4. miejsce.

#### Igrzyska olimpijskie – Turyn 2006
Reprezentowała Polskę na igrzyskach olimpijskich w Turynie. 24 lutego 2006 zdobyła swój pierwszy olimpijski medal – wywalczyła brąz w biegu na 30 km techniką dowolną ze startu wspólnego, przegrywając jedynie z Kateřiną Neumannovą i Juliją Czepałową.

#### Sezon po zimowych igrzyskach olimpijskich
8 marca 2006 przystąpiła do rywalizacji w Falun, gdzie w biegu łączonym 2 × 5 km zajęła czwarte miejsce, tracąc do zwyciężczyni niespełna pięć sekund. Następnego dnia przystąpiła do rywalizacji w Drammen w sprincie na dystansie 1 km. Po biegu ćwierćfinałowym i półfinałowym, w których nie ustąpiła żadnej rywalce, w finale zajęła czwarte miejsce. 11 marca w Oslo zajęła 13. miejsce w biegu na 30. km techniką dowolną. W przedostatnich zawodach pucharu świata rozegranych w Czangchun odpadła w biegu ćwierćfinałowym z dalszej rywalizacji i zajęła ostatecznie 18. pozycję w całych zawodach. Zwieńczenie sezonu miało miejsce w kolejnej azjatyckiej miejscowości – Sapporo, w której odbył się bieg łączony na dystansie 2 × 7,5 km, który ukończyła na 10. miejscu.
Łącznie w owym sezonie zdobyła 392 punkty, zajmując 13. miejsce w klasyfikacji generalnej.

### Sezon 2006/2007

#### Tour de Ski 2006/2007
31 grudnia 2006 przystąpiła do rywalizacji w Tour de Ski, którą rozpoczęła od zajęcia 53. miejsca w sprincie stylem dowolnym. W dwóch kolejnych zawodach rozgrywanych w Niemczech uplasowała się na 19. i 12. pozycji.

#### Sezon po Tour de Ski
27 stycznia 2007 w Otepää po raz pierwszy w karierze zwyciężyła w zawodach narciarskiego Pucharu Świata (jako pierwsza Polka w historii), zajmując pierwsze miejsce w wyścigu na dystansie 10 km stylem klasycznym. Następnego dnia uplasowała się na siódmym miejscu w sprincie.
Podczas mistrzostw Polski zajęła pierwsze miejsce w biegu sprinterskim i sztafetowym (z Kornelią Marek, Aleksandrą Prekurat i Sylwią Jaśkowiec). Poza tym osiągnięciem raz zajęła czwarte i raz piąte miejsce. W łącznej klasyfikacji Pucharu Świata za sezon 2006/2007 zajęła ósme miejsce, zdobywając 484 punkty.

#### Mistrzostwa świata – Sapporo 2007
Podczas mistrzostw świata w Sapporo najwyższym miejscem Kowalczyk okazała się dziewiąta pozycja w biegu łączonym na 15 km na dochodzenie, rozegranym 25 lutego 2007. Zajęła również 17. miejsce w sprincie i 18. miejsce na 10 km stylem dowolnym. Porażką natomiast zakończył się start na głównym dystansie 30 km stylem klasycznym, ponieważ nie ukończyła tego biegu.

### Sezon 2007/2008
1 grudnia 2007 w Ruce zajęła siódme miejsce w sprincie stylem klasycznym, a następnego dnia była trzecia w biegu na 10 km techniką klasyczną. 8 grudnia 2007 podczas zawodów w Davos zajęła 11. miejsce w biegu na 10 km stylem klasycznym.
Następnie zajęła trzecie miejsce w biegu narciarskim techniką klasyczną na 3,3 km, inaugurującym cykl Tour de Ski. W kolejnych zawodach przybyła na metę na 15. miejscu. W trzecim dniu rywalizacji, tym razem w Pradze, uplasowała się na szóstej pozycji. Następnie zajęła dziewiąte miejsce w biegu na 10 km stylem dowolnym, a ostatnie zawody w Czechach zakończyła na ósmej pozycji.
22 stycznia 2008 w Canmore po raz drugi w karierze zwyciężyła w zawodach o Puchar Świata, zajmując pierwsze miejsce w biegu łączonym na dochodzenie (7,5 km stylem klasycznym i 7,5 km stylem dowolnym). Następnego dnia była trzecia w biegu sprinterskim stylem klasycznym na 1,2 km, a 25 stycznia zajęła trzecia miejsce w biegu na 10 km techniką dowolną.
W sezonie 2007/2008 raz zajęła pierwsze miejsce, dwa razy była druga i trzeci razy – trzecia. W klasyfikacji Pucharu Świata w biegach narciarskich za sezon 2007/2008 zajęła trzecie miejsce (zdobyła 1096 punktów), tym samym jako pierwsza zawodniczka w historii polskiego narciarstwa stanęła na podium łącznej klasyfikacji.

### Sezon 2008/2009
Start w Tour de Ski w sezonie 2008/2009 zaczęła od zajęcia trzeciego miejsca w biegu na 2,8 km techniką dowolną w Oberhofie. W kolejnym biegu również stanęła na trzecim miejscu podium. Następne zawody zakończyła na 11. miejscu, w kolejnym etapie była czwarta, noworoczne zawody zakończyła na 26. miejscu, szósty wyścig – na 15. pozycji, a w ostatnim etapie zajęła czwarte miejsce. Ostatecznie zajęła czwarte miejsce w cyklu Tour de Ski.
Następnie wzięła udział w zawodach w Whistler, podczas których odbyły się dwa biegi: 16 stycznia sprint na 1,3 km techniką klasyczną, a dzień później – bieg łączony (7,5 km techniką klasyczną i 7,5 km techniką dowolną). W kwalifikacjach w pierwszym dniu rywalizacji zajęła drugie miejsce, na którym również zakończyła bieg finałowy, ustępując jedynie Alenie Prochazkovej. Podczas biegu łączonego triumfowała, po raz trzeci w sezonie. Następnie przystąpiła do – zorganizowanych w Estonii – zawodów w biegu na 10 km techniką klasyczną i sprincie na 1,2 km techniką klasyczną i w obu konkurencjach zwyciężyła. Zawody zakończyła na siódmym miejscu.
30 i 31 stycznia w Rybińsku przystąpiła do konkursu w biegu na 10 km ze startu wspólnego i sprinterskim na 1,2 km techniką klasyczną. W pierwszym wyścigu zajęła 12. miejsce. W kolejnym dniu rywalizacji wygrała kwalifikacje i ćwierćfinał, a w finale A znalazła się jako tzw. szczęśliwa przegrana – konkurencję zakończyła na piątym miejscu. 1 lutego miała wziął udział w biegu łączonym, lecz zawody zostały odwołane ze względu na zbyt niską temperaturę.
Wykorzystując przerwę między zawodami, wzięła udział w zgrupowaniu w Livigno, podczas którego przygotowywała się do mistrzostw świata w narciarstwie klasycznym. Prezes Polskiego Związku Narciarskiego, Apoloniusz Tajner wkrótce ogłosił, że Kowalczyk znalazła się w kadrze na mistrzostwa świata.
13 lutego w Valdidentro przystąpiła do rywalizacji w biegu sprinterskim. Z kwalifikacji przebrnęła do ćwierćfinału z czwartym czasem, a bieg ćwierćfinałowy zakończyła na piątej lokacie, zajmując 21. miejsce w zawodach. Następnego dnia zwyciężyła w biegu na 10 km stylem klasycznym.

#### Mistrzostwa świata – Liberec 2009
19 lutego 2009  w Libercu zajęła trzecie miejsce na mistrzostwach świata w biegu na 10 km techniką klasyczną, tym samym zdobywając pierwszy medal mistrzostw świata w historii polskich kobiecych biegów narciarskich. 21 lutego 2009 zdobyła złoty medal w biegu na 15 kilometrów (7,5 kilometra techniką klasyczną i 7,5 kilometra techniką dowolną). Pięć dni później razem ze sztafetą biegaczek (z Kornelią Marek, Sylwią Jaśkowiec i Pauliną Maciuszek) zajęła szóste miejsce, które było największym sukcesem polskich biegów od 20 lat. 28 lutego 2009 zdobyła kolejny złoty medal na MŚ w Libercu, zwyciężając w biegu na 30 kilometrów techniką dowolną. Było to jej trzecie podium na tych mistrzostwach. Mistrzostwa w Libercu za sprawą Kowalczyk zapisały się w polskiej historii sportu jako najlepsze spośród dotychczasowych występów reprezentacji Polski.

#### Sezon po mistrzostwach świata
7 marca rozpoczęła start w zawodach w Lahti. W pierwszych zawodach zajęła siódme miejsce w biegu sprinterskim na 1,2 km w kwalifikacjach, a w ćwierćfinale przybiegła na metę z czasem pozwalającym na awans do półfinału, jako „szczęśliwa przegrana”. Swój bieg półfinałowy zakończyła na piątej lokacie, co dało jej ostatecznie 11. lub 10. miejsce w wyścigu. Następnego dnia w Finlandii odniosła swój czwarty triumf w sezonie, kończąc bieg na 10 km stylem dowolnym z ponad 10-sekundową przewagą nad Charlotte Kallą.
12 marca w Trondheim zajęła trzecie miejsce w finale biegu sprinterskiego. Następnego dnia wzięła udział w zawodach, które zostały rozegrane według nowych zasad – zaczęto przyznawać premie punktowe: na 9,9 km, 18,2 km i 26,5 km; dodatkowe punkty (15, 10 i 5) zaczęto przyznawać dla odpowiednio pierwszej, drugiej i trzeciej zawodniczki, która zameldowała się na premiowanym dystansie. Wskutek nowych przepisów zwycięstwo nie było równoznaczne z otrzymaniem największej liczby punktów przez triumfatora biegu, co można było zaobserwować podczas tego biegu. Kowalczyk odnotowała kolejne w swojej karierze miejsce na podium, kończąc zmagania w biegu na 30 km techniką klasyczną zakończyła na drugim miejscu, ale uzyskała 20 pkt więcej od zwyciężczyni dzięki bonifikatom punktowym zdobytym za zajęcie trzykrotnie pierwszego miejsca na punktach pomiarowych.

#### Finał sezonu
Zawody w Sztokholmie stanowiły część  finału Pucharu Świata rozgrywanego od 18 marca. W biegu kwalifikacyjnym zajęła 4. pozycję, a w półfinale drugie miejsce, które umożliwiło jej start w półfinale. Rywalizacja w tej części zawodów skutkowała występem w finale B, w którym zajęła miejsce dające jej 10. lokatę w pierwszym dniu współzawodnictwa w Szwecji. Następnego dnia zmagań przystąpiła do biegu na dystansie 2,5 km, który był prologiem ostatnich w tym sezonie zawodów Pucharu Świata w Falun. Zajęła trzecie miejsce, tak jak w rozegranym następnego dnia biegu łączonym. 22 marca zajęła pierwsze miejsce w biegu pościgowym, dzięki czemu zwyciężyła w wielkim finale i trafiła na szczyt klasyfikacji generalnej Pucharu Świata. Podczas całego sezonu ani razu nie biegła w żółtym plastronie liderki.
Zdobyła Puchar Świata za sezon 2008/2009, zwyciężając łącznie w pięciu zawodach w tym sezonie i zajmując czterokrotnie niższe miejsca na podium. Została tym samym pierwszą w historii narciarką klasyczną, która wygrała klasyfikację łączną Pucharu Świata, pochodzącą z kraju, który nigdy nie organizował zawodów Pucharu Świata w biegach narciarskich. Przy okazji zdobyła najwięcej w historii punktów w jednym sezonie Pucharu Świata w biegach narciarskich – 1810.

#### Mistrzostwa Polski
26 i 27 marca 2009 podczas mistrzostw Polski zwyciężyła w biegu na 15 km stylem klasycznym i w sprincie, najlepsza była także w biegu na 5 km techniką dowolną. Czwartą konkurencją, w której wzięła udział w trakcie mistrzostw, był bieg w sztafetach, w którym (z Agnieszką Szymańczyk, Aleksandrą Prekurat i Kornelią Marek) również zajęła pierwsze miejsce. 1 kwietnia przystąpiła do rywalizacji w biegu na 30. km, w którym także okazała się najlepsza. Podczas mistrzostw Polski uzyskała wszystkie pięć tytułów.

### Sezon 2009/2010
Przygotowania do sezonu rozpoczęła 12 maja 2009 od obozu w Sierra Nevada, który zakończyła 5 czerwca. Następnie trenowała w Alpach w Austrii. Kolejna część przygotowań do sezonu odbywała się w białoruskiej miejscowości Raubiczy. 14 i 15 sierpnia wzięła udział w zawodach nartorolkowych w Otepää, w których odbyły się biegi na dystansach 3,75 km (prolog) i 12 km (3x4 km) na dochodzenie. Obie konkurencje okazały się dla niej zwycięskie.
Sezon rozpoczęła 21 listopada 2009 w Beitostølen od udziału w biegu na 10 km techniką dowolną, w którym zajęła 12. miejsce. Tydzień później w Ruce zwyciężyła w sprincie stylem klasycznym na dystansie 1,2 km. 19 grudnia 2009 w Rogli zajęła drugie miejsce w sprincie stylem klasycznym, przegrywając jedynie z Marit Bjørgen. Następnego dnia zwyciężyła w biegu na 15 km stylem klasycznym ze startu wspólnego, notując drugie zwycięstwo w sezonie.
1 stycznia 2010 wystartowała w czwartej edycji Tour de Ski, kończąc 2,8-kilometrowy prolog w Oberhofie na trzecim miejscu. W następnym biegu zawodów zaliczanych do klasyfikacji Pucharu Świata uplasowała się na pierwszym miejscu. 3 stycznia po raz kolejny stanęła na podium, zajmując drugie miejsce w sprincie na 1,6 km techniką klasyczną w Oberhofie. W kolejnych zawodach, które zostały rozegrane w Pradze, zajęła 19. miejsce w sprincie na 1,2 km techniką dowolną. Dwa dni później stanęła na najniższym miejscu podium w biegu na dochodzenie na dystansie 16 km techniką dowolną. 7 stycznia triumfowała w bieg na 5 km techniką klasyczną. Podczas kolejnego biegu na 10 km ze startu wspólnego uczestniczyła w kraksie, przez co ukończyła zawody dopiero na 23. miejscu. Przed finałowym startem w Val di Fiemme znajdowała się na drugim miejscu za Petrę Majdič, do której miała 31,4 s straty, ale 10 stycznia, na ostatnim dziewięciokilometrowym odcinku, zdecydowanie ją pokonała, wypracowując na mecie przewagę 19,6 sek. Oprócz zwycięstwa zainkasowała 400 pkt do klasyfikacji Pucharu Świata i 150 tysięcy franków szwajcarskich.
16 stycznia 2010 w Otepää zwyciężyła w biegu na 10 km stylem klasycznym. Tydzień później w Rybińsku zajęła pierwsze miejsce w skiathlonie (7,5 km stylem klasycznym i 7,5 km stylem dowolnym).

#### Igrzyska olimpijskie – Vancouver 2010

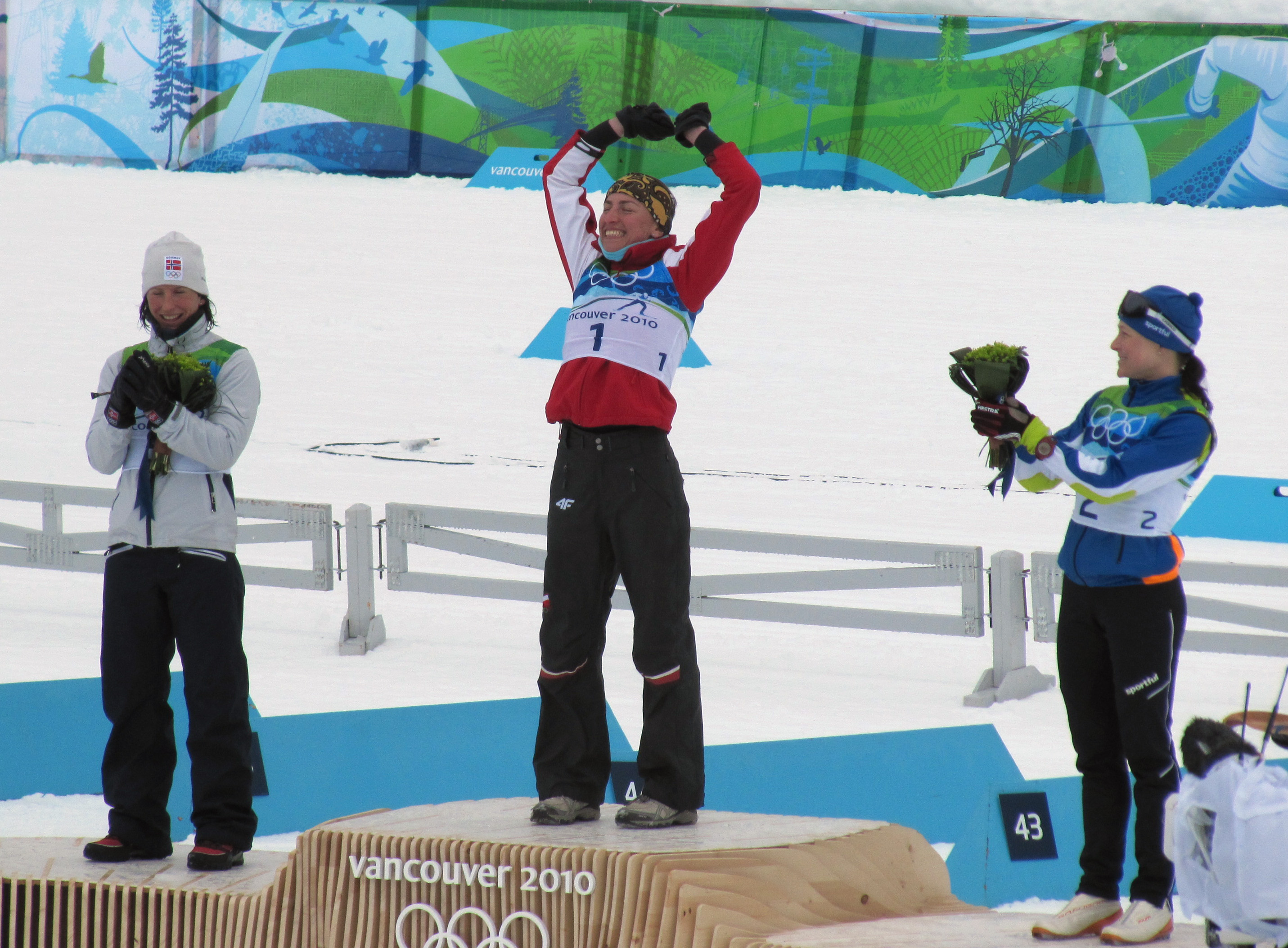
Kowalczyk na najwyższym stopniu podium biegu na dystansie 30 km techniką klasyczną na igrzyskach olimpijskich w Vancouver (2010)

12 lutego 2010 jako ostatnia reprezentantka Polski złożyła ślubowanie olimpijskie.
Jako liderka klasyfikacji Pucharu Świata uczestniczyła w igrzyskach olimpijskich. W pierwszej konkurencji, rozegranej 15 lutego, zajęła piąte miejsce w biegu na 10 km techniką dowolną. Dwa dni później zdobyła srebrny medal w sprincie indywidualnym stylem klasycznym, przegrywając jedynie z Marit Bjørgen. W kolejnym biegu, łączonym 2 × 7,5 km stylem klasycznym i dowolnym, wywalczyła brązowy medal, wygrywając na finiszu o pół stopy z Kristin Størmer Steirą. Nie startowała w sprincie drużynowym, a w sztafecie 4 × 5 km, biegnąc na drugiej zmianie techniką klasyczną, osiągnęła najlepszy czas wśród zawodniczek startujących tą techniką. Przejmując zmianę od Kornelii Marek, zniwelowała dużą stratę i wyprowadziła polską sztafetę na prowadzenie na półmetku zawodów, ale ten wynik został później anulowany z uwagi na wykrycie zabronionych środków dopingowych w organizmie Marek. 27 lutego w ostatnim biegu igrzysk zwycięzyła na dystansie 30 km techniką klasyczną, pokonując Bjørgen na finiszu o 0,3 s. Był to drugi złoty medal reprezentanta Polski w historii zimowych igrzysk olimpijskich, po sukcesie Wojciecha Fortuny na igrzyskach w Sapporo w 1972.
Wywalczyła drugą Kryształową Kulę, Małą Kryształową Kulę w biegach dystansowych i Małą Kryształową Kulę w sprintach. Jako pierwsza w historii zdobyła ponad 2000 punktów w Pucharze Świata.

### Sezon 2010/2011

#### Początek sezonu
Sezon 2010/2011 rozpoczęła od zajęła siódmego miejsca w biegu na 10 km rozegranym w Gaellivare. Podczas inauguracyjnego konkursu minitouru Ruka Triple 2010 w sprincie stylem klasycznym zajęła 11. pozycję ze względu na przesunięcie za zrobienie kilku kroków stylem łyżwowym. W kolejnym biegu na 5 km stylem klasycznym o ponad dwie sekundy przegrała z Marit Bjørgen. W biegu na 10 km stylem dowolnym zajęła drugie miejsce i takie same w całym cyklu Ruka Triple 2010.
Podczas konkursu o Puchar Świata nie wystartowała w Düsseldorfie. Pojawiła się dopiero w Davos, gdzie zajęła drugie miejsce w biegu rozgrywanym na 10 km stylem dowolnym, przegrywając o prawie 30 sekund z Marit Bjørgen. Następnego dnia zajęła szóste miejsce w sprincie stylem dowolnym – byłaby trzecia, ale została cofnięta o trzy pozycje z powodu blokowania Kikkan Randall na finiszu. 18 grudnia w La Clusaz zajęła drugie miejsce w biegu na 15 km stylem dowolnym, przegrywając o 1 sekundę z Marit Bjørgen.
31 grudnia w Oberhofie w ramach Tour de Ski zwyciężyła prolog, pokonując o 1,5 sekundy Szwedkę Charlotte Kallę. Następnego dnia zajęła pierwsze miejsce w biegu na dochodzenie na 10 km stylem klasycznym. 2 stycznia w Oberstdorfie była druga w sprincie techniką klasyczną na dystansie 1,2 km, przegrywając jedynie z Petrą Majdič. Następnego dnia zajęła piąte miejsce w biegu łączonym na 10 km. Najgorszy start w zawodach zanotowała w sprincie techniką dowolną, w którym odpadła w ćwierćfinale, zajmując 22. pozycję. Dużo lepszy występ zanotowała w biegu pościgowym na 15 km techniką dowolną, zwyciężając w wyścigach. W kolejnym biegu na 10 km stylem klasycznym w Val di Fiemme, biegnąc przez dłuższy czas z Therese Johaug, pokonała wyraźnie pozostałe rywalki, dzięki czemu powiększyła przewagę do ponad dwóch minut nad drugą w klasyfikacji Marianną Longą. 9 stycznia w ostatnim biegu Tour de Ski obroniła przewagę, zwyciężając po raz drugi z rzędu w Tour de Ski. Finałowy etap na Alpe Cermis zakończyła na czwartej pozycji.

#### Sezon po Tour de Ski
Po Tour de Ski odpuściła starty w Libercu. Pojawiła się dopiero w Otepää, gdzie na 10 km techniką klasyczną musiała uznać wyższość Marit Bjørgen. Dzień później zajęła czwarte miejsce w sprincie na 1,2 km techniką klasyczną. Po dwóch tygodniach przerwy puchar świata zawitał do Rybińska. Tam Kowalczyk podczas nieobecności Bjørgen wygrała pierwszy bieg łączony 5+5 km, przed Marianną Longą i Aino Kaisą Saarinen. Dzień później była trzecia w wyścigu sprinterskim stylem dowolnym. Podczas ostatniego sprawdzianu przed mistrzostwami świata, Polka była 2. w biegu na 10 km techniką klasyczną w norweskim Drammen. Zapewniła sobie dzięki temu trzeci triumf w karierze w klasyfikacji dystansów. Dzień później odpadła w ćwierćfinale sprintu (złamała kijek na podbiegu) i została sklasyfikowana w trzeciej dziesiątce. Mimo 28. pozycji w sprincie Kowalczyk zapewniła sobie trzeci z rzędu triumf w PŚ, co wcześniej w historii udało się tylko Fince Marjo Matikainen w latach 1985–1988.

#### Mistrzostwa świata – Oslo-Holmenkollen 2011

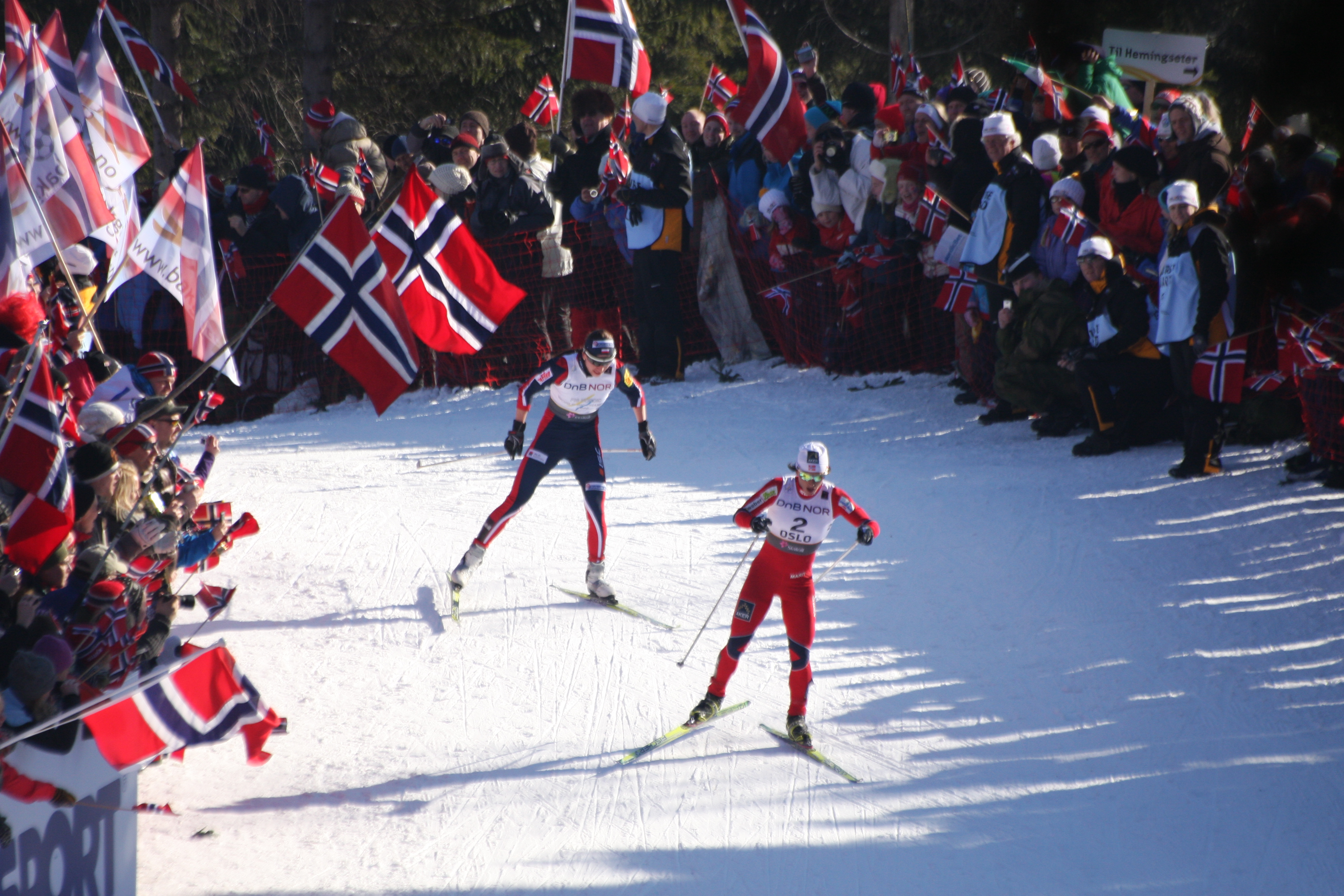
Justyna Kowalczyk i Marit Bjørgen podczas biegu na 30 km stylem dowolnym na mistrzostwach świata w Oslo w 2011 roku

W pierwszej konkurencji mistrzostw Justyna Kowalczyk zajęła 5. miejsce w sprincie indywidualnym techniką dowolną. Był to najlepszy występ polskiej zawodniczki w tej konkurencji w historii mistrzostw świata. Zwyciężyła Marit Bjørgen. Drugą konkurencją był bieg łączony, w którym Kowalczyk broniła mistrzowskiego tytułu z Liberca. Jednak i tu faworytka gospodarzy Bjørgen okazała się być najlepsza, a Polce przypadł medal srebrny. Był to jej czwarty krążek wywalczony podczas mistrzostw świata w narciarstwie klasycznym i ósmy w karierze seniorskiej, uwzględniając igrzyska olimpijskie.
W biegu na 10 km stylem klasycznym Justyna Kowalczyk ponownie zajęła 2. miejsce i zdobyła swój dziewiąty medal w karierze na imprezie najwyższej rangi. Polska zawodniczka prowadziła przez większą część trasy, jednak w końcówce osłabła, co wykorzystała Marit Bjørgen, zdobywając swoje trzecie złoto w tych mistrzostwach.
Kolejny start Justyna Kowalczyk zanotowała w sztafecie 4 × 5 km. Kowalczyk pobiegła na drugiej zmianie (styl klasyczny), wyprowadzając polską reprezentację z 13. na 4. pozycję. Biegnące po niej Paulina Maciuszek i Agnieszka Szymańczak nie zdołały utrzymać tak wysokiego miejsca. Ostatecznie Polki przybiegły jako ósme. Partnerką Kowalczyk (na pierwszej zmianie) była także Ewelina Marcisz.
5 marca Polka zdobyła brązowy medal w biegu na 30 km stylem dowolnym. Do mety dobiegła za Therese Johaug i Marit Bjørgen. Był to dziesiąty medal Kowalczyk w imprezie najwyższej rangi. Polska biegaczka tym samym zrównała się w liczbie medali z Adamem Małyszem.

### Sezon 2011/2012

#### Początek sezonu
Sezon 2011/2012 rozpoczęła od 10. miejsca w biegu na 10 km stylem dowolnym rozegranym w Sjusjoen. W pierwszym dniu zmagań cyklu Ruka Triple 2011 uplasowała się na 13. miejscu, po odpadnięciu w ćwierćfinale w biegu sprinterskim techniką klasyczną. W drugim dniu zmagań w Ruce w biegu na pięć kilometrów techniką dowolną zajęła 5. miejsce. W ostatnim etapie fińskiego cyklu zajęła 9. pozycję, plasując się w końcowej klasyfikacji Ruka Triple 2011 na 5. miejscu. W kolejnych zawodach w Düsseldorf nie wzięła udziału. 10 grudnia w Davos w biegu na 15 km techniką dowolną zajęła 5. pozycję. Kolejnego dnia w biegu sprinterskim na dystansie 1,5 km techniką dowolną uplasowała się na 8. miejscu.
Jednak podczas kolejnego PŚ w Rogli odniosła pierwsze w tym sezonie zwycięstwo w biegu ze startu wspólnego na 10 km techniką klasyczną.

#### Tour de Ski 2011/2012
Następnymi biegami były te wchodzące w skład elitarnego cyklu Tour de Ski. Wygrała 29 grudnia prolog 3,1 km stylem dowolnym w Oberhofie, pokonując o 0,4 sekundy Marit Bjørgen. Fakt ten przepowiadał, że między tymi zawodniczkami odbędzie się zacięta rywalizacja. Dzień później zwyciężyła w biegu na dochodzenie na 10 kilometrów stylem klasycznym. 31 grudnia w Oberstdorfie zajęła 1. miejsce w sprincie stylem klasycznym. W noworocznych zmaganiach zajęła 2. miejsce w biegu łączonym 5 km + 5 km, przegrywając tylko z Bjørgen. W kolejnym biegu na 3,3 km techniką klasyczną w Dobiacco zajęła 2. miejsce, ponownie przegrywając jedynie z główną rywalką. 4 stycznia w sprincie na 1,2 km techniką dowolną zajęła 3. pozycję. Kolejnego dnia w biegu na 15 km techniką dowolną po raz kolejny stanęła na podium, na 2. miejscu. Ósmy etap cyklu, bieg na 10 km ze startu wspólnego techniką klasyczną okazał się zwycięski dla niej. 8 stycznia morderczy bieg pod Alpe Cermis zakończyła na 2. miejscu i tym samym wygrała 6. edycję Tour de Ski. Było to jej trzecie zwycięstwo z rzędu w Tour de Ski, poprawiając rekord w liczbie zwycięstw w cyklu.

#### Sezon po Tour de Ski
W kolejnych zawodach w Mediolanie nie wzięła udziału. 21 stycznia przyszło jej rywalizować w estońskim Otepää, gdzie zwyciężyła w sprincie na 1,2 km stylem klasycznym. Było to jej 40. podium w karierze. W następnym dniu zwyciężyła w biegu na 10 km techniką klasyczną. W Moskwie, po raz pierwszy w historii swoich startów w Pucharze Świata, wygrała sprint stylem dowolnym i jednocześnie odebrała nieobecnej Bjørgen żółtą koszulkę liderki Pucharu Świata. W Rybińsku 4 lutego Kowalczyk zajęła 7. miejsce w biegu na 10 km stylem dowolnym i jednocześnie straciła koszulkę liderki pucharu świata na rzecz Bjørgen, która wygrała bieg. Następnego dnia w biegu łączonym zajęła 2. miejsce i dzięki świetnym postawom na lotnych premiach (15 i 12 pkt.) odebrała prowadzenie w pucharze świata Bjørgen, która była trzecia. Natomiast bieg wygrała Therese Johaug z przewagą 26,9 s przewagi nad Kowalczyk i 52,9 s nad Marit Bjørgen. Tydzień później w Novym Měscie, mistrzyni olimpijska z Vancouver zajęła 2. miejsce w biegu na 15 km stylem klasycznym (start masowy), który wygrała Marit. Polka ponownie straciła żółtą koszulkę liderki Pucharu Świata. 17 lutego 2012 roku zawody odbyły się w Polsce w Szklarskiej Porębie, był to sprint techniką dowolną na 1,4 km. Polka zajęła tam 16. miejsce. Kowalczyk odrobiła 6 punktów w pucharze świata do Bjørgen, która była 22. Dzień później 18 lutego odbył się bieg na 10 km stylem klasycznym. Polka zajęła w nim 1. miejsce z przewagą 36,1 s nad Bjørgen i 50,4 s nad Johaug. Odebrała Norweżce koszulkę liderki pucharu świata, wyprzedzając ją o 14 punktów. 3 marca 2012 roku w biegu łączonym na 15 km zajęła 8. miejsce w Lahti, gdzie zwyciężyła Therese Johaug, a druga była Bjørgen. Przez to Polka straciła koszulkę liderki PŚ. Następnego dnia w sprincie techniką klasyczną, który wygrała Bjørgen, Kowalczyk była trzecia. W rezultacie strata Polki do Norweżki urosła do 78 punktów. Również w sprincie w norweskiej miejscowości Drammen Polka zajęła 3. miejsce, po pechowym upadku w finale. Przewaga Bjørgen wzrosła do 118 punktów. 11 marca w biegu na 30 km stylem klasycznym Kowalczyk zajęła 2. miejsce i tym samym przewaga Bjørgen wzrosła do 138 punktów.

#### Finał sezonu
Szwedzki cykl finałowy wygrała Norweżka. Kowalczyk w Falun (na koniec tego finału) ostatecznie była piąta i tym samym pozostała na drugim miejscu w końcowej klasyfikacji Pucharu Świata.

#### Po sezonie 2011/2012
20 marca 2012 roku, tuż po zakończeniu sezonu, przeszła zabieg artroskopii kolana.

### Sezon 2012/2013

#### Początek sezonu
Początek sezonu rozpoczęła od 27. miejsca w biegu na 10 km stylem dowolnym, rozegranym 24 listopada 2012 w Gällivare. Dzień później został rozegrany bieg w sztafecie, w którym Polska reprezentacja w składzie: Justyna Kowalczyk, Sylwia Jaśkowiec, Kornelia Kubińska i Paulina Maciuszek zajęła 12. pozycję.
30 listopada doszło do kolejnych zmagań, tym razem w ramach Ruka Triple, które rozpoczęła od wygranej w kwalifikacjach i ćwierćfinale pierwszych zawodów w fińskiej miejscowości Ruka. W półfinale, w którym przyszło jej się mierzyć m.in. z Marit Bjørgen, Evgenią Shapovalovą i Kikkan Randall, zajęła 3. miejsce. Ze względu, że drugi półfinał okazał się jeszcze szybszy, nie została „lucky looser-em” i ostatecznie uplasowała się na 7. pozycji w sprincie stylem klasycznym. W kolejnym dniu zmagań przystąpiono do biegu na 5 km stylem dowolnym, w którym zajęła 11. miejsce, co pozwoliło jej na przesunięcie się w klasyfikacji generalnej cyklu na 4. pozycję. Ostatniego dnia zmagań doszło do rywalizacji w biegu pościgowym na 10 km techniką klasyczną. Ruszyła z 4. miejsca, za Marit Bjørgen, Kikkan Randall i Kristą Lahteenmaki. Szybko wyprzedziła Amerykankę i Finkę, co podobnie postąpiły dwie Norweżki Heidi Weng i Therese Johaug, które wraz z Polką goniły Marit Bjørgen. Ostatecznie Kowalczyk przybiegła na metę na 2. miejscu, ze stratą 1:21.4 s do zwyciężczyni, Marit Bjørgen. Zajęcie 2. pozycji na mecie wiązało się z zakończeniem cyklu Ruka Triple na 2. stopniu podium, po dwuletniej przerwie oraz z przesunięciem się na 3. miejsce w klasyfikacji generalnej Pucharu Świata.
13 grudnia 2012 Justyna Kowalczyk odniosła pierwsze zwycięstwo w tym sezonie w biegu na 10 km techniką klasyczną w kanadyjskim Canmore i jednocześnie znalazła się na 2. miejscu w klasyfikacji generalnej, ze stratą 75 punktów do Bjøergen. 15 grudnia 2012 r. w Canmore zajęła dopiero 21. miejsce w sprincie techniką dowolną, odpadając już w ćwierćfinale. W klasyfikacji generalnej spadła na 3. pozycję, tracąc do Kikkan Randall i Marit Bjørgen 65 punktów. Dnia 16 grudnia 2012 roku zajęła pierwsze miejsce w biegu łączonym 7,5 km + 7,5 km, pokonując drugą na mecie Finkę Anne Kyllönen i trzecią Norweżkę Vibeke Skofterud. Wygrała również obie lotne premie i objęła prowadzenie w klasyfikacji generalnej Pucharu Świata, a także umocniła się na prowadzeniu w klasyfikacji biegów długodystansowych.

#### Tour de Ski 2012/2013
29 grudnia w niemieckim Oberhofie w ramach siódmej edycji Tour de Ski Justyna Kowalczyk zajęła 3. miejsce w biegu na 3,1 km stylem dowolnym przegrywając nieznacznie z drugą Charlotte Kallą o 0,3 s i zwyciężczynią biegu Kikkan Randall o 4,7 s. Następnego dnia Polka zajęła 1. miejsce w biegu pościgowym na 9 km. stylem klasycznym z przewagą nad drugą Therese Johaug o 41,4 s stając się liderką cyklu. Po dniu przerwy, 1 stycznia narciarka zajęła 7. pozycję w sprincie stylem dowolnym w szwajcarskim Val Müstair. 3 stycznia wystartowała z przewagą 50,3 s nad drugą Therese Johaug zajęła 1. miejsce w biegu na dochodzenie na dystansie 15 km stylem dowolnym wygrywając z drugą Charlotte Kallą o 18,3 s. Jej przewaga w klasyfikacji generalnej stopniała. Następnego dnia we włoskim Toblach-Dobiacco, nie dała szans nikomu i wygrała bieg na 3,3 km stylem klasycznym. 5 stycznia wygrała kolejny bieg na 10 km stylem klasycznym ogromnie powiększając przewagę do 2:08:0 nad drugą Therese Johaug i wyruszy na ostatni etap jako zdecydowana liderka i kandydatka do zwycięstwa w Tour de Ski. 6 stycznia wygrała ostatni, siódmy etap Tour de Ski, zachowując część przewagi wypracowanej nad Johaug w poprzednich etapach. Ostateczny łączny czas Kowalczyk to 2:25.21,6. Druga na mecie Therese Johaug miała czas o 27,9 s gorszy. Tym samym Kowalczyk odniosła czwarte z rzędu zwycięstwo w całym cyklu.

#### Sezon po Tour de Ski
Po udanym występie w Tour de Ski, zajęła drugie miejsce w biegu sprinterskim stylem klasycznym w czeskim Libercu za Finką Moną–Liisą Malvalehto. Następnie Puchar Świata przeniósł się do francuskiej miejscowości La Clusaz. W dniu swoich 30 urodzin Polka zajęła 3. miejsce w biegu na 10 km stylem klasycznym przegrywając z Therese Johaug i Marit Bjørgen. 1 lutego odbył się sprint techniką dowolną w próbie przedolimpijskiej w Soczi, gdzie Justyna Kowalczyk po raz pierwszy od pięciu lat nie zdołała zakwalifikować się do finałów. Następnego dnia z powodu złego wyboru nart zeszła z trasy z biegu łączonego. Po dwóch tygodniach przerwy Puchar Świata zagościł do szwajcarskiego Davos, Kowalczyk pokazała tam świetną formę. Najpierw 16 lutego wygrała sprint techniką klasyczną, a dzień później zajęła 2. miejsce w biegu interwałowym na 10 km stylem dowolnym przegrywając o 8,9 s z Therese Johaug.

#### Mistrzostwa świata – Val di Fiemme 2013
W pierwszej konkurencji mistrzostw – sprincie indywidualnym techniką klasyczną – zajęła 6. miejsce. W finale konkurencji Polka wywróciła się na podbiegu. Zwyciężyła Marit Bjørgen, obrończyni tytułu. Drugą konkurencją był bieg łączony, w którym Kowalczyk zajęła 5. miejsce przegrywając z czterema Norweżkami. Także tu najlepsza okazała się Bjørgen. Po nieudanych dwóch występach biegaczka wspólnie z trenerem podjęli decyzję o wycofaniu się z biegu na 10 km techniką dowolną, aby oszczędzić więcej sił na sztafetę 4 × 5 km i bieg na 30 km stylem klasycznym, który od początku sezonu był celem Kowalczyk. 28 lutego zajęła 9. miejsce w biegu sztafetowym 4 × 5 km wspólnie z Agnieszką Szymańczak, Pauliną Maciuszek i Kornelią Kubińską. 2 marca zdobyła srebrny medal w biegu na 30 km stylem klasycznym przegrywając z Marit Bjøergen na finiszu o 3,7 s. Po zdobyciu tego medalu została najbardziej utytułowanym polskim narciarzem klasycznym, pod względem liczby zdobytych medali na IO i MŚ.

#### Sezon po mistrzostwach świata
9 marca zajęła 10. lokatę w biegu sprinterskim stylem dowolnym w fińskim Lahti. W swoim półfinale zajęła piąte miejsce, co nie dało jej awansu do finału. Dzień później wygrała bieg na 10 km stylem klasycznym pokonując drugą na mecie Bjøergen o 23,1 s. 3 dni później 13 marca, zapewniła sobie czwartą kryształową kulę w Pucharze Świata, co wcześniej udało się tylko Norweżce Bente Skari i Rosjance Jelenie Välbe, zdobywając 1. miejsce w biegu sprinterskim stylem klasycznym po raz pierwszy w Norwegii w miejscowości Drammen. 17 marca Justyna zajęła 2 lokatę w biegu na 30 km stylem dowolnym w norweskim Holmenkollen przegrywając z Therese Johaug o 46,6 s.

#### Finał sezonu
20 marca rozpoczął się ostatni cykl Pucharu Świata. W szwedzkim Sztokholmie zdeklasowała rywalki w sprincie stylem klasycznym obejmując prowadzenie w cyklu. 22 marca zajęła 5. miejsce w biegu na 2,5 km stylem dowolnym w szwedzkim Falun tracąc do zwyciężczyni Marit Bjøergen 10,8 s. Następnego dnia uplasowała się na 4. pozycji w biegu na 10 km techniką klasyczną. W ostatnim biegu sezonu 24 marca na 10 km techniką dowolną Polka nie wystartowała kończąc sezon z dorobkiem 2017 punktów.
Justyna Kowalczyk wywalczyła czwartą Kryształową Kulę, Małą Kryształową Kulę w biegach dystansowych i drugie miejsce w sprintach.

### Sezon 2013/2014 (Olimpijski)

#### Początek sezonu
Sezon olimpijski zaczął się inaczej niż poprzednie. W fińskiej miejscowości Ruka, na inaugurację Pucharu Świata wygrała sprint stylem klasycznym. Było to najlepsze rozpoczęcie w karierze przez Polkę. Dzień później również wygrała w biegu na 5 km stylem klasycznym ze startu indywidualnego o 3 sekundy z Marit Bjøergen. 30 listopada wyruszyła na trasę biegu pościgowego na 10 km stylem dowolnym jako liderka cyklu Ruka Triple 2013. Jednak nie zdołała utrzymać przewagi i ostatecznie dobiegła na metę zajmując 4. miejsce. 7 grudnia wygrała na norweskiej ziemi w Lillehammer bieg na 10 km stylem klasycznym przed Szwedką Charlotte Kallą (12 sekund straty) i Marit Bjøergen (25 sekund straty). W zawodach w szwajcarskim Davos, zajęła 11. i 25. miejsce odpowiednio w biegu na 15 km i sprincie stylem dowolnym. Po zawodach w Szwajcarii zawody Pucharu Świata zagościły po kilkuletniej przerwie do włoskiego Asiago. Zajęła w eliminacjach drugie miejsce, lecz we wszystkich kolejnych biegach Justyna triumfowała wygrywając całe zawody.

#### Tour de Ski 2013/2014
Kolejnym punktem było Tour de Ski, lecz wycofała się z niego z powodu niekorzystnych dla niej zmian w układzie biegów (5 stylem dowolnym i 2 stylem klasycznym).
5 stycznia 2014 roku pobiegła w amatorskim biegu narciarskim Rampa con i Campioni na Alpe Cermis, którego trasa była identyczna jak finałowy etap Tour de Ski. Zajęła 4. miejsce wśród wszystkich zawodników, a 1. miejsce wśród kobiet. Wygrał Maciej Kreczmer sparingpartner Justyny. Bieg odbywał się przed finałowym etapem Tour de Ski.

#### Sezon po Tour de Ski
11 stycznia w czeskim Novym Měscie, zajęła 34. lokatę w biegu sprinterskim stylem dowolnym nie zdobywając punktów Pucharu Świata. Dzień później wystąpiła, po raz pierwszy w swojej karierze, w drużynowym sprincie stylem klasycznym z Agnieszką Szymańczak. Zawodniczki zajęły 8. miejsce w swoim półfinale i odpadły z dalszej rywalizacji.
Kolejne zawody odbyły się w Polsce w Szklarskiej Porębie na Polanie Jakuszyckiej. W sobotę 18 stycznia 2014 w sprincie stylem dowolnym zajęła 17. miejsce, natomiast w niedzielę 19 stycznia 2014 roku w biegu na 10 km stylem klasyczny ze startu wspólnego zajęła 1. miejsce wyprzedzając reprezentantki Rosji, Juliję Czekalową (41,8 sekund straty) i Juliję Iwanową (75,2 sekund straty). Tego dnia Justyna Kowalczyk obchodziła swoje 31 urodziny. Od organizatorów zawodów otrzymała tort i kwiaty, 30 czerwonych róż i jedną pomarańczową, a zgromadzeni na trybunach stadionu kibice zaśpiewali tradycyjne 100 LAT. Po igrzyskach w Sochi w jednym z wywiadów oznajmiła, że to podczas imprezy urodzinowej doznała kontuzji stopy, gdyż przez nieuwagę uderzyła nią o nogę stołu.
1 lutego 2014 roku we włoskim Toblach (Dobbiaco) zajęła 5. miejsce w biegu na 10 km stylem klasycznym ze startu indywidualnego. Justyna biegła z kontuzją lewej stopy, którą odniosła po zawodach w Szklarskiej Porębie. Po biegu Justyna wyruszyła do wioski olimpijskiej w Soczi.

#### Zimowe Igrzyska Olimpijskie 2014wSoczi
6 lutego 2014 w wiosce olimpijskiej złożyła ślubowanie olimpijskie. Dwa dni później wzięła udział w swoim pierwszym biegu narciarskim na igrzyskach olimpijskich w Soczi – zajęła szóste miejsce w skiathlonie. Następnego dnia poinformowała, że doznała wielowarstwowego złamania piątej kości śródstopia, ale zapewniła, że nadal będzie walczyć o medale. 13 lutego wywalczyła złoty medal olimpijski w biegu na 10 km stylem klasycznym ze startu indywidualnego. Był to drugi złoty medal olimpijski zawodniczki, a w sumie piąty z pozostałymi medalami. Dzięki temu osiągnięciu stała się najbardziej utytułowanym polskim sportowcem w historii zimowych igrzysk olimpijskich (stan na 2 lutego 2015).
15 lutego razem z Kornelią Kubińską, Sylwią Jaśkowiec i Pauliną Maciuszek zajęła siódme miejsce w biegu sztafetowym 2 × 5 km stylem klasycznym i 2 × 5 km stylem dowolnym. Cztery dni później razem z pozostałymi biegaczkami zajęła piąte miejsce w sprincie drużynowym stylem klasycznym (6x1,25 km).
22 lutego po około 12,5 km zeszła, utykając z trasy biegu na 30 km techniką dowolną ze startu wspólnego. Podczas biegu uderzyła się w kontuzjowaną stopę, co uniemożliwiło jej kontynuowanie rywalizacji. Trzy dni później wróciła do Polski.

#### Sezon po zimowych igrzyskach olimpijskich
Po powrocie do Polski poddała szczegółowym badaniom swoją kontuzjowaną lewą stopę. Mimo optymistycznej diagnozy dotyczącej gojenia się kontuzji, 27 lutego 2014 zdecydowała o zakończeniu występów w Pucharze Świata 2013/2014 w biegach narciarskich i skupieniu się na rehabilitacji. Sezon zakończyła na 12. miejscu z 618 punktami.

#### Po sezonie 2013/2014
9 kwietnia 2014 do jej drużyny dołączyła Sylwia Jaśkowiec.

### Sezon 2014/2015

#### Początek sezonu
Sezon rozpoczęła 29 listopada 2014 udziałem w zawodach w Ruce. W półfinale sprintu stylem klasycznym potknęła się i zakończyła rywalizację na trzecim miejscu, przez co nie zakwalifikowała się do biegu finałowego, a zawody zakończyła ostatecznie na siódmym miejscu. Następnego dnia zajęłą czwarte miejsce w biegu na 10 km stylem klasycznym. 5 grudnia rozpoczęła start w minicyklu Lillehammer Tour. W pierwszym dniu zawodów nie zakwalifikowała się do ćwierćfinałów sprintu stylem dowolnym. W kwalifikacjach zajęła 37. miejsce. 6 grudnia 2014 w biegu na 5 km stylem dowolnym ze startu indywidualnego zajęła 28. miejsce. Następnego dnia, roku w ostatnim dniu zawodów w Lillehammer, zajęła 10. miejsce w biegu pościgowym na 10 km stylem klasycznym.
13 grudnia 2014 podczas zawodów w Davos zajęła siódme miejsce w biegu na 10 km stylem klasycznym ze startu indywidualnego. Następnego dnia nie zakwalifikowała się do ćwierćfinałów sprintu stylem dowolnym, zajmując 53. miejsce w kwalifikacjach. Jeszcze przed startem w zawodach zdecydowała, że do końca 2014 nie będzie startowała w kolejnych zawodach Pucharu Świata 2014/2015 i skupi się na treningu, a wystartuje dopiero 3 stycznia 2015 w biegu rozpoczynającym Tour de Ski 2015 w Oberstdorf.
W ramach treningu wystartowała w trzydniowych zawodach Pucharu Kontynentalnego w austriackim Hochfilzen. 19 grudnia 2014 w pierwszym dniu zawodów wygrała sprint stylem klasycznym. Następnego dnia zwyciężyła w biegu na 5 km stylem klasycznym, a 21 grudnia zajęła czwarte miejsce w biegu na 5 km stylem dowolnym.

#### Tour de Ski 2015
3 stycznia 2015 w Oberstdorfie rozpoczęła start w 9. Tour de Ski od zajęła 10. miejsca w prologu na dystansie 3,2 km techniką dowolną ze startu indywidualnego. Następnego dnia dotarła jako szósta na metę w biegu pościgowym na 10 km stylem klasycznym. 6 stycznia w Val Müstair zajęła 30. miejsce w kwalifikacjach sprintu stylem dowolnym, dzięki czemu zakwalifikowała się do ćwierćfinałów, w których zajęła trzecie miejsce i do szóstego biegu ćwierćfinałowego była „szczęśliwą przegraną”. W piątym biegu wyprzedziła ją Kikkan Randall, przez co Kowalczyk nie zakwalifikowała się do półfinałów, a zawody zakończyła na 15. miejscu.
7 stycznia 2015 podczas kolejnego etapu Tour de Ski, w Toblach (Dobbiaco), zajęła piąte miejsce w biegu 5 km stylem klasycznym ze startu indywidualnego. Następnego dnia dotarła jako szósta na metę podczas biegu pościgowego na 15 km stylem dowolnym. 10 stycznia w Val di Fiemme zajęła siódme miejsce w biegu na 10 km stylem klasycznym ze startu wspólnego. Ostatniego dnia zawodów w ramach Tour de Ski stanęła do biegu pościgowego na 9 km stylem dowolnym, jednak po przebiegnięciu około 8 km zemdlała na trasie i została przewieziona do punktu medycznego, a następnie do szpitala na badania. Po kilku godzinach badań została wypisana. Nieukończenie ostatniego biegu spowodowało, że nie została uwzględniona w klasyfikacji generalnej Tour de Ski 2015.

#### Sezon po Tour de Ski
17 stycznia 2015 w Otepää odbył się sprint stylem klasycznym, który był pierwszym biegiem Pucharu Świata po Tour de Ski 2015. W kwalifikacjach sprintu zajęła 12. miejsce i zakwalifikowała się do ćwierćfinałów. W swoim biegu ćwierćfinałowym zajęła 4. miejsce i nie pobiegła w półfinale. Ostatecznie zajęła 16. miejsce. W niedzielę 18 stycznia 2015 roku w drugim dniu zawodów w Otepää odbył się sprint drużynowy stylem dowolnym (6x1,20 km). Biegła na pierwszej, trzeciej i piątej zmianie, natomiast Sylwia Jaśkowiec na drugiej, czwartej i szóstej zmianie. Polki wygrały swój bieg półfinałowy i zakwalifikowały się do finału, w którym zajęły 3. miejsce. Sprint wygrała reprezentacja Szwecji, natomiast 2. miejsce zajęła reprezentacja Norwegii. Było to pierwsze w historii biegów narciarskich miejsce na podium w Pucharze Świata dla polskiej drużyny.
23 stycznia 2015 w Rybińsku w konkursie o Puchar Świata zajęła 36. miejsce w biegu na 10 km stylem dowolnym ze startu indywidualnego. Po tym wyścigu zrezygnowała z udziału w sprincie stylem dowolnym i skiathlonie. Po zawodach w Rosji udała się na treningi do Santa Caterina di Valfurva, gdzie przygotowywała decydującą fazę BPS (bezpośrednie przygotowanie startowe) przed Mistrzostwami Świata w Narciarstwie Klasycznym 2015 w Falun. Zdecydowała też, że nie wystąpi w kolejnych zawodach Pucharu Świata 2014/2015 w  Östersund, a po treningu we Włoszech pojedzie przygotowywać się na trasach w Falun.

#### Mistrzostwa świata – Falun 2015
19 lutego 2015 zajęła czwarte miejsce na mistrzostwach świata w sprincie stylem klasycznym. 22 stycznia z Sylwią Jaśkowiec zajęła trzecie miejsce w finale sprintu drużynowego stylem dowolnym (6x1,20 km), zdobywając tym samym pierwszy medal w historii polskich biegów narciarskich.
26 lutego 2015 razem z Kornelią Kubińską, Eweliną Marcisz i Sylwią Jaśkowiec zajęła piąte miejsce w biegu sztafetowym 2 × 5 km stylem klasycznym i 2 × 5 km stylem dowolnym. Dwa dni później była 17. na mecie w biegu na dystansie 30 km stylem klasycznym ze startu wspólnego. Oprócz tego 24 lutego i 1 marca wystąpiła z Przemysławem Babiarzem i Markiem Jóźwikiem w roli komentatora dla TVP Sport wyścigów na 10 km stylem dowolnym ze startu indywidualnego kobiet i biegu na 50 km stylem klasycznym ze startu wspólnego mężczyzn.

#### Sezon po mistrzostwach świata
Jeszcze przed mistrzostwami świata zapowiedziała, że po zawodach nie wystartuje w konkursie o Puchar Świata 2014/2015 w Lahti i weźmie udział dopiero w biegu 11 marca 2015 w Drammen, a trzy dni wcześniej pobiegnie w maratonie narciarskim Bieg Wazów na 90 km stylem klasycznym. 8 marca 2015 zwyciężyła w finale 91. edycji Biegu Wazów jako pierwsza polska zawodniczka w historii. W zawodach wystartowała jako członkini drużyny Russian Marathon Team. Kowalczyk w klasyfikacji generalnej biegu zajęła 71. miejsce, co jest najwyższym miejscem zajętym przez kobietę.
11 marca 2015 w Drammenie zajęła 31. miejsce w kwalifikacjach w sprincie stylem klasycznym, przez co nie dostała się do ćwierćfinałów zawodów. Był to ostatni występ Polki w zawodach Pucharu Świata w sezonie 2014/2015, który zakończyła na 13. miejscu z 411 punktami.

#### Po sezonie 2014/2015
19 marca 2015 przeszła zabieg artroskopowy prawego kolana. 29 kwietnia 2015 jej drużynę opuściła Sylwia Jaśkowiec, która wróciła do kadry A-mix.

### Sezon 2015/2016

#### Przed sezonem 2015/2016
W maju 2015 w Zakopanem rozpoczęła przygotowania do nowego sezonu w biegach narciarskich. 8 sierpnia zwyciężyła w maratonie Ushuaia Loppet rozegranym w Argentynie. Bieg był rozgrywany stylem dowolnym na dystansie 42. kilometrów. W klasyfikacji generalnej biegu zajęła drugie miejsce.
Poinformowała o jej absencji na 40. Biegu Piastów ze względu na odbywające się w ten sam dzień zawody Pucharu Świata – Ski Tour Kanada, których był to debiut w kalendarzu biegów.
Zgrupowanie w Val Senales było zwieńczeniem przygotowań, które odbywały się w Zakopanem, Sierra Nevada, Sankt Moritz, Otepää, Ameryce Południowej, Raubicze i Cetniewie.
20 października 2015 potwierdziła, że przystąpiła do profesjonalnej międzynarodowej drużyny narciarstwa biegowego Team Santander, specjalizującej się w biegach długodystansowych.

#### Początek sezonu
Sezon rozpoczęła 27 listopada 2015 w Ruce od udziału w sprincie stylem klasycznym, który był również pierwszym biegiem cyklu Ruka Triple 2015. W kwalifikacjach zajęła 21. miejsce i zakwalifikowała się do ćwierćfinałów, w których zajęła szóste miejsce, przez co nie pobiegła w półfinale i ostatecznie zajęła 29. miejsce. Dzień później zajęła szóste miejsce w biegu na 5 km stylem dowolnym ze startu indywidualnego. 29 listopada była ósma w biegu pościgowym na 10 km stylem klasycznym, a w klasyfikacji generalnej Ruka Triple zajęła 11. miejsce.
5 grudnia 2015 w Lillehammer zajęła 32. miejsce w skiathlonie. Następnego dnia w maratonie narciarskim La Sgambeda na 24 km stylem klasycznym (powodem skrócenia 35-kilometrowej trasy był brak wystarczającej ilości śniegu) zajęła trzecie miejsce za stratą 0,8 sekundy do Kateřiny Smutnej. W kolejnych dniach nie wystartowała w Davos, ponieważ na te dni zaplanowano wyłącznie biegi stylem dowolnym. 20 grudnia wróciła na trasy Pucharu Świata 2015/2016, zajmując ósme miejsce w Toblach (Dobbiaco) w biegu na 10 km stylem klasycznym. Następnego dnia nie pobiegła w sprincie stylem dowolnym.

#### Tour de Ski 2016
Pod koniec grudnia poinformowano, że ze względu na niekorzystne warunki atmosferyczne etapy Tour de Ski zaplanowane na 5 i 6 stycznia 2016 roku dojdą do skutku, lecz w programie zawodów wprowadzono zmiany, które były korzystne Polki – biegi zostaną rozegrane techniką klasyczną. W piątek 1 stycznia 2016 roku w szwajcarskim Lenzerheide rozpoczęła się 10. edycja Tour de Ski. Pierwszym etapem był sprint stylem dowolnym. W kwalifikacjach sprintu zajęła 59. miejsce i nie zakwalifikowała się do ćwierćfinałów. Następnego dnia odbył się kolejny etap, ponownie w Lenzerheide. Był to bieg na 15 kilometrów stylem klasycznym ze startu wspólnego. Polka wystartowała w szóstej dziesiątce, a przybiegła na metę na 19. miejscu. Trzeci etap odbył się w 3 stycznia 2016 roku, ostatni raz w szwajcarskim Lenzerheide. Rozgrywany był tego dnia bieg na 5 kilometrów stylem dowolnym na dochodzenie. Do rywalizacji z powodów zdrowotnych nie przystąpiła Astrid Jacobsen, która była przed Polką w klasyfikacji Tour de Ski, dzięki czemu zawodniczka z Limanowej wystartowała z 20. miejsca, a na metę przybiegła na 21. pozycji. Czwarty etap odbył się we wtorek 5 stycznia 2016 roku niemieckim Oberstdorf. Był to sprint stylem klasycznym. W biegu kwalifikacyjnym zajęła 17. miejsce i zakwalifikowała się do ćwierćfinałów. W swoim biegu ćwierćfinałowym zajęła 3. miejsce i nie dostała się do półfinałów. Ostatecznie została sklasyfikowana na 14. pozycji. Piąty etap odbył się 6 stycznia 2016 roku, ponownie w Oberstdorf i był to bieg na 10 kilometrów stylem klasycznym ze startu wspólnego. Przybiegła na metę na 17. miejscu. Po dniu przerwy w piątek 8 stycznia 2016 roku, we włoskim Toblach (Dobbiaco) odbył się szósty etap. Był to bieg na 5 kilometrów stylem dowolnym. Polka zajęła w tym biegu 18. miejsce. 9 stycznia 2016 roku we włoskim Val di Fiemme, odbył się bieg na 10 kilometrów stylem klasycznym ze startu wspólnego, który był siódmym etapem. Na metę przybiegła na 23. miejscu. W niedzielę 10 stycznia 2016 roku do rywalizacji w cyklu przystąpiono ponownie we włoskim Val di Fiemme, gdzie odbył się ostatni, ósmy etap Tour de Ski 2016. Był to bieg pościgowy na 9 km stylem dowolnym, zakończony tradycyjnie „wspinaczką” na Alpe Cermis. Tour de Ski 2016 ukończyła na 23. miejscu. Po zakończonej imprezie w biegach narciarskich zapowiedziała, że był to jej ostatni występ w Tour de Ski.

#### Sezon po Tour de Ski
Zgodnie z zapowiedziami przedsezonowymi nie wzięła udziału w zawodach odbywających się w Planicy i Nowym Mieście na Morawach.
W sobotę 23 stycznia 2016 roku po raz drugi w sezonie 2015/2016 wystartowała w maratonie narciarskim – La Diagonela. Był to bieg stylem klasycznym na dystansie 55 kilometrów. Trasa maratonu uległa skróceniu. Powodem skrócenia 65 kilometrowej trasy był brak wystarczającej ilości śniegu. Zajęła 9. miejsce ze stratą 7:13,4 do pierwszej zawodniczki.
31 stycznia 2016 roku po raz trzeci wystartowała w maratonie narciarskim. Był to włoski maraton Marcialonga. Bieg odbył się stylem klasycznym na dystansie 70 kilometrów. Przybiegła na 6. miejscu ze stratą 7:42,5 do pierwszego miejsca.
Na trasy Pucharu Świata 2015/2016 wróciła 3 lutego 2016 roku. Pierwszym biegiem po przerwie był sprint stylem klasycznym w norweskim Drammen. W kwalifikacjach zajęła 48. pozycję i nie zakwalifikowała się do ćwierćfinałów.
Następne zawody miały miejsce 7 lutego 2016 roku w norweskim Oslo, gdzie odbył się bieg na 30 kilometrów stylem klasycznym, w którym zajęła 10. miejsce.
W czwartek 11 lutego 2016 roku ponownie odbył się sprint stylem klasycznym, tym razem w stolicy Szwecji w Sztokholmie. Zajęła 34. pozycję w kwalifikacjach przez co nie przebrnęła do ćwierćfinałów. Do kwalifikacji zabrakło 0.57 sekundy.
Kolejna walka o punkty w klasyfikacji generalnej pucharu świata odbyła 13 lutego 2016 roku w szwedzkim Falun, w którym rozegrano bieg na 5 kilometrów stylem klasycznym. Do tego wyścigu była jedyną reprezentantką Polski w pucharze świata w sezonie 2015/2016, Martyna Galewicz i Marcela Marcisz stanęły również starcie. Na metę przybiegła na 6. miejscu. Dzień później odbył się bieg na 10 km stylem dowolnym, z którego zrezygnowała.
Ostatnie zawody przed Ski Tour Kanada odbyły się 20 i 21 lutego 2016 roku w fińskim Lahti. Pierwszego dnia rozegrano sprint stylem dowolnym, do którego nie przystąpiła zgodnie ze swoimi zapowiedziami przedsezonowymi. W dniu kolejnym odbył się bieg łączony. Po części klasycznej biegu, zajmowała 4. miejsce, całe zawody ukończyła na 14. pozycji.

#### Ski Tour Kanada 2016
We wtorek 1 marca 2016 roku w kanadyjskim Gatineau rozpoczęła się 1. edycja Ski Tour Kanada. Pierwszym etapem cyklu był sprint stylem dowolnym. W kwalifikacjach sprintu zajęła 51. miejsce i nie zakwalifikowała się do ćwierćfinałów. Następnego dnia w Montrealu odbył się drugi etap, którym był bieg na 10,5 kilometra stylem klasyczny ze startu wspólnego. Zajęła w tym biegu 5. miejsce, najlepsze w sezonie Pucharu Świata 2015/2016. Trzeci etap został rozegrany w 4 marca 2016 roku w mieście Quebec. Był to ponownie sprint stylem dowolnym. W kwalifikacjach sprintu zajęła 31. miejsce i nie zakwalifikowała się do ćwierćfinałów. Polce zabrakło 0,14 sekundy, aby wejść do ćwierćfinałów. Czwarty etap odbył się 5 marca 2016 roku ponownie w mieście Quebec. Tym razem był to bieg pościgowy na 10 kilometrów stylem dowolnym. Wystartowała z 13. miejsca, a na metę przybiegła na 17. miejscu. Po dwóch dniach przerwy, piąty etap odbył się 8 marca 2016 roku w Canmore. Był to sprint stylem klasycznym. W kwalifikacjach sprintu zajęła 21. miejsce i zakwalifikowała się do ćwierćfinałów. Wygrała swój bieg ćwierćfinałowy, natomiast w półfinale zajęła 3. miejsce ale czas jaki uzyskała nie dał jej awansu do półfinału jako „szczęśliwej przegranej (lucky loser)”. Całe zawody zakończyła na 7. miejscu. Szósty etap odbył się 9 marca 2016 roku ponownie w Canmore. Był to bieg łączony (skiathlon), czyli 7,5 km stylem klasycznym i 7,5 km stylem dowolnym. Po części klasycznej biegu, zajmowała 11. miejsce, cały bieg ukończyła na 13. miejscu. Po jednym dniu przerwy, siódmy etap odbył się 11 marca 2016 roku kolejny raz w Canmore. Był to bieg na 10 kilometrów stylem dowolnym, w którym zajęła 15. miejsce. Był to również 300. bieg Justyny Kowalczyk w Pucharze Świata.

### Sezon 2016/2017

#### Przed sezonem 2016/2017
Wystartowała w piątek 11 listopada 2016 roku w fińskim Muonio w sprincie stylem klasycznym, w którym zajęła 1. miejsce. Natomiast 12 listopada 2016 roku wygrała bieg na 5 km stylem klasycznym. Zawody odbyły się w ramach Pucharu FIS.

#### Początek sezonu
Puchar Świata rozpoczął się w sobotę 26 listopada 2016 roku w fińskiej miejscowości Ruka (Ruka International Ski Stadium). Pierwszymi zawodami w sezonie był sprint stylem klasycznym. W kwalifikacjach zajęła 5. miejsce i zakwalifikowała się do ćwierćfinałów. Pobiegła w pierwszym biegu ćwierćfinałowym, w którym uplasowała się na 4. miejscu i do piątego biegu ćwierćfinałowego była tak zwaną „szczęśliwą przegraną (lucky loser)”, ale czas jaki uzyskała nie dał jej ostatecznie awansu do półfinału. Została sklasyfikowana na 16. pozycji. Następnego dnia ponownie w Ruce odbył się bieg na 10 kilometrów stylem klasycznym ze startu indywidualnego, w którym zajęła 9. miejsce.
W piątek 2 grudnia 2016 roku w norweskim Lillehammer odbył się sprint stylem klasycznym, który był pierwszym etapem Lillehammer Tour 2016. W kwalifikacjach sprintu zajęła 19. miejsce i zakwalifikowała się do ćwierćfinałów. W swoim biegu ćwierćfinałowym na metę przybiegła na 3. pozycji i nie przystąpiła do rywalizacji w półfinale. Ostatecznie zajęła 16. miejsce. Kolejnego dnia odbył się drugi etap. Był to bieg na 5 kilometrów stylem dowolnym ze startu indywidualnego. Została sklasyfikowana na 53. pozycji. W niedzielę odbył się trzeci etap, bieg pościgowy na 10 kilometrów stylem klasycznym. Justyna Kowalczyk wystartowała z 45. pozycji, a na metę przybiegła na 19. miejscu, uzyskując dziewiąty czas netto. Był to również ostatni występ Polki w Pucharze Świata w 2016 roku.

#### Tour de Ski 2016/2017
W tym sezonie Justyna Kowalczyk nie wzięła udziału w Tour de Ski.

#### Sezon po Tour de Ski
W piątek 3 lutego 2017 roku, zgodnie z przedsezonowymi zapowiedziami, po dwumiesięcznej przerwie w startach w Pucharze Świata, Justyna Kowalczyk wystartowała w sprincie stylem klasycznym w południowokoreańskim Pjongczangu. Zawody te to tak zwana „próba przedolimpijska” przed Zimowymi Igrzyskami Olimpijskimi 2018 w Pjongczangu, na starcie zabrakło czołowych zawodniczek świata. Polka w kwalifikacjach zajęła 2. miejsce i zakwalifikowała się do ćwierćfinałów. Polka biegła w piątym biegu ćwierćfinałowym, który wygrała. W drugim biegu półfinałowym zajęła 2. miejsce i awansowała do finału. W finale zajęła 4. miejsce.
W kolejnym dniu, w sobotę 4 lutego 2017 roku odbył się bieg łączony (skiathlon), czyli (7,5 km stylem klasycznym i 7,5 km stylem dowolnym), który Justyna Kowalczyk wygrała. Było to 50. zwycięstwo Polki w Pucharze Świata.
W niedzielę 19 lutego 2017 roku w estońskim Otepää odbył się bieg na 10 km stylem klasycznym ze startu indywidualnego, w którym Polka zajęła 5. miejsce.

#### Mistrzostwa świata – Lahti 2017
W niedzielę 26 lutego 2017 roku odbył się sprint drużynowy stylem klasycznym (6x1,30 km). Na pierwszej, trzeciej i piątej zmianie biegła Ewelina Marcisz, natomiast Justyna Kowalczyk na drugiej, czwartej i szóstej zmianie. Polki zajęły 5. miejsce w swoim biegu półfinałowym i zakwalifikowały się do finału jako „szczęśliwe przegrane (lucky loser)”, w którym zajęły 9. miejsce. Był to pierwszy bieg Justyny Kowalczyk na mistrzostwach świata w Lahti.
We wtorek 28 lutego 2017 roku odbył się bieg na 10 km stylem klasycznym ze startu indywidualnego, w którym Justyna Kowalczyk zajęła 8. miejsce.
W czwartek 2 marca 2017 roku odbył się bieg sztafetowy 2 × 5 km stylem klasycznym i 2 × 5 km stylem dowolnym. Polki biegły w składzie: pierwsza zmiana Justyna Kowalczyk (styl klasyczny), druga zmiana Ewelina Marcisz (styl klasyczny), trzecia zmiana Kornelia Kubińska (styl dowolny), czwarta zmiana Martyna Galewicz (styl dowolny). Polska drużyna zajęła 8. miejsce.

#### Sezon po mistrzostwach świata
Jeszcze przed mistrzostwami świata Polka zapowiedziała, że w sobotę 4 marca 2017 roku wystartuje w 41. maratonie narciarskim Bieg Piastów w Szklarskiej Porębie na Polanie Jakuszyckiej. Justyna Kowalczyk wystartowała w tym biegu po raz pierwszy i wygrała go w kategorii kobiet. Bieg odbywał się na dystansie 50 kilometrów i był rozgrywany stylem klasycznym. Do biegu zgłosiło się 1600 zawodników z 26 krajów. Justyna Kowalczyk w klasyfikacji generalnej biegu zajęła 6. miejsce. Maraton zaliczany jest do cyklu Worldloppet.
W niedzielę 12 marca 2017 roku, odbyły się kolejne zawody Pucharu Świata w norweskim Oslo. Był to bieg na 30 kilometrów stylem klasycznym, w którym Justyna Kowalczyk zajęła 6. miejsce. Był to również ostatni bieg Polki w Pucharze Świata 2016/2017.
W sobotę 18 marca 2017 roku Polka wystartowała w norweskim maratonie narciarskim Birkebeinerrennet, w którym zajęła 1. miejsce. Bieg odbył się stylem klasycznym na dystansie 54 kilometrów. Maraton zaliczany jest do cyklów Worldloppet i Visma Ski Classics.
Justyna Kowalczyk zakończyła sezon na 21. miejscu z 404 punktami.

#### Po sezonie 2016/2017
W sobotę 25 marca 2017 roku Justyna Kowalczyk wystartowała w szwedzkim maratonie narciarskim Årefjällsloppet. Bieg odbył się stylem klasycznym na dystansie 55 kilometrów. Polka zajęła w nim 4. miejsce. Maraton zaliczany jest do cyklu Visma Ski Classics.
W sobotę 1 kwietnia 2017 roku Justyna Kowalczyk wystartowała w kolejnym norweski maratonie narciarskim Reistadløpet, w którym zajęła 1. miejsce. Bieg odbył się stylem klasycznym na dystansie 50 kilometrów. Maraton również zaliczany jest do cyklu Visma Ski Classics.
W sobotę 8 kwietnia 2017 roku Polka wystartowała w fińskim maratonie narciarskim Ylläs-Levi, w którym zajęła 3. miejsce. Bieg odbył się stylem klasycznym na dystansie 67 kilometrów. Maraton również zaliczany jest do cyklu Visma Ski Classics. Był to ostatni bieg Justyny Kowalczyk w sezonie 2016/2017.

### Sezon 2017/2018 (Olimpijski)

#### Przed sezonem 2017/2018
W sierpniu 2017 roku Justyna Kowalczyk oficjalnie potwierdziła, że zmieniła profesjonalną międzynarodową drużynę narciarstwa biegowego Team Santander specjalizującą się w biegach długodystansowych na Team Trentino Robinson Trainer. W barwach nowej drużyny, Polka będzie biegała maratony narciarskie.

#### Początek sezonu
Puchar Świata w sezonie 2017/2018 rozpoczął się w piątek 24 listopada 2017 roku w fińskiej miejscowości Ruka (Ruka International Ski Stadium) zawodami Ruka Triple. Pierwszym biegiem w sezonie był sprint stylem klasycznym. Justyna Kowalczyk w kwalifikacjach zajęła 27. miejsce i zakwalifikowała się do ćwierćfinałów. Pobiegła w piątym biegu ćwierćfinałowym, w którym uplasowała się na 4. miejscu i nie pobiegła w półfinale. Cały sprint zakończyła na 20. miejscu. Następnego dnia, w sobotę 25 listopada 2017 roku, ponownie w Ruce odbył się bieg na 10 kilometrów stylem klasycznym ze startu indywidualnego. Polka zajęła w nim 18. miejsce. Natomiast w niedzielę 26 listopada 2017 roku, ostatnią konkurencją Rukka Triple 2017 był bieg pościgowy na 10 km stylem dowolnym. Justyna Kowalczyk wystartowała z 22. pozycji, a na metę przybiegła na 24. miejscu. Takie też miejsce zajęła w Ruka Triple 2017.
W sobotę 2 grudnia 2017 roku w norweskim Lillehammer odbył się sprint stylem klasycznym. Justyna Kowalczyk w kwalifikacjach sprintu zajęła 14. miejsce i zakwalifikowała się do ćwierćfinałów. Pobiegła w piątym biegu ćwierćfinałowym, w którym uplasowała się na 2. miejscu i zakwalifikowała się do półfinałów. Pobiegła w drugim biegu półfinałowym, w którym uplasowała się na 3. miejscu, jednak czas jaki uzyskała nie pozwolił na bieg w finale sprintu. Ostatecznie Polka została sklasyfikowana na 7. miejscu. W kolejnym dniu, w niedzielę 3 grudnia 2017 roku odbył się bieg łączony (skiathlon), czyli (7,5 km stylem klasycznym i 7,5 km stylem dowolnym). Po pierwszej części Polka zajmowała 14. miejsce, jednak w okolicach 13. kilometra zeszła z trasy i nie ukończyła biegu.
Kolejne zawody w których wzięła udział Justyna Kowalczyk, odbyły się w sobotę 16 grudnia 2017 roku we włoskim Toblach (Dobbiaco). Był to bieg na 10 kilometrów stylem dowolnym ze startu indywidualnego, w którym zajęła 50. miejsce.
W niedzielę 17 grudnia 2017 roku odbył się bieg pościgowy na 10 kilometrów stylem klasycznym. Zawodniczki startowały z opóźnieniem z jakim przybiegły na metę w sobotę. Polka wystartowała z 49. pozycji, a na metę przybiegła na 37. miejscu.

#### Tour de Ski 2017/2018
W tym sezonie Justyna Kowalczyk nie wzięła udziału w Tour de Ski.

#### Sezon po Tour de Ski
W sobotę 20 stycznia 2018 roku, Justyna Kowalczyk zgodnie z przedsezonowymi zapowiedziami, po miesięcznej przerwie w startach w Pucharze Świata, wystartowała w sprincie stylem klasycznym w słoweńskiej Planicy. Polka w kwalifikacjach zajęła 35. miejsce i nie zakwalifikowała się do ćwierćfinałów. Następnego dnia, w niedzielę 21 stycznia 2018 roku, w Planicy odbył się bieg na 10 kilometrów stylem klasycznym ze startu indywidualnego. Justyna Kowalczyk zajęła 8. miejsce.

#### Zimowe Igrzyska Olimpijskie 2018wPjongczangu
W czwartek 8 lutego 2018 roku w wiosce olimpijskiej Justyna Kowalczyk złożyła ślubowanie olimpijskie.
W sobotę 10 lutego 2018 roku odbył się pierwszy bieg narciarski na igrzyskach olimpijskich. Był to bieg łączony (skiathlon), czyli 7,5 km stylem klasycznym i 7,5 km stylem dowolnym, w którym Polka zajęła 17. miejsce. Wygrała Szwedka Charlotte Kalla, drugie miejsce zajęła Norweżka Marit Bjørgen, a trzecie miejsce wywalczyła Finka Krista Pärmäkoski.
W kolejnym tygodniu, 13 lutego 2018 roku, Justyna Kowalczyk wystartowała w sprincie stylem klasycznym. W eliminacjach biegu zajęła 22. miejsce i zakwalifikowała się do ćwierćfinałów. Podczas losowania biegów ćwierćfinałowych Polka wybrała 5. ćwierćfinał, w którym uplasowała się na 5. miejscu i nie zakwalifikowała się do półfinałów. Justyna Kowalczyk ostatecznie zajęła 22. miejsce. Sprint wygrała Szwedka Stina Nilsson, drugie miejsce zajęła Norweżka Maiken Caspersen Falla, a trzecie miejsce wywalczyła Rosjanka Julija Biełorukowa startująca jako olimpijka z Rosji (OAR).
W sobotę 17 lutego 2018 roku odbył się bieg sztafetowy 2 × 5 km stylem klasycznym i 2 × 5 km stylem dowolnym. Polki biegły w składzie: pierwsza zmiana Ewelina Marcisz (styl klasyczny), druga zmiana Justyna Kowalczyk (styl klasyczny), trzecia zmiana Martyna Galewicz (styl dowolny), czwarta zmiana Sylwia Jaśkowiec (styl dowolny). Polska drużyna zajęła 10. miejsce. Bieg wygrała drużyna Norwegii, drugie miejsce zajęła drużyna Szwecji, a trzecie drużyna olimpijek z Rosji (OAR).
W środę 21 lutego 2018 roku odbył się sprint drużynowy stylem dowolnym. Justyna Kowalczyk biegła na pierwszej, trzeciej i piątej zmianie, natomiast Sylwia Jaśkowiec na drugiej, czwartej i szóstej zmianie. Polki biegły w drugim biegu półfinałowym, w którym zajęły piąte miejsce i zakwalifikowały się do finału jako „szczęśliwe przegrane (lucky loser)”. W biegu finałowym polska drużyna zajęła 7. miejsce, a bieg wygrała drużyna USA, drugie miejsce zajęła drużyna Szwecji, a trzecie drużyna Norwegii.
W niedzielę 25 lutego 2018 roku, w ostatnim dniu igrzysk olimpijskich, odbył się bieg na 30 kilometrów stylem klasycznym. Justyna Kowalczyk zajęła 14. miejsce. Wygrała Norweżka Marit Bjørgen, drugie miejsce zajęła Finka Krista Pärmäkoski, a trzecie miejsce wywalczyła Szwedka Stina Nilsson.

#### Sezon po zimowych igrzyskach olimpijskich
W sobotę 17 marca 2018 roku Justyna Kowalczyk wystartowała w 80. edycji norweskiego maratonu narciarskiego Birkebeinerrennet, w którym zajęła 1. miejsce. Bieg odbył się stylem klasycznym na dystansie 54 kilometrów. Maraton zaliczany jest do cyklów Worldloppet i Visma Ski Classics.
Justyna Kowalczyk zakończyła sezon na 54. miejscu ze 106 punktami.

#### Po sezonie 2017/2018

##### Mistrzostwa Polski 2018
W piątek 23 marca 2018 roku Justyna Kowalczyk wystartowała w Mistrzostwach Polski w Szklarskiej Porębie na Polanie Jakuszyckiej. Był to bieg stylem klasycznym na dystansie 15 kilometrów, w którym Polka zajęła 1. miejsce.
W sobotę 24 marca 2018 roku odbył się sprint drużynowy stylem dowolnym. Justyna Kowalczyk biegła na pierwszej, trzeciej i piątej zmianie, natomiast Katarzyna Stokfisz na drugiej, czwartej i szóstej zmianie. Obie reprezentowały klub AZS-AWF Katowice. Zawodniczki zajęły 2. miejsce, a bieg wygrała drużyna LKS Markam Wiśniowa Osieczany, natomiast trzecie miejsce zajęła drużyna MKS Istebna.
W niedzielę 25 marca 2018 roku odbył się bieg sztafetowy 2 × 5 km stylem klasycznym i 2 × 5 km stylem dowolnym. Zawodniczki AZS-AWF Katowice biegły w składzie: pierwsza zmiana Magdalena Czusz (styl klasyczny), druga zmiana Justyna Kowalczyk (styl klasyczny), trzecia zmiana Katarzyna Stokfisz (styl dowolny), czwarta zmiana Martyna Galewicz (styl dowolny). Drużyna AZS-AWF Katowice wygrała sztafetę, drugie miejsce zajęła drużyna LKS Markam Wiśniowa Osieczany, a trzecie drużyna Halicz Ustrzyki Dolne.

#### Koniec startów w Pucharze Świata
W piątek 23 marca 2018 roku Justyna Kowalczyk poinformowała kibiców, że prawdopodobnie nie wystartuje już indywidualnie w Pucharze Świata, oraz że nie wyklucza występu w Mistrzostwach Świata „jeśli będzie potrzebna sztafecie”.

#### Nowa rola – asystentka głównego trenera
W czwartek 29 marca 2018 roku Polski Związek Narciarski poinformował, że Aleksander Wierietielny będzie głównym trenerem Kadry Narodowej Kobiet w biegach narciarskich, a Justyna Kowalczyk będzie pełniła funkcję asystenta głównego trenera.

#### Po sezonie 2017/2018 – ciąg dalszy
W sobotę 7 kwietnia 2018 roku Justyna Kowalczyk wystartowała w Norwegii w kolejnym maratonie narciarskim Reistadløpet. Zajęła w nim 2. miejsce. Bieg odbył się stylem klasycznym na dystansie 50 kilometrów. Maraton również zaliczany jest do cyklu Visma Ski Classics.
W sobotę 14 kwietnia 2018 roku Polka wystartowała w fińskim maratonie narciarskim Ylläs-Levi, w którym zajęła 4. miejsce. Bieg odbył się stylem klasycznym na dystansie 70 kilometrów. Był to ostatni maraton zaliczany do cyklu Visma Ski Classics w sezonie 2017/2018 oraz ostatni bieg Justyny Kowalczyk w sezonie 2017/2018.
W poniedziałek 25 czerwca 2018 roku Justyna Kowalczyk zdobyła najwyższą górę Afryki – Kilimandżaro.

### Sezon 2018/2019

#### Początek sezonu
Jest to pierwszy sezon, w którym Justyna Kowalczyk nie wzięła udziału w Pucharze Świata.
W niedzielę 2 grudnia 2018 roku Justyna Kowalczyk wystartowała w maratonie narciarskim we włoskim Livigno należącym do serii maratonów Ski Classics.
Był to bieg na 28 kilometrów stylem klasycznym. Polka przybiegła na metę na 3. miejscu.
W sobotę 12 stycznia 2019 roku Polka wzięła udział w kolejnym maratonie cyklu Ski Classics w austriackim Seefeld. Był to Bieg Cesarza Maksymiliana (Kaiser Maximilian Lauf) na dystansie 40 km stylem klasycznym. Justyna Kowalczyk przybiegła na metę na 3. miejscu. Bieg planowo liczy 60 kilometrów, ale w 2019 roku z powodu dużych opadów śniegu został skrócony.
W niedzielę dnia 27 stycznia 2019 roku Justyna Kowalczyk wystartowała we włoskim maratonie Marcialonga należącym do cyklu Ski Classics. Bieg odbył się na dystansie 70 kilometrów stylem klasycznym. Polka maraton zakończyła na 5. miejscu.
W sobotę 16 lutego 2019 roku Polka wystartowała w kolejnym włoskim maratonie narciarskim Gsieser Tal-Lauf, w którym zajęła 1. miejsce. Bieg odbył się na dystansie 42 kilometrów stylem klasycznym. Maraton jest drugim po maratonie Marcialonga największym biegiem narciarskim we Włoszech.

#### Mistrzostwa świata – Seefeld 2019
W niedzielę 24 lutego 2019 roku odbył się sprint drużynowy stylem klasycznym (6x1,30 km). Na pierwszej, trzeciej i piątej zmianie biegła Justyna Kowalczyk, natomiast Monika Skinder na drugiej, czwartej i szóstej zmianie. Polki zajęły w swoim biegu półfinałowym 5. miejsce i zakwalifikowały się do finału, w którym zajęły 10. miejsce. Był to pierwszy bieg Justyny Kowalczyk na mistrzostwach świata w Seefeld. Wzięły w nim również udział: trenerka Justyna Kowalczyk i zawodniczka Monika Sinder.
W czwartek 28 lutego 2019 roku odbył się bieg sztafetowy 2 × 5 km stylem klasycznym i 2 × 5 km stylem dowolnym. Polki biegły w składzie: pierwsza zmiana Monika Skinder (styl klasyczny), druga zmiana Justyna Kowalczyk (styl klasyczny), trzecia zmiana Izabela Marcisz (styl dowolny), czwarta zmiana Urszula Łętocha (styl dowolny). Polska drużyna zajęła 13. miejsce.

#### Sezon po mistrzostwach świata
Jeszcze przed mistrzostwami świata w Seefeld, Justyna Kowalczyk zapowiedziała, że w sobotę 2 marca 2019 roku wystartuje w 43. maratonie narciarskim Bieg Piastów w Szklarskiej Porębie na Polanie Jakuszyckiej. Polka wystartowała w tym biegu po raz drugi i wygrała go w kategorii kobiet. Bieg odbywał się na dystansie 50 kilometrów i był rozgrywany stylem klasycznym. Maraton zaliczany jest do cyklu Worldloppet.
W sobotę 16 marca 2019 roku Justyna Kowalczyk wystartowała w 81. edycji norweskiego maratonu narciarskiego Birkebeinerrennet. Polka po raz trzeci zajęła 1. miejsce. Bieg odbył się stylem klasycznym na dystansie 54 kilometrów z plecakiem o wadze 3,5 kilograma. Maraton zaliczany jest do cyklów Worldloppet i Visma Ski Classics.

#### Po sezonie 2018/2019

##### Mistrzostwa Polski 2019
W niedzielę 31 marca 2019 roku Justyna Kowalczyk wystartowała w Mistrzostwach Polski w Szklarskiej Porębie na Polanie Jakuszyckiej w biegu stylem klasycznym na dystansie 15 kilometrów, w którym zajęła 1. miejsce.

#### Po sezonie 2018/2019 – ciąg dalszy
W sobotę 13 kwietnia 2019 roku Polka wzięła udział w fińskim maratonie narciarskim Ylläs-Levi, w którym zajęła 8. miejsce. Bieg odbył się na dystansie 70 km stylem klasycznym. Był to ostatni bieg cyklu Ski Classics w sezonie 2018/2019.

#### Asystentka głównego trenera
W poniedziałek 29 kwietnia 2019 roku Polski Związek Narciarski poinformował, że pracę trenera Kadry Narodowej Kobiet w biegach narciarskich będzie kontynuował Aleksander Wierietielny, a Justyna Kowalczyk będzie nadal pełniła funkcję asystenta głównego trenera. Polka pełniła tę funkcję do marca 2021 roku.

#### Funkcja dyrektora sportowego w biathlonie
26 marca 2021 została wybrana na funkcję dyrektora sportowego Polskiego Związku Biathlonu

### Sezon 2022/2023
W rywalizacji kobiet została zwycięzcą 47. Biegu Piastów. Dystans 25 kilometrów pokonała w czasie 1:17.17. O blisko 6,5 minuty wyprzedziła drugą na mecie Terezę Tuzilovą.

## Osiągnięcia

### Igrzyska olimpijskie
| Miejsce | Dzień     | Rok  | Miejscowość     | Konkurencja                            | Czas biegu | Strata  | Zwyciężczyni        |
| ------- | --------- | ---- | --------------- | -------------------------------------- | ---------- | ------- | ------------------- |
| 8.      | 12 lutego | 2006 | Pragelato       | 15 km bieg łączony                     | 42:48,7    | +36,9   | Kristina Šmigun     |
| DNF     | 16 lutego | 2006 | Pragelato       | 10 km stylem klasycznym                | 27:51,4    | —       | Kristina Šmigun     |
| 44.     | 22 lutego | 2006 | Pragelato       | Sprint stylem dowolnym                 | 2:12,3     | —       | Chandra Crawford    |
| 3.      | 24 lutego | 2006 | Pragelato       | 30 km stylem dowolnym (start masowy)   | 1:22:25,4  | +2,1    | Kateřina Neumannová |
| 5.      | 15 lutego | 2010 | Whistler        | 10 km stylem dowolnym                  | 24:58,4    | +21,7   | Charlotte Kalla     |
| 2.      | 17 lutego | 2010 | Whistler        | Sprint stylem klasycznym               | 3:39,2     | +1,1    | Marit Bjørgen       |
| 3.      | 19 lutego | 2010 | Whistler        | 15 km bieg łączony                     | 39:58,1    | +9,3    | Marit Bjørgen       |
| —       | 25 lutego | 2010 | Whistler        | bieg sztafetowy 4 × 5 km               | DSQ        | —       | Norwegia            |
| 1.      | 27 lutego | 2010 | Whistler        | 30 km stylem klasycznym (start masowy) | 1:30:33,7  | —       | —                   |
| 6.      | 8 lutego  | 2014 | Krasnaja Polana | 15 km bieg łączony                     | 38:33,6    | +56,1   | Marit Bjørgen       |
| 1.      | 13 lutego | 2014 | Krasnaja Polana | 10 km stylem klasycznym                | 28:17,8    | —       | —                   |
| 6.      | 15 lutego | 2014 | Krasnaja Polana | bieg sztafetowy 4 × 5 km               | 53:02,7    | +1:36,2 | Szwecja             |
| 5.      | 19 lutego | 2014 | Krasnaja Polana | Sprint drużynowy stylem klasycznym     | 16:04,05   | +31,49  | Norwegia            |
| DNF     | 22 lutego | 2014 | Krasnaja Polana | 30 km stylem dowolnym (start masowy)   | 1:11:05,2  | —       | Marit Bjørgen       |
| 17.     | 10 lutego | 2018 | Pjongczang      | 15 km bieg łączony                     | 40:44,9    | +1:45,9 | Charlotte Kalla     |
| 22.     | 13 lutego | 2018 | Pjongczang      | Sprint stylem klasycznym               | 3:03,84    | —       | Stina Nilsson       |
| 10.     | 17 lutego | 2018 | Pjongczang      | bieg sztafetowy 4 × 5 km               | 51:24,3    | +3:06,6 | Norwegia            |
| 7.      | 21 lutego | 2018 | Pjongczang      | Sprint drużynowy stylem dowolnym       | 15:56,47   | +36,01  | Stany Zjednoczone   |
| 14.     | 25 lutego | 2018 | Pjongczang      | 30 km stylem klasycznym (start masowy) | 1:22:17,6  | +5:04,2 | Marit Bjørgen       |

### Mistrzostwa świata

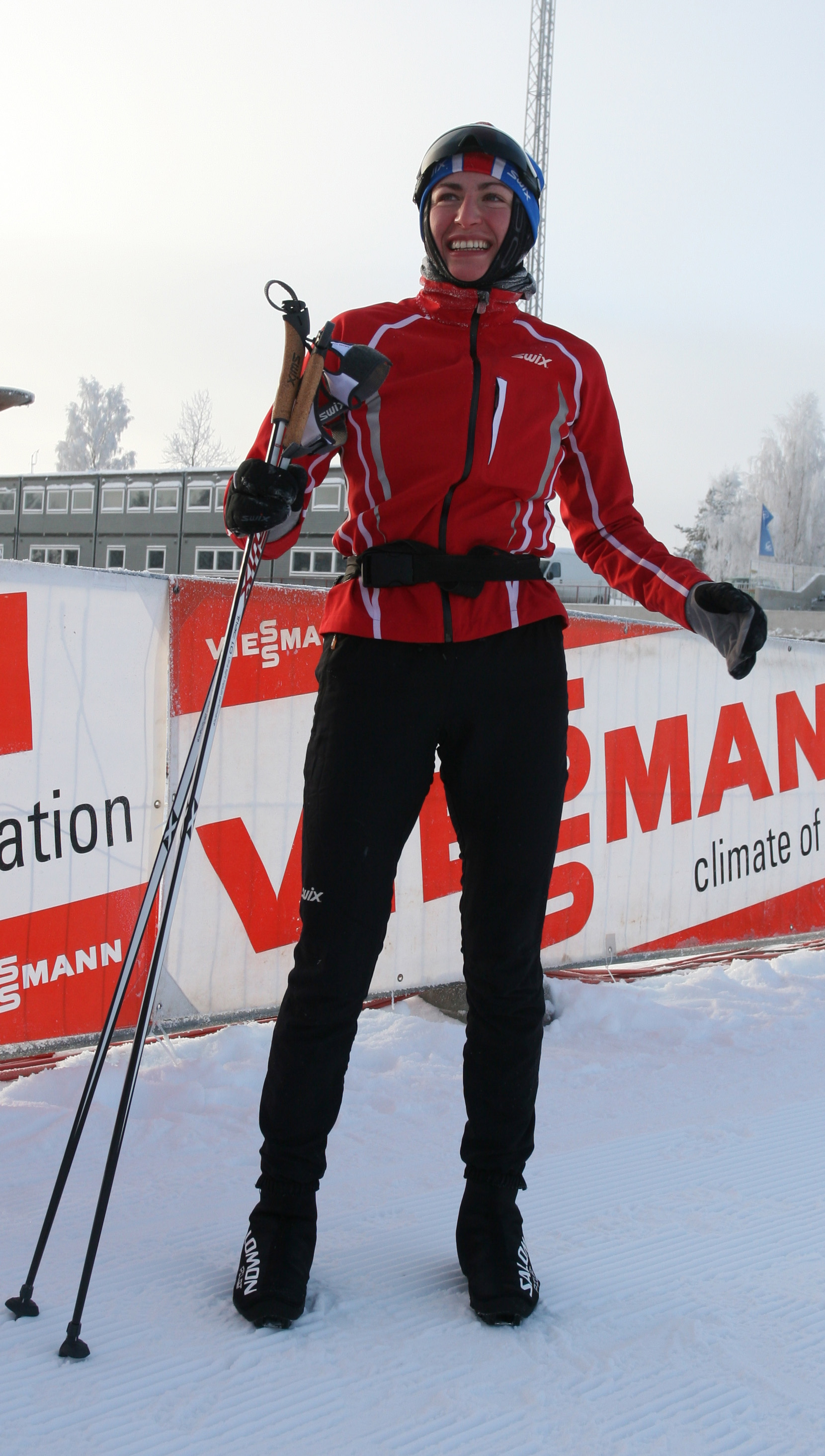
Justyna Kowalczyk przed startem w Otepää

| Miejsce | Dzień     | Rok  | Miejscowość   | Konkurencja                            | Czas biegu | Strata  | Zwyciężczyni        |
| ------- | --------- | ---- | ------------- | -------------------------------------- | ---------- | ------- | ------------------- |
| 48.     | 20 lutego | 2003 | Val di Fiemme | 10 km stylem klasycznym                | 25:47,0    | +4:25,0 | Bente Skari         |
| 31.     | 26 lutego | 2003 | Val di Fiemme | Sprint stylem dowolnym                 | 3:28,8     | —       | Marit Bjørgen       |
| 9.      | 17 lutego | 2005 | Oberstdorf    | 10 km stylem dowolnym                  | 26:27,6    | —       | Kateřina Neumannová |
| 13.     | 19 lutego | 2005 | Oberstdorf    | 15 km bieg łączony                     | 42:16,8    | —       | Julija Czepałowa    |
| 12.     | 22 lutego | 2005 | Oberstdorf    | Sprint stylem klasycznym               | 2:15,5     | —       | Emelie Öhrstig      |
| 4.      | 26 lutego | 2005 | Oberstdorf    | 30 km stylem klasycznym (start masowy) | 1:27:05,8  | —       | Marit Bjørgen       |
| 17.     | 22 lutego | 2007 | Sapporo       | Sprint stylem klasycznym               | 2:50,9     | —       | Astrid Jacobsen     |
| 9.      | 25 lutego | 2007 | Sapporo       | 15 km bieg łączony                     | 41:27,5    | +42,0   | Olga Zawjałowa      |
| 18.     | 27 lutego | 2007 | Sapporo       | 10 km stylem dowolnym                  | 23:58,4    | +1:34,1 | Kateřina Neumannová |
| DNF     | 3 marca   | 2007 | Sapporo       | 30 km stylem klasycznym (start masowy) | 1:29:47,1  | —       | Virpi Kuitunen      |
| 3.      | 19 lutego | 2009 | Liberec       | 10 km stylem klasycznym                | 28:12,8    | +11,5   | Aino-Kaisa Saarinen |
| 1.      | 21 lutego | 2009 | Liberec       | 15 km bieg łączony                     | 40:55,3    | —       | —                   |
| 6.      | 26 lutego | 2009 | Liberec       | bieg sztafetowy 4 × 5 km               | 54:24,3    | +1:12,1 | Finlandia           |
| 1.      | 28 lutego | 2009 | Liberec       | 30 km stylem dowolnym (start masowy)   | 1:16:10,6  | —       | —                   |
| 5.      | 24 lutego | 2011 | Oslo          | Sprint stylem dowolnym                 | 3:03,9     | +1,8    | Marit Bjørgen       |
| 2.      | 26 lutego | 2011 | Oslo          | 15 km bieg łączony                     | 38:08,6    | +7,5    | Marit Bjørgen       |
| 2.      | 28 lutego | 2011 | Oslo          | 10 km stylem klasycznym                | 27:39,3    | +4,1    | Marit Bjørgen       |
| 8.      | 3 marca   | 2011 | Oslo          | bieg sztafetowy 4 × 5 km               | 53:30,0    | +2:49,2 | Norwegia            |
| 3.      | 5 marca   | 2011 | Oslo          | 30 km stylem dowolnym (start masowy)   | 1:23:45,1  | +1:34,0 | Therese Johaug      |
| 6.      | 21 lutego | 2013 | Val di Fiemme | Sprint stylem klasycznym               | 3:16,6     | +6,3    | Marit Bjørgen       |
| 5.      | 23 lutego | 2013 | Val di Fiemme | 15 km bieg łączony                     | 39:04,4    | +27,1   | Marit Bjørgen       |
| 9.      | 28 lutego | 2013 | Val di Fiemme | bieg sztafetowy 4 × 5 km               | 1:00:36,5  | +3:35,0 | Norwegia            |
| 2.      | 2 marca   | 2013 | Val di Fiemme | 30 km stylem klasycznym (start masowy) | 1:27:19,9  | +3,7    | Marit Bjørgen       |
| 4.      | 19 lutego | 2015 | Falun         | Sprint stylem klasycznym               | 3:26,63    | +1,43   | Marit Bjørgen       |
| 3.      | 22 lutego | 2015 | Falun         | Sprint drużynowy stylem dowolnym       | 14:29,57   | +8,48   | Norwegia            |
| 5.      | 26 lutego | 2015 | Falun         | bieg sztafetowy 4 × 5 km               | 49:04,7    | +1:52,3 | Norwegia            |
| 17.     | 28 lutego | 2015 | Falun         | 30 km stylem klasycznym (start masowy) | 1:24:47,0  | +3:56,0 | Therese Johaug      |
| 9.      | 26 lutego | 2017 | Lahti         | Sprint drużynowy stylem klasycznym     | 20:20,56   | +48,99  | Norwegia            |
| 8.      | 28 lutego | 2017 | Lahti         | 10 km stylem klasycznym                | 25:24,9    | +1:34,5 | Marit Bjørgen       |
| 8.      | 2 marca   | 2017 | Lahti         | bieg sztafetowy 4 × 5 km               | 52:21,5    | +3:22,0 | Norwegia            |
| 10.     | 24 lutego | 2019 | Seefeld       | Sprint drużynowy stylem klasycznym     | 15:14,93   | +46,06  | Szwecja             |
| 13.     | 28 lutego | 2019 | Seefeld       | bieg sztafetowy 4 × 5 km               | 1:00:25,7  | +5:04,7 | Szwecja             |

### Puchar Świata

#### Miejsca w klasyfikacji generalnej
| Sezon     | Miejsce |
| --------- | ------- |
| 2001/2002 | 103.    |
| 2002/2003 | 80.     |
| 2003/2004 | 46.     |
| 2004/2005 | 44.     |
| 2005/2006 | 13.     |
| 2006/2007 | 8.      |
| 2007/2008 | 3.      |
| 2008/2009 | 1.      |
| 2009/2010 | 1.      |
| 2010/2011 | 1.      |
| 2011/2012 | 2.      |
| 2012/2013 | 1.      |
| 2013/2014 | 12.     |
| 2014/2015 | 13.     |
| 2015/2016 | 16.     |
| 2016/2017 | 21.     |
| 2017/2018 | 54.     |

#### Zwycięstwa w zawodach indywidualnych Pucharu Świata chronologicznie
| Nr  | Dzień                 | Rok  | Miejscowość      | Konkurencja                            | Czas biegu | Przypisy              |
| --- | --------------------- | ---- | ---------------- | -------------------------------------- | ---------- | --------------------- |
| 1.  | 27 stycznia           | 2007 | Otepää           | 10 km stylem klasycznym                | 30:54,2    | —                     |
| 2.  | 22 stycznia           | 2008 | Canmore          | 15 km bieg łączony                     | 42:30,3    | —                     |
| 3.  | 17 stycznia           | 2009 | Whistler         | 15 km bieg łączony                     | 40:41,3    | —                     |
| 4.  | 24 stycznia           | 2009 | Otepää           | 10 km stylem klasycznym                | 26:25,6    | —                     |
| 5.  | 14 lutego             | 2009 | Valdidentro      | 10 km stylem klasycznym                | 29:37,4    | —                     |
| 6.  | 8 marca               | 2009 | Lahti            | 10 km stylem dowolnym                  | 24:38,6    | —                     |
| 7.  | 18–22 marca           | 2009 | Sztokholm, Falun | 25 km                                  | 1:06:06,8  | Finał PŚ              |
| 8.  | 28 listopada          | 2009 | Ruka             | Sprint stylem klasycznym               | 3:00,5     | —                     |
| 9.  | 20 grudnia            | 2009 | Rogla            | 15 km stylem klasycznym (start masowy) | 45:01,9    | —                     |
| 10. | 1-10 stycznia         | 2010 | / Tour de Ski    | 60 km                                  | 2:37:49,5  | Tour de Ski 2010      |
| 11. | 16 stycznia           | 2010 | Otepää           | 10 km stylem klasycznym                | 26:52,7    | —                     |
| 12. | 23 stycznia           | 2010 | Rybińsk          | 15 km bieg łączony                     | 41:50,8    | —                     |
| 13. | 6 lutego              | 2010 | Canmore          | Sprint stylem klasycznym               | 3:28,7     | —                     |
| 14. | 31 grudnia–9 stycznia | 2011 | / Tour de Ski    | 60 km                                  | 2:47:31,0  | Tour de Ski 2010/2011 |
| 15. | 4 lutego              | 2011 | Rybińsk          | 10 km bieg łączony                     | 27:04,2    | —                     |
| 16. | 17 grudnia            | 2011 | Rogla            | 10 km stylem klasycznym (start masowy) | 32:49,7    | —                     |
| 17. | 29 grudnia–8 stycznia | 2012 | / Tour de Ski    | 63 km                                  | 2:52:45,0  | Tour de Ski 2011/2012 |
| 18. | 21 stycznia           | 2012 | Otepää           | Sprint stylem klasycznym               | 3:18,4     | —                     |
| 19. | 22 stycznia           | 2012 | Otepää           | 10 km stylem klasycznym                | 29:44,8    | —                     |
| 20. | 2 lutego              | 2012 | Moskwa           | Sprint stylem dowolnym                 | 3:39,9     | —                     |
| 21. | 18 lutego             | 2012 | Szklarska Poręba | 10 km stylem klasycznym                | 28:43,9    | —                     |
| 22. | 13 grudnia            | 2012 | Canmore          | 10 km stylem klasycznym (start masowy) | 28:58,4    | —                     |
| 23. | 16 grudnia            | 2012 | Canmore          | 15 km bieg łączony                     | 42:51,5    | —                     |
| 24. | 29 grudnia–6 stycznia | 2013 | / Tour de Ski    | 50,4 km                                | 2:25,21,6  | Tour de Ski 2012/2013 |
| 25. | 16 lutego             | 2013 | Davos            | Sprint stylem klasycznym               | 3:56,1     | —                     |
| 26. | 10 marca              | 2013 | Lahti            | 10 km stylem klasycznym                | 25:38,9    | —                     |
| 27. | 13 marca              | 2013 | Drammen          | Sprint stylem klasycznym               | 3:14,3     | —                     |
| 28. | 7 grudnia             | 2013 | Lillehammer      | 10 km stylem klasycznym                | 24:59,4    | —                     |
| 29. | 21 grudnia            | 2013 | Asiago           | Sprint stylem klasycznym               | 3:14,03    | —                     |
| 30. | 19 stycznia           | 2014 | Szklarska Poręba | 10 km stylem klasycznym (start masowy) | 34:34,2    | —                     |
| 31. | 4 lutego              | 2017 | Pjongczang       | 15 km bieg łączony                     | 43:54,7    | —                     |

#### Miejsca na podium
| Zawody PŚ | Zawody PŚ  | Zawody PŚ  | Zawody PŚ  | Zawody PŚ | Etapy zawodów PŚ | Etapy zawodów PŚ | Etapy zawodów PŚ | Etapy zawodów PŚ | Łącznie    | Łącznie    | Łącznie    | Łącznie |
| Sezon PŚ  | 1. miejsce | 2. miejsce | 3. miejsce | Razem     | 1. miejsce       | 2. miejsce       | 3. miejsce       | Razem            | 1. miejsce | 2. miejsce | 3. miejsce | Razem   |
| 2001/2002 | –          | –          | –          | –         | –                | –                | –                | –                | –          | –          | –          | –       |
| 2002/2003 | –          | –          | –          | –         | –                | –                | –                | –                | –          | –          | –          | –       |
| 2003/2004 | –          | –          | –          | –         | –                | –                | –                | –                | –          | –          | –          | –       |
| 2004/2005 | –          | –          | –          | –         | –                | –                | –                | –                | –          | –          | –          | –       |
| 2005/2006 | –          | –          | 1          | 1         | –                | –                | –                | –                | –          | –          | 1          | 1       |
| 2006/2007 | 1          | –          | –          | 1         | –                | –                | –                | –                | 1          | –          | –          | 1       |
| 2007/2008 | 1          | 2          | 3          | 6         | –                | –                | 2                | 2                | 1          | 2          | 5          | 8       |
| 2008/2009 | 5          | 2          | 2          | 9         | –                | –                | 4                | 4                | 5          | 2          | 6          | 13      |
| 2009/2010 | 6          | 4          | 1          | 11        | 3                | 2                | 2                | 7                | 9          | 6          | 3          | 18      |
| 2010/2011 | 2          | 7          | 1          | 10        | 4                | 4                | 1                | 9                | 6          | 11         | 2          | 19      |
| 2011/2012 | 6          | 3          | 2          | 11        | 5                | 4                | 1                | 10               | 11         | 7          | 3          | 21      |
| 2012/2013 | 6          | 4          | 1          | 11        | 5                | –                | 1                | 6                | 11         | 4          | 2          | 17      |
| 2013/2014 | 3          | –          | –          | 3         | 2                | –                | –                | 2                | 5          | –          | –          | 5       |
| 2014/2015 | –          | –          | –          | –         | –                | –                | –                | –                | –          | –          | –          | –       |
| 2015/2016 | –          | –          | –          | –         | –                | –                | –                | –                | –          | –          | –          | –       |
| 2016/2017 | 1          | –          | –          | 1         | –                | –                | –                | –                | 1          | –          | –          | 1       |
| 2017/2018 | –          | –          | –          | –         | –                | –                | –                | –                | –          | –          | –          | –       |
| Suma      | 31         | 22         | 11         | 64        | 19               | 10               | 11               | 40               | 50         | 32         | 22         | 104     |

#### Miejsca na podium w zawodach indywidualnych Pucharu Świata chronologicznie
| Nr  | Dzień                  | Rok  | Miejscowość          | Konkurencja                            | Czas biegu | Strata  | Miejsce | Zwyciężczyni                 |
| --- | ---------------------- | ---- | -------------------- | -------------------------------------- | ---------- | ------- | ------- | ---------------------------- |
| 1.  | 7 stycznia             | 2006 | Otepää               | 10 km stylem klasycznym                | 27:09,4    | +19,1   | 3.      | Hilde Gjermundshaug Pedersen |
| 2.  | 27 stycznia            | 2007 | Otepää               | 10 km stylem klasycznym                | 30:54,2    | —       | 1.      | —                            |
| 3.  | 2 grudnia              | 2007 | Ruka                 | 10 km stylem klasycznym                | 28:32,8    | +23,6   | 3.      | Marit Bjørgen                |
| 4.  | 22 stycznia            | 2008 | Canmore              | 15 km bieg łączony                     | 42:30,3    | —       | 1.      | —                            |
| 5.  | 23 stycznia            | 2008 | Canmore              | Sprint stylem klasycznym               | 3:09,7     | +1,8    | 3.      | Petra Majdič                 |
| 6.  | 25 stycznia            | 2008 | Canmore              | 10 km stylem dowolnym                  | 26:46,7    | +33,3   | 3.      | Wałentyna Szewczenko         |
| 7.  | 16 lutego              | 2008 | Liberec              | 7,6 km stylem dowolnym                 | 20:54,6    | +0,4    | 2.      | Astrid Jacobsen              |
| 8.  | 14–16 marca            | 2008 | Bormio               | Finał PŚ (22,5 km)                     | 1:08:49,9  | +0,3    | 2.      | Virpi Kuitunen               |
| 9.  | 29 listopada           | 2008 | Ruka                 | Sprint stylem klasycznym               | 2:55,5     | +0,8    | 3.      | Petra Majdič                 |
| 10. | 16 stycznia            | 2009 | Whistler             | Sprint stylem klasycznym               | 3:14,1     | +0,2    | 2.      | Alena Procházková            |
| 11. | 17 stycznia            | 2009 | Whistler             | 15 km bieg łączony                     | 40:41,3    | —       | 1.      | —                            |
| 12. | 24 stycznia            | 2009 | Otepää               | 10 km stylem klasycznym                | 26:25,6    | —       | 1.      | —                            |
| 13. | 14 lutego              | 2009 | Valdidentro          | 10 km stylem klasycznym                | 29:37,4    | —       | 1.      | —                            |
| 14. | 8 marca                | 2009 | Lahti                | 10 km stylem dowolnym                  | 24:38,6    | —       | 1.      | —                            |
| 15. | 12 marca               | 2009 | Trondheim            | Sprint stylem klasycznym               | 3:09,1     | +0,7    | 3.      | Petra Majdič                 |
| 16. | 14 marca               | 2009 | Trondheim            | 30 km stylem klasycznym (start masowy) | 1:25:22,2  | +11,7   | 2.      | Petra Majdič                 |
| 17. | 18-22 marca            | 2009 | Sztokholm, Falun     | Finał PŚ (25 km)                       | 1:06:06,8  | —       | 1.      | —                            |
| 18. | 28 listopada           | 2009 | Ruka                 | Sprint stylem klasycznym               | 3:00,5     | —       | 1.      | —                            |
| 19. | 19 grudnia             | 2009 | Rogla                | Sprint stylem klasycznym               | 4:28,8     | +0,4    | 2.      | Marit Bjørgen                |
| 20. | 20 grudnia             | 2009 | Rogla                | 15 km stylem klasycznym (start masowy) | 45:01,9    | —       | 1.      | —                            |
| 21. | 1–10 stycznia          | 2010 | / Tour de Ski        | 60 km                                  | 2:37:49,5  | —       | 1.      | —                            |
| 22. | 16 stycznia            | 2010 | Otepää               | 10 km stylem klasycznym                | 26:52,7    | —       | 1.      | —                            |
| 23. | 22 stycznia            | 2010 | Rybińsk              | Sprint stylem dowolnym                 | 2:54,3     | +1,4    | 3.      | Vesna Fabjan                 |
| 24. | 23 stycznia            | 2010 | Rybińsk              | 15 km bieg łączony                     | 41:50,8    | —       | 1.      | —                            |
| 25. | 5 lutego               | 2010 | Canmore              | 10 km stylem dowolnym                  | 25:00,6    | +9,7    | 2.      | Charlotte Kalla              |
| 26. | 6 lutego               | 2010 | Canmore              | Sprint stylem klasycznym               | 3:28,7     | —       | 1.      | —                            |
| 27. | 6 marca                | 2010 | Lahti                | 15 km bieg łączony                     | 40:10,8    | +11,1   | 2.      | Marit Bjørgen                |
| 28. | 17–21 marca            | 2010 | Sztokholm, Falun     | Finał PŚ (25 km)                       | 1:13:17,9  | +51,9   | 2.      | Marit Bjørgen                |
| 29. | 26–28 listopada        | 2010 | Ruka                 | Ruka Triple (16 km)                    | 44:34,3    | +33,6   | 2.      | Marit Bjørgen                |
| 30. | 11 grudnia             | 2010 | Davos                | 10 km stylem klasycznym                | 29:31,6    | +29,3   | 2.      | Marit Bjørgen                |
| 31. | 18 grudnia             | 2010 | La Clusaz            | 15 km stylem dowolnym (start masowy)   | 42:29,6    | +1,0    | 2.      | Marit Bjørgen                |
| 32. | 31 grudnia–9 stycznia  | 2011 | / Tour de Ski        | 60 km                                  | 2:47,31,0  | —       | 1.      | —                            |
| 33. | 22 stycznia            | 2011 | Otepää               | 10 km stylem klasycznym                | 27:02,1    | +32,0   | 2.      | Marit Bjørgen                |
| 34. | 4 lutego               | 2011 | Rybińsk              | 10 km bieg łączony                     | 27:04,2    | —       | 1.      | —                            |
| 35. | 5 lutego               | 2011 | Rybińsk              | Sprint stylem dowolnym                 | 2:54,3     | +0,7    | 3.      | Vesna Fabjan                 |
| 36. | 19 lutego              | 2011 | Drammen              | 10 km stylem klasycznym                | 27:31,9    | +17,3   | 2.      | Marit Bjørgen                |
| 37. | 12 marca               | 2011 | Lahti                | 10 km bieg łączony                     | 25:43,9    | +0,1    | 2.      | Therese Johaug               |
| 38. | 17–20 marca            | 2011 | Sztokholm, Falun     | Finał PŚ (25 km)                       | 1:08:48,7  | +1:58,0 | 2.      | Marit Bjørgen                |
| 39. | 17 grudnia             | 2011 | Rogla                | 10 km stylem klasycznym (start masowy) | 32:49,7    | —       | 1.      | —                            |
| 40. | 29 grudnia-8 stycznia  | 2012 | / Tour de Ski        | 63 km                                  | 2:52,45,0  | —       | 1.      | —                            |
| 41. | 21 stycznia            | 2012 | Otepää               | Sprint stylem klasycznym               | 3:18,4     | —       | 1.      | —                            |
| 42. | 22 stycznia            | 2012 | Otepää               | 10 km stylem klasycznym                | 29:44,8    | —       | 1.      | —                            |
| 43. | 2 lutego               | 2012 | Moskwa               | Sprint stylem dowolnym                 | 3:39,9     | —       | 1.      | —                            |
| 44. | 5 lutego               | 2012 | Rybińsk              | 15 km bieg łączony                     | 42:41,4    | +26,9   | 2.      | Therese Johaug               |
| 45. | 11 lutego              | 2012 | Nové Město na Moravě | 15 km stylem klasyczny (start masowy)  | 39:20,3    | +4,0    | 2.      | Marit Bjørgen                |
| 46. | 18 lutego              | 2012 | Szklarska Poręba     | 10 km stylem klasycznym                | 28:43,9    | —       | 1.      | —                            |
| 47. | 4 marca                | 2012 | Lahti                | Sprint stylem klasycznym               | 3:38,5     | +5,3    | 3.      | Marit Bjørgen                |
| 48. | 7 marca                | 2012 | Drammen              | Sprint stylem klasycznym               | 3:32,9     | +7,5    | 3.      | Marit Bjørgen                |
| 49. | 11 marca               | 2012 | Oslo                 | 30 km stylem klasycznym (start masowy) | 1:26:09,8  | +51,9   | 2.      | Marit Bjørgen                |
| 50. | 30 listopada–2 grudnia | 2012 | Ruka                 | Ruka Triple (16 km)                    | 45:35,1    | +1:21,4 | 2.      | Marit Bjørgen                |
| 51. | 13 grudnia             | 2012 | Canmore              | 10 km stylem klasycznym (start masowy) | 28:58,4    | —       | 1.      | —                            |
| 52. | 16 grudnia             | 2012 | Canmore              | 15 km bieg łączony                     | 42:51,5    | —       | 1.      | —                            |
| 53. | 29 grudnia–6 stycznia  | 2013 | / Tour de Ski        | 50,4 km                                | 2:25,21,6  | —       | 1.      | —                            |
| 54. | 12 stycznia            | 2013 | Liberec              | Sprint stylem klasycznym               | 2:03,8     | +1,7    | 2.      | Mona-Liisa Malvalehto        |
| 55. | 19 stycznia            | 2013 | La Clusaz            | 10 km stylem klasycznym (start masowy) | 27:04,6    | +18,0   | 3.      | Marit Bjørgen                |
| 56. | 16 lutego              | 2013 | Davos                | Sprint stylem klasycznym               | 3:56,1     | —       | 1.      | —                            |
| 57. | 17 lutego              | 2013 | Davos                | 10 km stylem dowolnym                  | 26:16,7    | +8,9    | 2.      | Therese Johaug               |
| 58. | 10 marca               | 2013 | Lahti                | 10 km stylem klasycznym                | 25:38,9    | —       | 1.      | —                            |
| 59. | 13 marca               | 2013 | Drammen              | Sprint stylem klasycznym               | 3:14,3     | —       | 1.      | —                            |
| 60. | 17 marca               | 2013 | Oslo                 | 30 km stylem dowolnym (start masowy)   | 1:21:17,7  | +46,6   | 2.      | Therese Johaug               |
| 61. | 7 grudnia              | 2013 | Lillehammer          | 10 km stylem klasycznym                | 24:59,4    | —       | 1.      | —                            |
| 62. | 21 grudnia             | 2013 | Asiago               | Sprint stylem klasycznym               | 3:14,03    | —       | 1.      | —                            |
| 63. | 19 stycznia            | 2014 | Szklarska Poręba     | 10 km stylem klasycznym (start masowy) | 34:34,2    | —       | 1.      | —                            |
| 64. | 4 lutego               | 2017 | Pjongczang           | 15 km bieg łączony                     | 43:54,7    | —       | 1.      | —                            |

#### Miejsca na podium w etapach zawodów Pucharu Świata chronologicznie
| Nr  | Dzień        | Rok  | Miejscowość               | Zawody               | Konkurencja                              | Czas biegu | Strata | Miejsce | Zwyciężczyni         |
| --- | ------------ | ---- | ------------------------- | -------------------- | ---------------------------------------- | ---------- | ------ | ------- | -------------------- |
| 1.  | 28 grudnia   | 2007 | Nové Město na Moravě      | Tour de Ski          | 3,3 km stylem klasycznym                 | 9:22,8     | +1,9   | 3.      | Virpi Kuitunen       |
| 2.  | 4 stycznia   | 2008 | Asiago                    | Tour de Ski          | Sprint stylem dowolnym                   | 2:51,0     | +1,2   | 3.      | Charlotte Kalla      |
| 3.  | 27 grudnia   | 2008 | Oberhof                   | Tour de Ski          | 2,8 km stylem dowolnym                   | 6:17,2     | +2,3   | 3.      | Claudia Nystad       |
| 4.  | 28 grudnia   | 2008 | Oberhof                   | Tour de Ski          | 10 km stylem klasycznym (bieg pościgowy) | 30:22,7    | +6,2   | 3.      | Virpi Kuitunen       |
| 5.  | 20 marca     | 2009 | Falun                     | Finał Pucharu Świata | 2,5 km stylem dowolnym                   | 7:12,5     | +3,0   | 3.      | Claudia Nystad       |
| 6.  | 21 marca     | 2009 | Falun                     | Finał Pucharu Świata | 10 km bieg łączony                       | 29:24,7    | +4,2   | 3.      | Riitta-Liisa Roponen |
| 7.  | 1 stycznia   | 2010 | Oberhof                   | Tour de Ski          | 2,8 km stylem dowolnym                   | 6:35,3     | +6,3   | 3.      | Petra Majdič         |
| 8.  | 2 stycznia   | 2010 | Oberhof                   | Tour de Ski          | 10 km stylem klasycznym (bieg pościgowy) | 34:30,0    | —      | 1.      | —                    |
| 9.  | 3 stycznia   | 2010 | Oberhof                   | Tour de Ski          | Sprint stylem klasycznym                 | 4:18,8     | +2,1   | 2.      | Petra Majdič         |
| 10. | 6 stycznia   | 2010 | Toblach                   | Tour de Ski          | 16 km stylem dowolnym (bieg pościgowy)   | 34:34,8    | +4,1   | 3.      | Arianna Follis       |
| 11. | 7 stycznia   | 2010 | Toblach                   | Tour de Ski          | 5 km stylem klasycznym                   | 12:37,6    | —      | 1.      | —                    |
| 12. | 17 marca     | 2010 | Sztokholm                 | Finał Pucharu Świata | Sprint stylem klasycznym                 | 2:37,7     | +0,1   | 2.      | Anna Olsson          |
| 13. | 19 marca     | 2010 | Falun                     | Finał Pucharu Świata | 2,5 km stylem klasycznym                 | 8:07,9     | —      | 1.      | —                    |
| 14. | 27 listopada | 2010 | Ruka                      | Ruka Triple          | 5 km stylem klasycznym                   | 12:51,9    | +2,1   | 2.      | Marit Bjørgen        |
| 15. | 28 listopada | 2010 | Ruka                      | Ruka Triple          | 10 km stylem dowolnym                    | 29:24,2    | +10,7  | 3.      | Therese Johaug       |
| 16. | 31 grudnia   | 2010 | Oberhof                   | Tour de Ski          | 2,8 km stylem dowolnym                   | 6:39,0     | —      | 1.      | —                    |
| 17. | 1 stycznia   | 2011 | Oberhof                   | Tour de Ski          | 10 km stylem klasycznym (bieg pościgowy) | 33:32,5    | —      | 1.      | —                    |
| 18. | 2 stycznia   | 2011 | Oberstdorf                | Tour de Ski          | Sprint stylem klasycznym                 | 2:50,8     | +4,3   | 2.      | Petra Majdič         |
| 19. | 6 stycznia   | 2011 | Toblach                   | Tour de Ski          | 15 km stylem dowolnym (bieg pościgowy)   | 37:41,7    | —      | 1.      | —                    |
| 20. | 8 stycznia   | 2011 | Val di Fiemme             | Tour de Ski          | 10 km stylem klasycznym (start masowy)   | 30:27,6    | —      | 1.      | —                    |
| 21. | 18 marca     | 2011 | Falun                     | Finał Pucharu Świata | 2,5 km stylem klasycznym                 | 9:01,6     | +10,6  | 2.      | Marit Bjørgen        |
| 22. | 19 marca     | 2011 | Falun                     | Finał Pucharu Świata | 10 km bieg łączony                       | 31:14,4    | +25,1  | 2.      | Marit Bjørgen        |
| 23. | 29 grudnia   | 2011 | Oberhof                   | Tour de Ski          | 3,1 km stylem dowolnym                   | 7:03,7     | —      | 1.      | —                    |
| 24. | 30 grudnia   | 2011 | Oberhof                   | Tour de Ski          | 10 km stylem klasycznym (bieg pościgowy) | 32:04,4    | —      | 1.      | —                    |
| 25. | 31 grudnia   | 2011 | Oberstdorf                | Tour de Ski          | Sprint stylem klasycznym                 | 2:45,3     | —      | 1.      | —                    |
| 26. | 1 stycznia   | 2012 | Oberstdorf                | Tour de Ski          | 10 km bieg łączony                       | 27:16,0    | +1,6   | 2.      | Marit Bjørgen        |
| 27. | 3 stycznia   | 2012 | Toblach                   | Tour de Ski          | 3,3 km stylem klasycznym                 | 10:49,2    | +3,9   | 2.      | Marit Bjørgen        |
| 28. | 4 stycznia   | 2012 | Toblach                   | Tour de Ski          | Sprint stylem dowolnym                   | 3:17,6     | +2,3   | 3.      | Marit Bjørgen        |
| 29. | 5 stycznia   | 2012 | Toblach                   | Tour de Ski          | 15 km stylem dowolnym (bieg pościgowy)   | 39:01,1    | +2,0   | 2.      | Marit Bjørgen        |
| 30. | 7 stycznia   | 2012 | Val di Fiemme             | Tour de Ski          | 10 km stylem klasycznym (start masowy)   | 25:49,8    | —      | 1.      | —                    |
| 31. | 8 stycznia   | 2012 | Val di Fiemme/Alpe Cermis | Tour de Ski          | 9 km stylem dowolnym                     | 34:17,7    | +51,3  | 2.      | Therese Johaug       |
| 32. | 17 marca     | 2012 | Falun                     | Finał Pucharu Świata | 10 km stylem klasycznym (start masowy)   | 32:03,7    | —      | 1.      | —                    |
| 33. | 29 grudnia   | 2012 | Oberhof                   | Tour de Ski          | 3,1 km stylem dowolnym                   | 7:28,1     | +4,7   | 3.      | Kikkan Randall       |
| 34. | 30 grudnia   | 2012 | Oberhof                   | Tour de Ski          | 9 km stylem klasycznym (bieg pościgowy)  | 25:01,4    | —      | 1.      | —                    |
| 35. | 3 stycznia   | 2013 | Toblach                   | Tour de Ski          | 15 km stylem dowolnym (bieg pościgowy)   | 37:15,1    | —      | 1.      | —                    |
| 36. | 4 stycznia   | 2013 | Toblach                   | Tour de Ski          | 3,3 km stylem klasycznym                 | 10:08,1    | —      | 1.      | —                    |
| 37. | 5 stycznia   | 2013 | Val di Fiemme             | Tour de Ski          | 10 km stylem klasycznym (start masowy)   | 28:12,9    | —      | 1.      | —                    |
| 38. | 20 marca     | 2013 | Sztokholm                 | Finał Pucharu Świata | Sprint stylem klasycznym                 | 2:45,8     | —      | 1.      | —                    |
| 39. | 29 listopada | 2013 | Ruka                      | Ruka Triple          | Sprint stylem klasycznym                 | 3:06,1     | —      | 1.      | —                    |
| 40. | 30 listopada | 2013 | Ruka                      | Ruka Triple          | 5 km stylem klasycznym                   | 13:33,7    | —      | 1.      | —                    |

#### Miejsca na podium w zawodach drużynowych Pucharu Świata chronologicznie
| Nr | Dzień       | Rok  | Miejscowość | Konkurencja                      | Czas biegu | Strata | Miejsce | Zwycięzca |
| -- | ----------- | ---- | ----------- | -------------------------------- | ---------- | ------ | ------- | --------- |
| 1. | 18 stycznia | 2015 | Otepää      | Sprint drużynowy stylem dowolnym | 16:11,1    | +0,9   | 3.      | Szwecja   |

#### Miejsca w poszczególnych zawodachPucharu Świata
stan po zakończeniu sezonu 2017/2018
| Sezon 2001/2002 |                             |                         |                           |                             |                                |                            |                                       |                                      |                                      |                                     |                                      |                                   |                                     |                              |                               |                                   |                                |                                  |                                      |                                 |                          |                             |                           |                           |                         |                                      |                               |                                  |                         |                                     |                     |                         |                         |                         |                       |        |        |        |        |        |        |        |        |        |        |        |        |        |        |        |        |        |        |        |        |        |        |        |        |        |
| Kuopio 24.11 (10 km C) | Kuopio 25.11 (5 km F)       | Cogne 8.12 (5 km C)     | Cogne 9.12 (SP F)         | Brusson 12.12 (10 km F)     | Davos 15.12 (10 km C)          | Asiago 19.12 (SP C)        | Ramsau 22.12 (15 km F)                | Garmisch-Partenkirchen 27.12 (SP F)  | Salzburg 29.12 (SP C)                | Val di Fiemme 5.01 (2×5 km)         | Val di Fiemme 6.01 (SP F)            | Val di Fiemme 8.01 (15 km C)      | Nové Město na Moravě 12.01 (5 km F) | Lahti 2.03 (10 km F)         | Sztokholm 5.03 (SP C)         | Falun 9.03 (2×5 km)               | Oslo 13.03 (SP C)              | Oslo 16.03 (30 km F)             | Lillehammer 23.03 (58 km C)          | punkty                          | punkty                   | punkty                      | punkty                    | punkty                    | punkty                  | punkty                               | punkty                        | punkty                           | punkty                  | punkty                              | punkty              | punkty                  | punkty                  | punkty                  | punkty                | punkty | punkty | punkty | punkty | punkty | punkty | punkty | punkty | punkty | punkty | punkty | punkty | punkty | punkty | punkty | punkty | punkty |        |        |        |        |        |        |        |        |
| - | -                           | -                       | 64                        | -                           | -                              | 30                         | DNF                                   | -                                    | -                                    | -                                   | -                                    | -                                 | -                                   | -                            | -                             | -                                 | -                              | -                                | -                                    | 1                               | 1                        | 1                           | 1                         | 1                         | 1                       | 1                                    | 1                             | 1                                | 1                       | 1                                   | 1                   | 1                       | 1                       | 1                       | 1                     | 1      | 1      | 1      | 1      | 1      | 1      | 1      | 1      | 1      | 1      | 1      | 1      | 1      | 1      | 1      | 1      | 1      |        |        |        |        |        |        |        |        |
| Sezon 2002/2003 |                             |                         |                           |                             |                                |                            |                                       |                                      |                                      |                                     |                                      |                                   |                                     |                              |                               |                                   |                                |                                  |                                      |                                 |                          |                             |                           |                           |                         |                                      |                               |                                  |                         |                                     |                     |                         |                         |                         |                       |        |        |        |        |        |        |        |        |        |        |        |        |        |        |        |        |        |        |        |        |        |        |        |        |        |
| Düsseldorf 26.10 (SP F) | Kiruna 23.11 (5 km F)       | Ruka 30.11 (10 km C)    | Davos 7.12 (10 km F)      | Clusone 11.12 (SP F)        | Cogne 14.12 (15 km C)          | Cogne 15.12 (SP C)         | Linz 19.12 (SP F)                     | Ramsau 21.12 (2×5 km)                | Kawgołowo 4.01 (5 km F)              | Otepää 12.01 (15 km C)              | Nové Město na Moravě 18.01 (10 km F) | Oberhof 25.01 (10 km C)           | Reit im Winkl 12.02 (SP F)          | Asiago 15.02 (5 km C)        | Oslo 6.03 (SP F)              | Oslo 8.03 (30 km C)               | Drammen 11.03 (SP C)           | Lahti 16.03 (10 km F)            | Borlänge 20.03 (SP F)                | Falun 22.03 (2×5 km)            | punkty                   | punkty                      | punkty                    | punkty                    | punkty                  | punkty                               | punkty                        | punkty                           | punkty                  | punkty                              | punkty              | punkty                  | punkty                  | punkty                  | punkty                | punkty | punkty | punkty | punkty | punkty | punkty | punkty | punkty | punkty | punkty | punkty | punkty | punkty | punkty | punkty | punkty | punkty |        |        |        |        |        |        |        |        |
| - | 57                          | -                       | 66                        | 38                          | -                              | 31                         | 29                                    | 41                                   | 47                                   | 50                                  | -                                    | -                                 | -                                   | -                            | 34                            | -                                 | 25                             | -                                | -                                    | -                               | 8                        | 8                           | 8                         | 8                         | 8                       | 8                                    | 8                             | 8                                | 8                       | 8                                   | 8                   | 8                       | 8                       | 8                       | 8                     | 8      | 8      | 8      | 8      | 8      | 8      | 8      | 8      | 8      | 8      | 8      | 8      | 8      | 8      | 8      | 8      | 8      |        |        |        |        |        |        |        |        |
| Sezon 2003/2004 |                             |                         |                           |                             |                                |                            |                                       |                                      |                                      |                                     |                                      |                                   |                                     |                              |                               |                                   |                                |                                  |                                      |                                 |                          |                             |                           |                           |                         |                                      |                               |                                  |                         |                                     |                     |                         |                         |                         |                       |        |        |        |        |        |        |        |        |        |        |        |        |        |        |        |        |        |        |        |        |        |        |        |        |        |
| Düsseldorf 25.10 (SP F) | Beitostølen 22.11 (10 km F) | Ruka 28.11 (10 km C)    | Ruka 29.11 (2×7,5 km)     | Toblach 6.12 (15 km F)      | Davos 13.12 (10 km C)          | Val di Fiemme 16.12 (SP C) | Ramsau 20.12 (10 km F)                | Ramsau 21.12 (2×7,5 km)              | Falun 6.01 (2×7,5 km)                | Otepää 10.01 (15 km C)              | Nové Město na Moravě 17.01 (10 km C) | Nové Město na Moravě 18.01 (SP F) | Val di Fiemme 25.01 (70 km C)       | La Clusaz 6.02 (10 km F)     | Oberstdorf 14.02 (2×7,5 km)   | Sztokholm 18.02 (SP C)            | Umeå 21.02 (10 km C)           | Trondheim 24.02 (SP F)           | Drammen 26.02 (SP C)                 | Oslo 28.02 (30 km F)            | Lahti 5.03 (SP F)        | Lahti 7.03 (10 km C)        | Pragelato 12.03 (SP F)    | Pragelato 13.03 (15 km F) | punkty                  | punkty                               | punkty                        | punkty                           | punkty                  | punkty                              | punkty              | punkty                  | punkty                  | punkty                  | punkty                | punkty | punkty | punkty | punkty | punkty | punkty | punkty | punkty | punkty | punkty | punkty | punkty | punkty | punkty | punkty | punkty | punkty |        |        |        |        |        |        |        |        |
| - | -                           | 33                      | 41                        | -                           | 24                             | 15                         | 53                                    | 28                                   | -                                    | -                                   | 15                                   | 16                                | -                                   | -                            | -                             | 43                                | 12                             | 30                               | 29                                   | -                               | 31                       | 28                          | 28                        | -                         | 88                      | 88                                   | 88                            | 88                               | 88                      | 88                                  | 88                  | 88                      | 88                      | 88                      | 88                    | 88     | 88     | 88     | 88     | 88     | 88     | 88     | 88     | 88     | 88     | 88     | 88     | 88     | 88     | 88     | 88     | 88     |        |        |        |        |        |        |        |        |
| Sezon 2004/2005 |                             |                         |                           |                             |                                |                            |                                       |                                      |                                      |                                     |                                      |                                   |                                     |                              |                               |                                   |                                |                                  |                                      |                                 |                          |                             |                           |                           |                         |                                      |                               |                                  |                         |                                     |                     |                         |                         |                         |                       |        |        |        |        |        |        |        |        |        |        |        |        |        |        |        |        |        |        |        |        |        |        |        |        |        |
| Düsseldorf 23.10 (SP F) | Gällivare 20.11 (10 km C)   | Ruka 26.11 (10 km F)    | Ruka 28.11 (10 km C)      | Berno 4.12 (SP F)           | Val di Fiemme 11.12 (2×7,5 km) | Asiago 14.12 (SP C)        | Ramsau 18.12 (15 km F)                | Otepää 8.01 (10 km C)                | Nové Město na Moravě 15.01 (10 km F) | Nové Město na Moravě 16.01 (SP F)   | Pragelato 22.01 (2×7,5 km)           | Reit im Winkl 12.02 (10 km F)     | Reit im Winkl 13.02 (SP C)          | Lahti 5.03 (SP C)            | Lahti 6.03 (10 km F)          | Drammen 9.03 (SP C)               | Oslo 12.03 (30 km C)           | Göteborg 16.03 (SP F)            | Falun 19.03 (2×7,5 km)               | punkty                          | punkty                   | punkty                      | punkty                    | punkty                    | punkty                  | punkty                               | punkty                        | punkty                           | punkty                  | punkty                              | punkty              | punkty                  | punkty                  | punkty                  | punkty                | punkty | punkty | punkty | punkty | punkty | punkty | punkty | punkty | punkty | punkty | punkty | punkty | punkty | punkty | punkty | punkty | punkty |        |        |        |        |        |        |        |        |
| 36 | 21                          | 17                      | 18                        | 34                          | 16                             | 12                         | 34                                    | 11                                   | -                                    | -                                   | -                                    | -                                 | -                                   | -                            | -                             | -                                 | -                              | -                                | -                                    | 98                              | 98                       | 98                          | 98                        | 98                        | 98                      | 98                                   | 98                            | 98                               | 98                      | 98                                  | 98                  | 98                      | 98                      | 98                      | 98                    | 98     | 98     | 98     | 98     | 98     | 98     | 98     | 98     | 98     | 98     | 98     | 98     | 98     | 98     | 98     | 98     | 98     |        |        |        |        |        |        |        |        |
| Sezon 2005/2006 |                             |                         |                           |                             |                                |                            |                                       |                                      |                                      |                                     |                                      |                                   |                                     |                              |                               |                                   |                                |                                  |                                      |                                 |                          |                             |                           |                           |                         |                                      |                               |                                  |                         |                                     |                     |                         |                         |                         |                       |        |        |        |        |        |        |        |        |        |        |        |        |        |        |        |        |        |        |        |        |        |        |        |        |        |
| Düsseldorf 22.10 (SP F) | Beitostølen 19.11 (10 km C) | Ruka 26.11 (10 km C)    | Ruka 27.11 (10 km F)      | Vernon 10.12 (2×7,5 km)     | Vernon 11.12 (SP F)            | Canmore 15.12 (10 km F)    | Canmore 17.12 (15 km C)               | Nové Město na Moravě 30.12 (SP F)    | Nové Město na Moravě 31.12 (10 km F) | Otepää 7.01 (10 km C)               | Otepää 8.01 (SP C)                   | Val di Fiemme 14.01 (15 km F)     | Oberstdorf 21.01 (2×7,5 km)         | Oberstdorf 22.01 (SP C)      | Davos 4.02 (SP F)             | Davos 5.02 (10 km C)              | Bieg Wazów-Mora 4.03 (45 km C) | Borlänge 7.03 (SP F)             | Falun 8.03 (2×5 km)                  | Drammen 9.03 (SP C)             | Oslo 11.03 (30 km F)     | Changchun 15.03 (SP F)      | Sapporo 19.03 (2×7,5 km)  | punkty                    | punkty                  | punkty                               | punkty                        | punkty                           | punkty                  | punkty                              | punkty              | punkty                  | punkty                  | punkty                  | punkty                | punkty | punkty | punkty | punkty | punkty | punkty | punkty | punkty | punkty | punkty | punkty | punkty | punkty | punkty | punkty | punkty | punkty |        |        |        |        |        |        |        |        |
| - | -                           | -                       | -                         | -                           | -                              | -                          | -                                     | 6                                    | 11                                   | 3                                   | 17                                   | 24                                | 14                                  | 4                            | -                             | -                                 | 13                             | -                                | 4                                    | 4                               | 13                       | 18                          | 10                        | 392                       | 392                     | 392                                  | 392                           | 392                              | 392                     | 392                                 | 392                 | 392                     | 392                     | 392                     | 392                   | 392    | 392    | 392    | 392    | 392    | 392    | 392    | 392    | 392    | 392    | 392    | 392    | 392    | 392    | 392    | 392    | 392    |        |        |        |        |        |        |        |        |
| Sezon 2006/2007 |                             |                         |                           |                             |                                |                            |                                       |                                      |                                      |                                     |                                      |                                   |                                     |                              |                               |                                   |                                |                                  |                                      |                                 |                          |                             |                           |                           |                         |                                      |                               |                                  |                         |                                     |                     |                         |                         |                         |                       |        |        |        |        |        |        |        |        |        |        |        |        |        |        |        |        |        |        |        |        |        |        |        |        |        |
| Düsseldorf 28.10 (SP F) | Gällivare 18.11 (10 km F)   | Ruka 25.11 (SP C)       | Ruka 26.11 (10 km C)      | Cogne 13.12 (10 km C)       | La Clusaz 16.12 (15 km F)      | Monachium 31.12 (SP F)     | Oberstdorf 2.01 (2×5 km)              | Oberstdorf 3.01 (10 km C)            | Asiago 5.01 (SP F)                   | Val di Fiemme 6.01 (15 km C)        | Val di Fiemme 7.01 (10 km F)         | TdS                               | Rybińsk 20.01 (15 km F)             | Rybińsk 21.01 (SP F)         | Otepää 27.01 (10 km C)        | Otepää 28.01 (SP C)               | Davos 3.02 (10 km F)           | Changchun 15.02 (SP C)           | Changchun 16.02 (10 km F)            | Lahti 10.03 (SP F)              | Lahti 11.03 (10 km C)    | Drammen 14.03 (SP C)        | Oslo 17.03 (30 km C)      | Sztokholm 21.03 (SP C)    | Falun 24.03 (2×7,5 km)  | punkty                               | punkty                        | punkty                           | punkty                  | punkty                              | punkty              | punkty                  | punkty                  | punkty                  | punkty                | punkty | punkty | punkty | punkty | punkty | punkty | punkty | punkty | punkty | punkty | punkty | punkty | punkty | punkty | punkty | punkty | punkty |        |        |        |        |        |        |        |        |
| - | 18                          | 32                      | 27                        | 4                           | 27                             | 53                         | 19                                    | 12                                   | 23                                   | 5                                   | 13                                   | 11                                | -                                   | -                            | 1                             | 7                                 | 5                              | -                                | -                                    | 11                              | 10                       | 7                           | DNF                       | 6                         | 21                      | 484                                  | 484                           | 484                              | 484                     | 484                                 | 484                 | 484                     | 484                     | 484                     | 484                   | 484    | 484    | 484    | 484    | 484    | 484    | 484    | 484    | 484    | 484    | 484    | 484    | 484    | 484    | 484    | 484    | 484    |        |        |        |        |        |        |        |        |
| Sezon 2007/2008 |                             |                         |                           |                             |                                |                            |                                       |                                      |                                      |                                     |                                      |                                   |                                     |                              |                               |                                   |                                |                                  |                                      |                                 |                          |                             |                           |                           |                         |                                      |                               |                                  |                         |                                     |                     |                         |                         |                         |                       |        |        |        |        |        |        |        |        |        |        |        |        |        |        |        |        |        |        |        |        |        |        |        |        |        |
| Düsseldorf 27.10 (SP F) | Beitostølen 24.11 (10 km F) | Ruka 1.12 (SP C)        | Ruka 2.12 (10 km C)       | Davos 8.12 (10 km C)        | Rybińsk 15.12 (15 km F)        | Rybińsk 16.12 (SP F)       | Nové Město na Moravě 28.12 (3,3 km C) | Nové Město na Moravě 29.12 (10 km F) | Praga 30.12 (SP F)                   | Nové Město na Moravě 1.01 (10 km F) | Nové Město na Moravě 2.01 (10 km C)  | Asiago 4.01 (SP F)                | Val di Fiemme 5.01 (10 km C)        | Val di Fiemme 6.01 (9 km F)  | TdS                           | Canmore 22.01 (2×7,5 km)          | Canmore 23.01 (SP C)           | Canmore 25.01 (10 km F)          | Canmore 26.01 (SP F)                 | Otepää 9.02 (10 km C)           | Otepää 10.02 (SP C)      | Liberec 16.02 (7,6 km F)    | Falun 23.02 (2×7,5 km)    | Sztokholm 27.02 (SP C)    | Lahti 1.03 (SP F)       | Lahti 2.03 (10 km C)                 | Drammen 5.03 (SP C)           | Oslo 8.03 (30 km F)              | Bormio 14.03 (2,5 km F) | Bormio 15-16.03 (10 km C + 10 km F) | punkty              | punkty                  | punkty                  | punkty                  | punkty                | punkty | punkty | punkty | punkty | punkty | punkty | punkty | punkty | punkty | punkty | punkty | punkty | punkty | punkty | punkty | punkty | punkty |        |        |        |        |        |        |        |        |
| - | 7                           | 7                       | 3                         | 11                          | -                              | -                          | 3                                     | 15                                   | 6                                    | 9                                   | 8                                    | 3                                 | 26                                  | 18                           | 7                             | 1                                 | 3                              | 3                                | 21                                   | 5                               | 7                        | 2                           | 8                         | 36                        | 9                       | 10                                   | 8                             | DNF                              | 14                      | 2                                   | 1096                | 1096                    | 1096                    | 1096                    | 1096                  | 1096   | 1096   | 1096   | 1096   | 1096   | 1096   | 1096   | 1096   | 1096   | 1096   | 1096   | 1096   | 1096   | 1096   | 1096   | 1096   | 1096   |        |        |        |        |        |        |        |        |
| Sezon 2008/2009 |                             |                         |                           |                             |                                |                            |                                       |                                      |                                      |                                     |                                      |                                   |                                     |                              |                               |                                   |                                |                                  |                                      |                                 |                          |                             |                           |                           |                         |                                      |                               |                                  |                         |                                     |                     |                         |                         |                         |                       |        |        |        |        |        |        |        |        |        |        |        |        |        |        |        |        |        |        |        |        |        |        |        |        |        |
| Gällivare 22.11 (10 km F) | Ruka 29.11 (SP C)           | Ruka 30.11 (10 km C)    | La Clusaz 6.12 (15 km F)  | Davos 13.12 (10 km C)       | Davos 14.12 (SP F)             | Düsseldorf 20.12 (SP F)    | Oberhof 27.12 (2,8 km F)              | Oberhof 28.12 (10 km C)              | Praga 29.12 (SP F)                   | Nové Město na Moravě 31.12 (9 km C) | Nové Město na Moravě 1.01 (SP F)     | Val di Fiemme 3.01 (10 km C)      | Val di Fiemme 4.01 (9 km F)         | TdS                          | Whistler 16.01 (SP C)         | Whistler 17.01 (2×7,5 km)         | Otepää 24.01 (10 km C)         | Otepää 25.01 (SP C)              | Rybińsk 30.01 (10 km F)              | Rybińsk 31.01 (SP F)            | Valdidentro 13.02 (SP F) | Valdidentro 14.02 (10 km C) | Lahti 07.03 (SP F)        | Lahti 08.03 (10 km F)     | Trondheim 12.03 (SP C)  | Trondheim 14.03 (30 km C)            | Sztokholm 18.03 (SP C)        | Falun 20.03 (2,5 km F)           | Falun 21.03 (2×5 km)    | Falun 22.03 (10 km F)               | FPŚ                 | punkty                  | punkty                  | punkty                  | punkty                | punkty | punkty | punkty | punkty | punkty | punkty | punkty | punkty | punkty | punkty | punkty | punkty | punkty | punkty | punkty | punkty | punkty |        |        |        |        |        |        |        |        |
| 7 | 3                           | 5                       | 7                         | 4                           | 7                              | -                          | 3                                     | 3                                    | 11                                   | 4                                   | 26                                   | 15                                | 4                                   | 4                            | 2                             | 1                                 | 1                              | 7                                | 12                                   | 5                               | 21                       | 1                           | 11                        | 1                         | 3                       | 2                                    | 10                            | 3                                | 3                       | 12                                  | 1                   | 1810                    | 1810                    | 1810                    | 1810                  | 1810   | 1810   | 1810   | 1810   | 1810   | 1810   | 1810   | 1810   | 1810   | 1810   | 1810   | 1810   | 1810   | 1810   | 1810   | 1810   | 1810   |        |        |        |        |        |        |        |        |
| Sezon 2009/2010 |                             |                         |                           |                             |                                |                            |                                       |                                      |                                      |                                     |                                      |                                   |                                     |                              |                               |                                   |                                |                                  |                                      |                                 |                          |                             |                           |                           |                         |                                      |                               |                                  |                         |                                     |                     |                         |                         |                         |                       |        |        |        |        |        |        |        |        |        |        |        |        |        |        |        |        |        |        |        |        |        |        |        |        |        |
| Beitostølen 21.11 (10 km F) | Ruka 28.11 (SP C)           | Ruka 29.11 (10 km C)    | Düsseldorf 5.12 (SP F)    | Davos 12.12 (10 km F)       | Davos 13.12 (SP F)             | Rogla 19.12 (SP C)         | Rogla 20.12 (15 km C)                 | Oberhof 1.01 (2,8 km F)              | Oberhof 2.01 (10 km C)               | Oberhof 3.01 (SP C)                 | Praga 4.01 (SP F)                    | Toblach 6.01 (16 km F)            | Toblach 7.01 (5 km C)               | Val di Fiemme 9.01 (10 km C) | Val di Fiemme 10.01 (9 km F)  | TdS                               | Otepää 16.01 (10 km C)         | Otepää 17.01 (SP C)              | Rybińsk 22.01 (SP F)                 | Rybińsk 23.01 (2×7,5 km)        | Canmore 5.02 (10 km F)   | Canmore 6.02 (SP C)         | Lahti 6.03 (2×7,5 km)     | Drammen 11.03 (SP C)      | Oslo 13.03 (30 km F)    | Oslo 14.03 (SP F)                    | Sztokholm 17.03 (SP C)        | Falun 19.03 (2,5 km C)           | Falun 20.03 (2×5 km)    | FPŚ                                 | punkty              | punkty                  | punkty                  | punkty                  | punkty                | punkty | punkty | punkty | punkty | punkty | punkty | punkty | punkty | punkty | punkty | punkty | punkty | punkty | punkty | punkty | punkty | punkty |        |        |        |        |        |        |        |        |
| 12 | 1                           | 7                       | -                         | 9                           | 26                             | 2                          | 1                                     | 3                                    | 1                                    | 2                                   | 19                                   | 3                                 | 1                                   | 23                           | 4                             | 1                                 | 1                              | 7                                | 3                                    | 1                               | 2                        | 1                           | 2                         | 6                         | -                       | 4                                    | 2                             | 1                                | 12                      | 2                                   | 2064                | 2064                    | 2064                    | 2064                    | 2064                  | 2064   | 2064   | 2064   | 2064   | 2064   | 2064   | 2064   | 2064   | 2064   | 2064   | 2064   | 2064   | 2064   | 2064   | 2064   | 2064   | 2064   |        |        |        |        |        |        |        |        |
| Sezon 2010/2011 |                             |                         |                           |                             |                                |                            |                                       |                                      |                                      |                                     |                                      |                                   |                                     |                              |                               |                                   |                                |                                  |                                      |                                 |                          |                             |                           |                           |                         |                                      |                               |                                  |                         |                                     |                     |                         |                         |                         |                       |        |        |        |        |        |        |        |        |        |        |        |        |        |        |        |        |        |        |        |        |        |        |        |        |        |
| Gällivare 20.11 (10 km F) | Ruka 26.11 (SP C)           | Ruka 27.11 (5 km C)     | Ruka 28.11 (10 km F)      | RT                          | Düsseldorf 4.12 (SP F)         | Davos 11.12 (10 km C)      | Davos 12.12 (SP F)                    | La Clusaz 18.12 (15 km F)            | Oberhof 31.12 (2,5 km F)             | Oberhof 1.01 (10 km C)              | Oberstdorf 2.01 (SP C)               | Oberstdorf 3.01 (2×5 km)          | Toblach 5.01 (SP F)                 | Toblach 6.01 (15 km F)       | Val di Fiemme 8.01 (10 km C)  | Val di Fiemme 9.01 (9 km F)       | TdS                            | Liberec 15.01 (SP F)             | Otepää 22.01 (10 km C)               | Otepää 23.01 (SP C)             | Rybińsk 4.02 (2×5 km)    | Rybińsk 5.02 (SP F)         | Drammen 19.02 (10 km C)   | Drammen 20.02 (SP F)      | Lahti 12.03 (2×5 km)    | Lahti 13.03 (SP C)                   | Sztokholm 16.03 (SP C)        | Falun 18.03 (2,5 km C)           | Falun 19.03 (2×5 km)    | FPŚ                                 | punkty              | punkty                  | punkty                  | punkty                  | punkty                | punkty | punkty | punkty | punkty | punkty | punkty | punkty | punkty | punkty | punkty | punkty | punkty | punkty | punkty | punkty | punkty | punkty |        |        |        |        |        |        |        |        |
| 7 | 11                          | 2                       | 3                         | 2                           | -                              | 2                          | 6                                     | 2                                    | 1                                    | 1                                   | 2                                    | 5                                 | 22                                  | 1                            | 1                             | 4                                 | 1                              | -                                | 2                                    | 4                               | 1                        | 3                           | 2                         | 28                        | 2                       | 4                                    | 7                             | 2                                | 2                       | 2                                   | 2073                | 2073                    | 2073                    | 2073                    | 2073                  | 2073   | 2073   | 2073   | 2073   | 2073   | 2073   | 2073   | 2073   | 2073   | 2073   | 2073   | 2073   | 2073   | 2073   | 2073   | 2073   | 2073   |        |        |        |        |        |        |        |        |
| Sezon 2011/2012 |                             |                         |                           |                             |                                |                            |                                       |                                      |                                      |                                     |                                      |                                   |                                     |                              |                               |                                   |                                |                                  |                                      |                                 |                          |                             |                           |                           |                         |                                      |                               |                                  |                         |                                     |                     |                         |                         |                         |                       |        |        |        |        |        |        |        |        |        |        |        |        |        |        |        |        |        |        |        |        |        |        |        |        |        |
| Sjusjøen 19.11 (10 km F) | Ruka 25.11 (SP C)           | Ruka 26.11 (5 km F)     | Ruka 27.11 (10 km C)      | RT                          | Düsseldorf 3.12 (SP F)         | Davos 10.12 (15 km F)      | Davos 11.12 (SP F)                    | Rogla 17.12 (10 km C)                | Rogla 18.12 (SP F)                   | Oberhof 29.12 (3,1 km F)            | Oberhof 30.12 (10 km C)              | Oberstdorf 31.12 (SP C)           | Oberstdorf 1.01 (2×5 km)            | Toblach 3.01 (3,3 km C)      | Toblach 4.01 (SP F)           | Toblach 5.01 (15 km F)            | Val di Fiemme 7.01 (10 km C)   | Val di Fiemme 8.01 (9 km F)      | TdS                                  | Mediolan 14.01 (SP F)           | Otepää 21.01 (SP C)      | Otepää 22.01 (10 km C)      | Moskwa 2.02 (SP F)        | Rybińsk 4.02 (10 km F)    | Rybińsk 5.02 (2×7,5 km) | Nové Město na Moravě 11.02 (15 km C) | Szklarska Poręba 17.02 (SP F) | Szklarska Poręba 18.02 (10 km C) | Lahti 3.03 (2×7,5 km)   | Lahti 4.03 (SP C)                   | Drammen 7.03 (SP C) | Oslo 11.03 (30 km C)    | Sztokholm 14.03 (SP C)  | Falun 16.03 (2,5 km F)  | Falun 17.03 (10 km C) | FPŚ    | punkty | punkty | punkty | punkty | punkty | punkty | punkty | punkty | punkty | punkty | punkty | punkty | punkty | punkty | punkty | punkty |        |        |        |        |        |        |        |        |
| 10 | 13                          | 5                       | 9                         | 5                           | -                              | 5                          | 8                                     | 1                                    | 24                                   | 1                                   | 1                                    | 1                                 | 2                                   | 2                            | 3                             | 2                                 | 1                              | 2                                | 1                                    | -                               | 1                        | 1                           | 1                         | 7                         | 2                       | 2                                    | 16                            | 1                                | 8                       | 3                                   | 3                   | 2                       | 9                       | 4                       | 1                     | 5      | 2419   | 2419   | 2419   | 2419   | 2419   | 2419   | 2419   | 2419   | 2419   | 2419   | 2419   | 2419   | 2419   | 2419   | 2419   | 2419   |        |        |        |        |        |        |        |        |
| Sezon 2012/2013 |                             |                         |                           |                             |                                |                            |                                       |                                      |                                      |                                     |                                      |                                   |                                     |                              |                               |                                   |                                |                                  |                                      |                                 |                          |                             |                           |                           |                         |                                      |                               |                                  |                         |                                     |                     |                         |                         |                         |                       |        |        |        |        |        |        |        |        |        |        |        |        |        |        |        |        |        |        |        |        |        |        |        |        |        |
| Gällivare 24.11 (10 km F) | Ruka 30.11 (SP C)           | Ruka 1.12 (5 km F)      | Ruka 2.12 (10 km C)       | RT                          | Quebec 8.12 (SP F)             | Canmore 13.12 (10 km C)    | Canmore 15.12 (SP F)                  | Canmore 16.12 (2×7,5 km)             | Oberhof 29.12 (3,1 km F)             | Oberhof 30.12 (9 km C)              | Val Müstair 1.01 (SP F)              | Toblach 3.01 (15 km F)            | Toblach 4.01 (3,3 km C)             | Val di Fiemme 5.01 (10 km C) | Val di Fiemme 6.01 (9 km F)   | TdS                               | Liberec 12.01 (SP C)           | La Clusaz 19.01 (10 km C)        | Krasnaja Polana 1.02 (SP F)          | Krasnaja Polana 2.02 (2×7,5 km) | Davos 16.02 (SP C)       | Davos 17.02 (10 km F)       | Lahti 9.03 (SP F)         | Lahti 10.03 (10 km C)     | Drammen 13.03 (SP C)    | Oslo 17.03 (30 km F)                 | Sztokholm 20.03 (SP C)        | Falun 22.03 (2,5 km F)           | Falun 23.03 (10 km C)   | FPŚ                                 | punkty              | punkty                  | punkty                  | punkty                  | punkty                | punkty | punkty | punkty | punkty | punkty | punkty | punkty | punkty | punkty | punkty | punkty | punkty | punkty | punkty | punkty | punkty | punkty |        |        |        |        |        |        |        |        |
| 27 | 7                           | 11                      | 4                         | 2                           | -                              | 1                          | 21                                    | 1                                    | 3                                    | 1                                   | 7                                    | 1                                 | 1                                   | 1                            | 7                             | 1                                 | 2                              | 3                                | 43                                   | DNF                             | 1                        | 2                           | 10                        | 1                         | 1                       | 2                                    | 1                             | 5                                | 4                       | -                                   | 2017                | 2017                    | 2017                    | 2017                    | 2017                  | 2017   | 2017   | 2017   | 2017   | 2017   | 2017   | 2017   | 2017   | 2017   | 2017   | 2017   | 2017   | 2017   | 2017   | 2017   | 2017   | 2017   |        |        |        |        |        |        |        |        |
| Sezon 2013/2014 |                             |                         |                           |                             |                                |                            |                                       |                                      |                                      |                                     |                                      |                                   |                                     |                              |                               |                                   |                                |                                  |                                      |                                 |                          |                             |                           |                           |                         |                                      |                               |                                  |                         |                                     |                     |                         |                         |                         |                       |        |        |        |        |        |        |        |        |        |        |        |        |        |        |        |        |        |        |        |        |        |        |        |        |        |
| Ruka 29.11 (SP C) | Ruka 30.11 (5 km C)         | Ruka 1.12 (10 km F)     | RT                        | Lillehammer 7.12 (10 km C)  | Davos 14.12 (15 km F)          | Davos 15.12 (SP F)         | Asiago 21.12 (SP C)                   | Oberhof 28.12 (3 km F)               | Oberhof 29.12 (SP F)                 | Lenzerheide 31.12 (SP F)            | Lenzerheide 1.01 (10 km C)           | Toblach 3.01 (15 km F)            | Val di Fiemme 4.01 (5 km C)         | Val di Fiemme 5.01 (9 km F)  | TdS                           | Nové Město na Moravě 11.01 (SP F) | Szklarska Poręba 18.01 (SP F)  | Szklarska Poręba 19.01 (10 km C) | Toblach 1.02 (10 km C)               | Toblach 2.02 (SP F)             | Lahti 1.03 (SP F)        | Lahti 2.03 (10 km F)        | Drammen 5.03 (SP C)       | Oslo 9.03 (30 km C)       | Falun 14.03 (SP C)      | Falun 15.03 (2×7,5 km)               | FPŚ                           | punkty                           | punkty                  | punkty                              | punkty              | punkty                  | punkty                  | punkty                  | punkty                | punkty | punkty | punkty | punkty | punkty | punkty | punkty | punkty | punkty | punkty | punkty | punkty | punkty | punkty | punkty | punkty | punkty |        |        |        |        |        |        |        |        |
| 1 | 1                           | 17                      | 4                         | 1                           | 11                             | 25                         | 1                                     | -                                    | -                                    | -                                   | -                                    | -                                 | -                                   | -                            | -                             | 34                                | 17                             | 1                                | 5                                    | -                               | -                        | -                           | -                         | -                         | -                       | -                                    | -                             | 618                              | 618                     | 618                                 | 618                 | 618                     | 618                     | 618                     | 618                   | 618    | 618    | 618    | 618    | 618    | 618    | 618    | 618    | 618    | 618    | 618    | 618    | 618    | 618    | 618    | 618    | 618    |        |        |        |        |        |        |        |        |
| Sezon 2014/2015 |                             |                         |                           |                             |                                |                            |                                       |                                      |                                      |                                     |                                      |                                   |                                     |                              |                               |                                   |                                |                                  |                                      |                                 |                          |                             |                           |                           |                         |                                      |                               |                                  |                         |                                     |                     |                         |                         |                         |                       |        |        |        |        |        |        |        |        |        |        |        |        |        |        |        |        |        |        |        |        |        |        |        |        |        |
| Ruka 29.11 (SP C) | Ruka 30.11 (10 km C)        | Lillehammer 5.12 (SP F) | Lillehammer 6.12 (5 km F) | Lillehammer 7.12 (10 km C)  | LT                             | Davos 13.12 (10 km C)      | Davos 14.12 (SP F)                    | Davos 20.12 (10 km F)                | Davos 21.12 (SP F)                   | Oberstdorf 3.01 (3,2 km F)          | Oberstdorf 4.01 (10 km C)            | Val Müstair 6.01 (SP F)           | Toblach 7.01 (5 km C)               | Toblach 8.01 (15 km F)       | Val di Fiemme 10.01 (10 km C) | Val di Fiemme 11.01 (9 km F)      | TdS                            | Otepää 17.01 (SP C)              | Rybińsk 23.01 (10 km F)              | Rybińsk 24.01 (SP F)            | Rybińsk 25.01 (2×7,5 km) | Östersund 14.02 (SP C)      | Östersund 15.02 (10 km F) | Lahti 7.03 (SP F)         | Lahti 8.03 (10 km C)    | Drammen 11.03 (SP C)                 | Oslo 15.03 (30 km F)          | punkty                           | punkty                  | punkty                              | punkty              | punkty                  | punkty                  | punkty                  | punkty                | punkty | punkty | punkty | punkty | punkty | punkty | punkty | punkty | punkty | punkty | punkty | punkty | punkty | punkty |        |        |        |        |        |        |        |        |        |        |        |
| 7 | 4                           | 37                      | 28                        | 4                           | 10                             | 7                          | 53                                    | -                                    | -                                    | 10                                  | 6                                    | 15                                | 5                                   | 6                            | 7                             | DNF                               | -                              | 16                               | 36                                   | -                               | -                        | -                           | -                         | -                         | -                       | 31                                   | -                             | 411                              | 411                     | 411                                 | 411                 | 411                     | 411                     | 411                     | 411                   | 411    | 411    | 411    | 411    | 411    | 411    | 411    | 411    | 411    | 411    | 411    | 411    | 411    | 411    |        |        |        |        |        |        |        |        |        |        |        |
| Sezon 2015/2016 |                             |                         |                           |                             |                                |                            |                                       |                                      |                                      |                                     |                                      |                                   |                                     |                              |                               |                                   |                                |                                  |                                      |                                 |                          |                             |                           |                           |                         |                                      |                               |                                  |                         |                                     |                     |                         |                         |                         |                       |        |        |        |        |        |        |        |        |        |        |        |        |        |        |        |        |        |        |        |        |        |        |        |        |        |
| Ruka 27.11 (SP C) | Ruka 28.11 (5 km F)         | Ruka 29.11 (10 km C)    | RT                        | Lillehammer 5.12 (2×7,5 km) | Davos 12.12 (15 km F)          | Davos 13.12 (SP F)         | Toblach 19.12 (SP F)                  | Toblach 20.12 (10 km C)              | Lenzerheide 1.01 (SP F)              | Lenzerheide 2.01 (15 km C)          | Lenzerheide 3.01 (5 km F)            | Oberstdorf 5.01 (SP C)            | Oberstdorf 6.01 (10 km C)           | Toblach 8.01 (5 km F)        | Val di Fiemme 9.01 (10 km C)  | Val di Fiemme 10.01 (9 km F)      | TdS                            | Planica 16.01 (SP F)             | Nové Město na Moravě 23.01 (10 km F) | Drammen 3.02 (SP C)             | Oslo 7.02 (30 km C)      | Sztokholm 11.02 (SP C)      | Falun 13.02 (5 km C)      | Falun 14.02 (10 km F)     | Lahti 20.02 (SP F)      | Lahti 21.02 (2×7,5 km)               | Gatineau 1.03 (SP F)          | Montreal 2.03 (10,5 km C)        | Quebec 4.03 (SP F)      | Quebec 5.03 (10 km F)               | Canmore 8.03 (SP C) | Canmore 9.03 (2×7,5 km) | Canmore 11.03 (10 km F) | Canmore 12.03 (10 km C) | STK                   | punkty | punkty | punkty | punkty | punkty | punkty | punkty | punkty | punkty | punkty | punkty | punkty | punkty | punkty | punkty | punkty | punkty | punkty | punkty | punkty | punkty | punkty | punkty | punkty | punkty |
| 29 | 29                          | 8                       | 11                        | 32                          | -                              | -                          | -                                     | 8                                    | 59                                   | 19                                  | 21                                   | 14                                | 17                                  | 18                           | 23                            | 29                                | 23                             | -                                | -                                    | 48                              | 10                       | 34                          | 6                         | -                         | -                       | 14                                   | 51                            | 5                                | 31                      | 17                                  | 7                   | 13                      | 15                      | 6                       | 9                     | 598    | 598    | 598    | 598    | 598    | 598    | 598    | 598    | 598    | 598    | 598    | 598    | 598    | 598    | 598    | 598    | 598    | 598    | 598    | 598    | 598    | 598    | 598    | 598    | 598    |
| Sezon 2016/2017 |                             |                         |                           |                             |                                |                            |                                       |                                      |                                      |                                     |                                      |                                   |                                     |                              |                               |                                   |                                |                                  |                                      |                                 |                          |                             |                           |                           |                         |                                      |                               |                                  |                         |                                     |                     |                         |                         |                         |                       |        |        |        |        |        |        |        |        |        |        |        |        |        |        |        |        |        |        |        |        |        |        |        |        |        |
| Ruka 26.11 (SP C) | Ruka 27.11 (10 km C)        | Lillehammer 2.12 (SP C) | Lillehammer 3.12 (5 km F) | Lillehammer 4.12 (10 km C)  | LT                             | Davos 10.12 (15 km F)      | Davos 11.12 (SP F)                    | La Clusaz 17.12 (10 km F)            | Val Müstair 31.12 (SP F)             | Val Müstair 1.01 (5 km C)           | Oberstdorf 3.01 (2×5 km)             | Oberstdorf 4.01 (10 km F)         | Toblach 6.01 (5 km F)               | Val di Fiemme 7.01 (10 km C) | Val di Fiemme 8.01 (9 km F)   | TdS                               | Toblach 14.01 (SP F)           | Ulricehamn 21.01 (10 km F)       | Falun 28.01 (SP F)                   | Falun 29.01 (15 km C)           | Pjongczang 3.02 (SP C)   | Pjongczang 4.02 (2×7,5 km)  | Otepää 18.02 (SP F)       | Otepää 19.02 (10 km C)    | Drammen 8.03 (SP C)     | Oslo 12.03 (30 km C)                 | Quebec 17.03 (SP F)           | Quebec 18.03 (10 km C)           | Quebec 19.03 (10 km F)  | FPŚ                                 | punkty              | punkty                  | punkty                  | punkty                  | punkty                | punkty | punkty | punkty | punkty | punkty | punkty | punkty | punkty | punkty | punkty | punkty | punkty | punkty | punkty | punkty | punkty | punkty | punkty | punkty | punkty |        |        |        |        |        |
| 16 | 9                           | 16                      | 53                        | 9                           | 19                             | -                          | -                                     | -                                    | -                                    | -                                   | -                                    | -                                 | -                                   | -                            | -                             | -                                 | -                              | -                                | -                                    | -                               | 4                        | 1                           | -                         | 5                         | -                       | 6                                    | -                             | -                                | -                       | -                                   | 404                 | 404                     | 404                     | 404                     | 404                   | 404    | 404    | 404    | 404    | 404    | 404    | 404    | 404    | 404    | 404    | 404    | 404    | 404    | 404    | 404    | 404    | 404    | 404    | 404    | 404    |        |        |        |        |        |
| Sezon 2017/2018 |                             |                         |                           |                             |                                |                            |                                       |                                      |                                      |                                     |                                      |                                   |                                     |                              |                               |                                   |                                |                                  |                                      |                                 |                          |                             |                           |                           |                         |                                      |                               |                                  |                         |                                     |                     |                         |                         |                         |                       |        |        |        |        |        |        |        |        |        |        |        |        |        |        |        |        |        |        |        |        |        |        |        |        |        |
| Ruka 24.11 (SP C) | Ruka 25.11 (10 km C)        | Ruka 26.11 (10 km F)    | RT                        | Lillehammer 2.12 (SP C)     | Lillehammer 3.12 (2×7,5 km)    | Davos 9.12 (SP F)          | Davos 10.12 (10 km F)                 | Toblach 16.12 (10 km F)              | Toblach 17.12 (10 km C)              | Lenzerheide 30.12 (SP F)            | Lenzerheide 31.12 (10 km C)          | Lenzerheide 1.01 (10 km F)        | Oberstdorf 4.01 (10 km F)           | Val di Fiemme 6.01 (10 km C) | Val di Fiemme 7.01 (9 km F)   | TdS                               | Drezno 13.01 (SP F)            | Planica 20.01 (SP C)             | Planica 21.01 (10 km C)              | Seefeld 27.01 (SP F)            | Seefeld 28.01 (10 km F)  | Lahti 3.03 (SP F)           | Lahti 4.03 (10 km C)      | Drammen 7.03 (SP C)       | Oslo 11.03 (30 km F)    | Falun 16.03 (SP F)                   | Falun 17.03 (10 km C)         | Falun 18.03 (10 km F)            | FPŚ                     | punkty                              | punkty              | punkty                  | punkty                  | punkty                  | punkty                | punkty | punkty | punkty | punkty | punkty | punkty | punkty | punkty | punkty | punkty | punkty | punkty | punkty | punkty | punkty | punkty | punkty | punkty | punkty |        |        |        |        |        |        |
| 20 | 18                          | 40                      | 24                        | 7                           | DNF                            | -                          | -                                     | 50                                   | 37                                   | -                                   | -                                    | -                                 | -                                   | -                            | -                             | -                                 | -                              | 35                               | 8                                    | -                               | -                        | -                           | -                         | -                         | -                       | -                                    | -                             | -                                | -                       | 106                                 | 106                 | 106                     | 106                     | 106                     | 106                   | 106    | 106    | 106    | 106    | 106    | 106    | 106    | 106    | 106    | 106    | 106    | 106    | 106    | 106    | 106    | 106    | 106    | 106    | 106    |        |        |        |        |        |        |
| Legenda |                             |                         |                           |                             |                                |                            |                                       |                                      |                                      |                                     |                                      |                                   |                                     |                              |                               |                                   |                                |                                  |                                      |                                 |                          |                             |                           |                           |                         |                                      |                               |                                  |                         |                                     |                     |                         |                         |                         |                       |        |        |        |        |        |        |        |        |        |        |        |        |        |        |        |        |        |        |        |        |        |        |        |        |        |
| 1 2 3 4-10 11-30 31-100 wyniki anulowane DNF – zawodnik nie ukończył biegu – – zawodnik nie wystartował TdS – Tour de Ski FPŚ – Finał Pucharu Świata RT – Ruka Triple LT – Lillehammer Tour STK – Ski Tour Kanada |                             |                         |                           |                             |                                |                            |                                       |                                      |                                      |                                     |                                      |                                   |                                     |                              |                               |                                   |                                |                                  |                                      |                                 |                          |                             |                           |                           |                         |                                      |                               |                                  |                         |                                     |                     |                         |                         |                         |                       |        |        |        |        |        |        |        |        |        |        |        |        |        |        |        |        |        |        |        |        |        |        |        |        |        |

### Tour de Ski

#### 2006/2007(11. miejsce)
- 53. miejsce  Monachium (31 grudnia 2006) – Sprint s.dowolny
- 19. miejsce  Oberstdorf (2 stycznia 2007) – 10 km bieg łączony
- 12. miejsce  Oberstdorf (3 stycznia 2007) – 10 km s.klasyczny
- 23. miejsce  Asiago (5 stycznia 2007) – Sprint s.dowolny
- 5. miejsce  Val di Fiemme (6 stycznia 2007) – 15 km s.klasyczny (start masowy)
- 13. miejsce  Val di Fiemme/Alpe Cermis (7 stycznia 2007) – 10 km s.dowolny (bieg pościgowy)

#### 2007/2008(7. miejsce)
- 3. miejsce  Nové Město na Moravě (28 grudnia 2007) – 3,3 km s.klasyczny (prolog)
- 15. miejsce  Nové Město na Moravě (29 grudnia 2007) – 10 km s.dowolny (bieg pościgowy)
- 6. miejsce  Praga (30 grudnia 2007) – Sprint s.dowolny
- 9. miejsce  Nové Město na Moravě (1 stycznia 2008) – 10 km s.dowolny (bieg pościgowy)
- 8. miejsce  Nové Město na Moravě (2 stycznia 2008) – 10 km s.klasyczny
- 3. miejsce  Asiago (4 stycznia 2008) – Sprint s.dowolny
- 26. miejsce  Val di Fiemme (5 stycznia 2008) – 10 km s.klasyczny (start masowy)
- 18. miejsce  Val di Fiemme/Alpe Cermis (6 stycznia 2008) – 9 km s.dowolny (bieg pościgowy)

#### 2008/2009(4. miejsce)
- 3. miejsce  Oberhof (27 grudnia 2008) – 2,8 km s.dowolny (prolog)
- 3. miejsce  Oberhof (28 grudnia 2008) – 10 km s.klasyczny (bieg pościgowy)
- 11. miejsce  Praga (29 grudnia 2008) – Sprint s.dowolny
- 4. miejsce  Nové Město na Moravě (31 grudnia 2008) – 9 km s.klasyczny
- 26. miejsce  Nové Město na Moravě (1 stycznia 2008) – Sprint s.dowolny
- 15. miejsce  Val di Fiemme (3 stycznia 2009) – 10 km s.klasyczny (start masowy)
- 4. miejsce  Val di Fiemme/Alpe Cermis (4 stycznia 2009) – 9 km s.dowolny (bieg pościgowy)

#### 2009/2010(1. miejsce)
- 3. miejsce  Oberhof (1 stycznia 2010) – 2,8 km s.dowolny (prolog)
- 1. miejsce  Oberhof (2 stycznia 2010) – 10 km s.klasyczny (bieg pościgowy)
- 2. miejsce  Oberhof (3 stycznia 2010) – Sprint s.klasyczny
- 19. miejsce  Praga (4 stycznia 2010) – Sprint s.dowolny
- 3. miejsce  Toblach (6 stycznia 2010) – 16 km s.dowolny (bieg pościgowy)
- 1. miejsce  Toblach (7 stycznia 2010) – 5 km s.klasyczny
- 23. miejsce  Val di Fiemme (9 stycznia 2010) – 10 km s.klasyczny (start masowy)
- 4. miejsce  Val di Fiemme/Alpe Cermis (10 stycznia 2010) – 9 km s.dowolny (bieg pościgowy)

#### 2010/2011(1. miejsce)
- 1. miejsce  Oberhof (31 grudnia 2010) – 2,5 km s.dowolny (prolog)
- 1. miejsce  Oberhof (1 stycznia 2011) – 10 km s.klasyczny (bieg pościgowy)
- 2. miejsce  Oberstdorf (2 stycznia 2011) – Sprint s.klasyczny
- 5. miejsce  Oberstdorf (3 stycznia 2011) – 10 km bieg łączony
- 22. miejsce  Toblach (5 stycznia 2011) – Sprint s.dowolny
- 1. miejsce  Toblach (6 stycznia 2011) – 15 km s.dowolny (bieg pościgowy)
- 1. miejsce  Val di Fiemme (8 stycznia 2011) – 10 km s.klasyczny (start masowy)
- 4. miejsce  Val di Fiemme/Alpe Cermis (9 stycznia 2011) – 9 km s.dowolny (bieg pościgowy)

#### 2011/2012(1. miejsce)
- 1. miejsce  Oberhof (29 grudnia 2011) – 3,1 km s.dowolny (prolog)
- 1. miejsce  Oberhof (30 grudnia 2011) – 10 km s.klasyczny (bieg pościgowy)
- 1. miejsce  Oberstdorf (31 grudnia 2011) – Sprint s.klasyczny
- 2. miejsce  Oberstdorf (1 stycznia 2012) – 10 km bieg łączony
- 2. miejsce  Toblach (3 stycznia 2012) – 3,3 km s.klasyczny
- 3. miejsce  Toblach (4 stycznia 2012) – Sprint s.dowolny
- 2. miejsce  Toblach (5 stycznia 2012) – 15 km s.dowolny (bieg pościgowy)
- 1. miejsce  Val di Fiemme (7 stycznia 2012) – 10 km s.klasyczny (start masowy)
- 2. miejsce  Val di Fiemme/Alpe Cermis (8 stycznia 2012) – 9 km s.dowolny (bieg pościgowy)

#### 2012/2013(1. miejsce)
- 3. miejsce  Oberhof (29 grudnia 2012) – 3,1 km s.dowolny (prolog)
- 1. miejsce  Oberhof (30 grudnia 2012) – 9 km s.klasyczny (bieg pościgowy)
- 7. miejsce  Val Müstair (1 stycznia 2013) – Sprint s.dowolny
- 1. miejsce  Toblach (3 stycznia 2013) – 15 km s.dowolny (bieg pościgowy)
- 1. miejsce  Toblach (4 stycznia 2013) – 3,3 km s.klasyczny
- 1. miejsce  Val di Fiemme (5 stycznia 2013) – 10 km s.klasyczny (start masowy)
- 7. miejsce  Val di Fiemme/Alpe Cermis (6 stycznia 2013) – 9 km s.dowolny (bieg pościgowy)

#### 2013/2014(Wycofała się)
Justyna Kowalczyk wycofała się z zawodów w proteście przeciwko zmianom jakie wprowadzono w układzie biegów (5 stylem dowolnym i 2 stylem klasycznym).

#### 2015(Nie ukończyła)
- 10. miejsce  Oberstdorf (3 stycznia 2015) – 3,2 km s.dowolny (prolog)
- 6. miejsce  Oberstdorf (4 stycznia 2015) – 10 km s.klasyczny (bieg pościgowy)
- 15. miejsce  Val Müstair (6 stycznia 2015) – Sprint s.dowolny
- 5. miejsce  Toblach (7 stycznia 2015) – 5 km s.klasyczny
- 6. miejsce  Toblach (8 stycznia 2015) – 15 km s.dowolny (bieg pościgowy)
- 7. miejsce  Val di Fiemme (10 stycznia 2015) – 10 km s.klasyczny (start masowy)
- DNF  Val di Fiemme/Alpe Cermis (11 stycznia 2015) – 9 km s.dowolny (bieg pościgowy)

#### 2016(23. miejsce)
- 59. miejsce  Lenzerheide (1 stycznia 2016) – Sprint s.dowolny
- 19. miejsce  Lenzerheide (2 stycznia 2016) – 15 km s.klasyczny (start masowy)
- 21. miejsce  Lenzerheide (3 stycznia 2016) – 5 km s.dowolny (bieg pościgowy)
- 14. miejsce  Oberstdorf (5 stycznia 2016) – Sprint s.klasyczny
- 17. miejsce  Oberstdorf (6 stycznia 2016) – 10 km s.klasyczny (start masowy)
- 18. miejsce  Toblach (8 stycznia 2016) – 5 km s.dowolny
- 23. miejsce  Val di Fiemme (9 stycznia 2016) – 10 km s.klasyczny (start masowy)
- 29. miejsce  Val di Fiemme/Alpe Cermis (10 stycznia 2016) – 9 km s.dowolny (bieg pościgowy)

### Maratony narciarskie

#### Miejsca w klasyfikacji generalnej cykluVisma Ski Classics
- sezon 2014/2015: 17.
- sezon 2015/2016: 9.
- sezon 2016/2017: 10.
- sezon 2017/2018: 11.
- sezon 2018/2019: 8.
- sezon 2019/2020: 54.

#### Miejsca w poszczególnych maratonach
| Nr  | Dzień       | Rok  | Nazwa                  | Cykl         | Start                    | Meta                     | Dystans | Styl      | Czas biegu | Strata  | Miejsce | Zwyciężczyni      | Nr startowy |
| --- | ----------- | ---- | ---------------------- | ------------ | ------------------------ | ------------------------ | ------- | --------- | ---------- | ------- | ------- | ----------------- | ----------- |
| 1.  | kwiecień    | 2010 | Avacha Marathon        | —            | Pietropawłowsk Kamczacki | Pietropawłowsk Kamczacki | 60 km   | Dowolny   | bd.        | —       | 1.      | —                 |             |
| 2.  | 17 kwietnia | 2011 | Avacha Marathon        | —            | Pietropawłowsk Kamczacki | Pietropawłowsk Kamczacki | 60 km   | Dowolny   | bd.        | —       | 1.      | —                 |             |
| 3.  | sierpień    | 2011 | Merino Muster          | —            | Wanaka                   | Wanaka                   | 42 km   | Dowolny   | bd.        | —       | 1.      | —                 |             |
| 4.  | 18 sierpnia | 2012 | Merino Muster          | —            | Wanaka                   | Wanaka                   | 42 km   | Dowolny   | bd.        | —       | 1.      | —                 |             |
| 5.  | 17 sierpnia | 2013 | Merino Muster          | —            | Wanaka                   | Wanaka                   | 42 km   | Dowolny   | 1:45:48    | —       | 1.      | —                 |             |
| 6.  | 16 sierpnia | 2014 | Merino Muster          | Worldloppet  | Wanaka                   | Wanaka                   | 42 km   | Dowolny   | 2:00:31    | —       | 1.      | —                 |             |
| 7.  | 8 marca     | 2015 | Bieg Wazów             | Ski Classics | Sälen                    | Mora                     | 90 km   | Klasyczny | 4:41:02,0  | —       | 1.      | —                 | 513.        |
| 8.  | 8 sierpnia  | 2015 | Ushuaia Loppet         | Worldloppet  | Tierra Mayor             | Tierra Mayor             | 42 km   | Dowolny   | 1:51:56    | —       | 1.      | —                 | 002.        |
| 9.  | 16 sierpnia | 2015 | Ushuaia Loppet         | Worldloppet  | Tierra Mayor             | Tierra Mayor             | 21 km   | Klasyczny | 1:17:10    | —       | 1.      | —                 |             |
| 10. | 6 grudnia   | 2015 | La Sgambeda            | Ski Classics | Livigno                  | Livigno                  | 24 km   | Klasyczny | 1:01:48    | +0,8    | 3.      | Kateřina Smutná   | 513.        |
| 11. | 23 stycznia | 2016 | La Diagonela           | Ski Classics | Zuoz                     | Zuoz                     | 55 km   | Klasyczny | 2:48:19,8  | +7:13,4 | 9.      | Britta Norgren    | 8.          |
| 12. | 31 stycznia | 2016 | Marcialonga            | Ski Classics | Moena                    | Cavalese                 | 70 km   | Klasyczny | 3:21:33,2  | +7:42,5 | 6.      | Britta Norgren    | 193.        |
| 13. | 19 marca    | 2016 | Birkebeinerrennet      | Ski Classics | Rena                     | Lillehammer              | 54 km   | Klasyczny | 2:55:14,7  | +10,4   | 2.      | Seraina Boner     | 313.        |
| 14. | 2 kwietnia  | 2016 | Årefjällsloppet        | Ski Classics | Vålådalen                | Edsåsdalen               | 63 km   | Klasyczny | 3:02:01,5  | —       | 1.      | —                 | 524.        |
| 15. | 23 kwietnia | 2016 | BaikalSki Marathon     | —            | Maksimikha/Bajkał        | Maksimikha/Bajkał        | 50 km   | Dowolny   | 1:55:28    | —       | 1.      | —                 | 201.        |
| 16. | 28 kwietnia | 2016 | Fossavatn Ski Marathon | Worldloppet  | Ísafjörður               | Ísafjörður               | 25 km   | Dowolny   | 1:09:29    | —       | 1.      | —                 | 120.        |
| 17. | 30 kwietnia | 2016 | Fossavatn Ski Marathon | Worldloppet  | Ísafjörður               | Ísafjörður               | 50 km   | Klasyczny | 2:40:41    | —       | 1.      | —                 |             |
| 18. | 4 marca     | 2017 | Bieg Piastów           | Worldloppet  | Polana Jakuszycka        | Polana Jakuszycka        | 50 km   | Klasyczny | 2:34:12    | —       | 1.      | —                 | 1.          |
| 19. | 18 marca    | 2017 | Birkebeinerrennet      | Ski Classics | Rena                     | Lillehammer              | 54 km   | Klasyczny | 2:46:42,2  | —       | 1.      | —                 | 368.        |
| 20. | 25 marca    | 2017 | Årefjällsloppet        | Ski Classics | Vålådalen                | Edsåsdalen               | 55 km   | Klasyczny | 2:40:53.9  | +33,1   | 4.      | Britta Norgren    | 509.        |
| 21. | 1 kwietnia  | 2017 | Reistadløpet           | Ski Classics | Setermoen                | Rustahøgda               | 50 km   | Klasyczny | 2:53:23.9  | —       | 1.      | —                 | 9.          |
| 22. | 8 kwietnia  | 2017 | Ylläs-Levi             | Ski Classics | Ylläs                    | Levi                     | 67 km   | Klasyczny | 3:20:32.1  | +6:38.6 | 3.      | Kateřina Smutná   | 508.        |
| 23. | 17 marca    | 2018 | Birkebeinerrennet      | Ski Classics | Rena                     | Lillehammer              | 54 km   | Klasyczny | 3:06:10,7  | —       | 1.      | —                 | 509.        |
| 24. | 7 kwietnia  | 2018 | Reistadløpet           | Ski Classics | Setermoen                | Rustahøgda               | 50 km   | Klasyczny | 2:32:07    | +12     | 2.      | Masako Ishida     | 9.          |
| 25. | 14 kwietnia | 2018 | Ylläs-Levi             | Ski Classics | Ylläs                    | Levi                     | 70 km   | Klasyczny | 3:32:23.2  | +1:00.1 | 4.      | Astrid Øyre Slind | 509.        |
| 26. | 2 grudnia   | 2018 |                        | Ski Classics | Livigno                  | Livigno                  | 28 km   | Klasyczny | 1:18:27.8  | +12,6   | 3.      | Britta Norgren    |             |
| 27. | 12 stycznia | 2019 | Kaiser Maximilian Lauf | Ski Classics | Seefeld in Tirol         | Seefeld in Tirol         | 40 km   | Klasyczny | 2:06:52.0  | +1:20.6 | 3.      | Britta Norgren    |             |
| 28. | 27 stycznia | 2019 | Marcialonga            | Ski Classics | Moena                    | Cavalese                 | 70 km   | Klasyczny | 3:20:55,7  | +9:37,8 | 5.      | Britta Norgren    | 20009.      |
| 29. | 16 lutego   | 2019 | Gsieser Tal-Lauf       | —            | San Martino di Castrozza | San Martino di Castrozza | 42 km   | Klasyczny | 2:04.09,4  | —       | 1.      | —                 | 3404.       |
| 30. | 2 marca     | 2019 | Bieg Piastów           | Worldloppet  | Polana Jakuszycka        | Polana Jakuszycka        | 50 km   | Klasyczny | 02:19:03   | —       | 1.      | —                 | 1.          |
| 31. | 16 marca    | 2019 | Birkebeinerrennet      | Ski Classics | Rena                     | Lillehammer              | 54 km   | Klasyczny | 2:51:31,6  | —       | 1.      | —                 | 506         |
| 32. | 13 kwietnia | 2019 | Ylläs-Levi             | Ski Classics | Ylläs                    | Levi                     | 70 km   | Klasyczny | 3:33:48,7  | +5:47,1 | 8.      | Astrid Øyre Slind |             |
| 33. | 14 grudnia  | 2019 | La Venosta             | Ski Classics | Val Venosta              | Val Venosta              | 34 km   | Klasyczny | 1:37:10    | +9:48   | 12.     | Astrid Øyre Slind | 509.        |
| 34. | 7 lutego    | 2020 | Moonlight Classic      | –            | Compatsch                | Compatsch                | 30 km   | Klasyczny | 1:31:09,2  | —       | 1.      | —                 |             |
| 35. | 1 marca     | 2020 | Bieg Piastów           | Worldloppet  | Polana Jakuszycka        | Polana Jakuszycka        | 25 km   | Klasyczny | 1:25:06    | +33     | 2.      | Zuzana Kocumová   |             |
| 36. | 5 marca     | 2022 | Bieg Piastów           | Worldloppet  | Polana Jakuszycka        | Polana Jakuszycka        | 50 km   | Klasyczny | 02:47:25   | +7:46   | 2.      | Adéla Boudíková   | 1.          |
| 37. | 18 grudnia  | 2022 | La Sgambeda            | –            | Livigno                  | Livigno                  | 30 km   | Dowolny   | 1:26:03    | —       | 1.      | —                 |             |
| 38. | 5 marca     | 2023 | Bieg Piastów           | Worldloppet  | Polana Jakuszycka        | Polana Jakuszycka        | 25 km   | Klasyczny | 1:17:17    | —       | 1.      | —                 |             |
| 39. | 17 grudnia  | 2023 | La Sgambeda            | –            | Livigno                  | Livigno                  | 30 km   | Dowolny   | 1:14:12    | —       | 1.      | —                 |             |
| 40. | 15 grudnia  | 2024 | La Sgambeda            | –            | Livigno                  | Livigno                  | 30 km   | Dowolny   | 1:09:24    | —       | 1.      | —                 |             |

### Mistrzostwa świata juniorów
| Miejsce | Dzień       | Rok  | Miejscowość         | Konkurencja                            | Czas biegu | Strata  | Zwyciężczyni           |
| ------- | ----------- | ---- | ------------------- | -------------------------------------- | ---------- | ------- | ---------------------- |
| 58.     | 25 stycznia | 2000 | Szczyrbskie Jezioro | 5 km stylem dowolnym                   | 14:35,3    | +2:59,9 | Jekatierina Sczastliwa |
| 41.     | 29 stycznia | 2000 | Szczyrbskie Jezioro | Sprint stylem dowolnym                 | —          | —       | Pirjo Manninen         |
| 48.     | 1 lutego    | 2001 | Karpacz             | 5 km stylem klasycznym                 | 15:42,6    | +2:11,8 | Lina Andersson         |
| 30.     | 3 lutego    | 2001 | Karpacz             | Sprint stylem dowolnym                 | —          | —       | Pirjo Manninen         |
| 16.     | 22 stycznia | 2002 | Schonach            | 15 km stylem klasycznym (start masowy) | 44:00,0    | +2:09,5 | Jewgienija Krawcowa    |
| 36.     | 24 stycznia | 2002 | Schonach            | 5 km stylem dowolnym                   | 16:15,1    | +1:22,5 | Élodie Bourgeois-Pin   |
| 14.     | 26 stycznia | 2002 | Schonach            | Sprint stylem dowolnym                 | —          | —       | Mona-Liisa Nousiainen  |
| 5.      | 6 lutego    | 2003 | Sollefteå           | 5 km stylem klasycznym                 | 15:23,5    | +35,5   | Mona-Liisa Nousiainen  |
| 2.      | 8 lutego    | 2003 | Sollefteå           | Sprint stylem dowolnym                 | —          | —       | Nicole Fessel          |
| 8.      | 9 lutego    | 2003 | Sollefteå           | bieg sztafetowy 4 ×5 km                | 58:51,3    | +2:55,1 | Rosja                  |

### Mistrzostwa świata młodzieżowców (do lat 23)
| Miejsce | Dzień    | Rok  | Miejscowość | Konkurencja             | Czas biegu | Strata | Zwyciężczyni |
| ------- | -------- | ---- | ----------- | ----------------------- | ---------- | ------ | ------------ |
| 1.      | 2 lutego | 2006 | Kranj       | 10 km stylem klasycznym | 28:07,0    | —      | —            |
| 1.      | 4 lutego | 2006 | Kranj       | 15 km bieg łączony      | 44:14,7    | —      | —            |

### Uniwersjada
| Miejsce | Dzień       | Rok  | Miejscowość | Konkurencja                            | Czas biegu | Strata  | Zwyciężczyni                  |
| ------- | ----------- | ---- | ----------- | -------------------------------------- | ---------- | ------- | ----------------------------- |
| 10.     | 18 stycznia | 2003 | Tarvisio    | 5 km stylem klasycznym                 | 14:14,4    | +42,7   | Swietłana Małachowa-Szyszkina |
| 10.     | 20 stycznia | 2003 | Tarvisio    | Sprint stylem dowolnym                 | —          | —       | Kirsi Perälä                  |
| 10.     | 23 stycznia | 2003 | Tarvisio    | bieg sztafetowy 3 × 5 km               | 42:38,5    | +3:46,3 | Włochy                        |
| 5.      | 14 stycznia | 2005 | Seefeld     | Sprint stylem dowolnym                 | —          | —       | Vesna Fabjan                  |
| 2.      | 16 stycznia | 2005 | Seefeld     | 5 km stylem dowolnym                   | 12:56,2    | +3,2    | Swietłana Małachowa-Szyszkina |
| 11.     | 19 stycznia | 2005 | Seefeld     | bieg sztafetowy 3 × 5 km               | 40:02,8    | +3:33,5 | Kazachstan                    |
| 1.      | 22 stycznia | 2005 | Seefeld     | 15 km stylem klasycznym (start masowy) | 50:12,7    | —       | —                             |
| 1.      | 18 stycznia | 2007 | Pragelato   | 5 km stylem dowolnym                   | 14:33,0    | —       | —                             |
| 1.      | 20 stycznia | 2007 | Pragelato   | Sprint stylem dowolnym                 | —          | —       | —                             |
| 3.      | 22 stycznia | 2007 | Pragelato   | bieg sztafetowy 3 × 5 km               | 34:39,9    | +8,1    | Białoruś                      |
| 1.      | 24 stycznia | 2007 | Pragelato   | 10 km bieg łączony                     | 25:57,7    | —       | —                             |

### Puchar Kontynentalny

#### Miejsca na podium w zawodach indywidualnych Pucharu Kontynentalnego chronologicznie
| Nr  | Dzień       | Rok  | Miejscowość         | Konkurencja                          | Czas biegu   | Lok. | Strata | Zwyciężczyni     |
| --- | ----------- | ---- | ------------------- | ------------------------------------ | ------------ | ---- | ------ | ---------------- |
| 1.  | 11 lutego   | 2004 | Soldier Hollow      | 15 km stylem dowolnym (start masowy) | 46:19,4      | 1.   | —      | —                |
| 2.  | 12 lutego   | 2004 | Soldier Hollow      | Sprint stylem dowolnym               | 3:08,9       | 3.   | +3,7   | Christina Kelder |
| 3.  | 15 lutego   | 2004 | Soldier Hollow      | 10 km bieg łączony                   | 32:52,9      | 1.   | —      | —                |
| 4.  | 23 stycznia | 2005 | Oberstdorf          | 10 km stylem dowolnym                | 27:58,7 min  | DSQ  | —      | —                |
| 5.  | 17 grudnia  | 2005 | Horní Mísečky       | 5 km stylem klasycznym               | 14:37,2 min  | 1.   | —      | —                |
| 6.  | 18 grudnia  | 2005 | Horní Mísečky       | 10 km stylem dowolnym                | 28:08,9 min  | 1.   | —      | —                |
| 7.  | 21 grudnia  | 2007 | Horní Mísečky       | 5 km stylem klasycznym               | 13:14,3 min  | 1.   | —      | —                |
| 8.  | 22 grudnia  | 2007 | Horní Mísečky       | 10 km stylem dowolnym                | 24:33,6 min  | 1.   | —      | —                |
| 9.  | 19 marca    | 2008 | Kremnica-Skalka     | 5 km stylem klasycznym               | 14:12,3 min  | 1.   | —      | —                |
| 10. | 20 marca    | 2008 | Kremnica-Skalka     | 7,5 km stylem dowolnym               | 20:10,1 min  | 1.   | —      | —                |
| 11. | 13 sierpnia | 2011 | Snow Farm           | 10 km stylem klasycznym              | 30:35,0 min  | 1.   | —      | —                |
| 12. | 14 sierpnia | 2011 | Snow Farm           | Sprint stylem dowolnym               | —            | 1.   | —      | —                |
| 13. | 9 sierpnia  | 2012 | Snow Farm           | 10 km stylem klasycznym              | 27:25,5 min  | 1.   | —      | —                |
| 14. | 11 sierpnia | 2012 | Snow Farm           | Sprint stylem dowolnym               | —            | 1.   | —      | —                |
| 15. | 12 sierpnia | 2012 | Snow Farm           | 5 km stylem dowolnym                 | 12:20,0 min  | 1.   | —      | —                |
| 16. | 10 sierpnia | 2013 | Snow Farm           | 10 km stylem klasycznym              | 29:30,2 min  | 1.   | —      | —                |
| 17. | 11 sierpnia | 2013 | Snow Farm           | 5 km stylem dowolnym                 | 11:33,2 min  | 1.   | —      | —                |
| 18. | 15 sierpnia | 2013 | Snow Farm           | Sprint stylem dowolnym               | —            | 1.   | —      | —                |
| 19. | 19 grudnia  | 2014 | Hochfilzen          | Sprint stylem klasycznym             | —            | 1.   | —      | —                |
| 20. | 20 grudnia  | 2014 | Hochfilzen          | 5 km stylem klasycznym               | 13:46,7 min  | 1.   | —      | —                |
| 21. | 10 grudnia  | 2016 | Valdidentro         | 10 km stylem klasycznym              | 26:51,1 min  | 1.   | —      | —                |
| 22. | 17 grudnia  | 2016 | Goms                | 10 km stylem klasycznym              | 28:10,8 min  | 3.   | +7,8 s | Caterina Ganz    |
| 23. | 8 stycznia  | 2017 | Lahti               | 10 km stylem klasycznym              | 26:07,37 min | 1.   | —      | —                |
| 24. | 12 stycznia | 2017 | Raubiczy/ Mińsk     | 10 km stylem klasycznym              | 28:22,0 min  | 1.   | —      | —                |
| 25. | 29 grudnia  | 2017 | Szczyrbskie Jezioro | Sprint stylem dowolnym               | —            | 1.   | —      | —                |
| 26. | 30 grudnia  | 2017 | Szczyrbskie Jezioro | 10 km stylem klasycznym              | 28:26,5 min  | 1.   | —      | —                |
| 27. | 15 grudnia  | 2018 | Szczyrbskie Jezioro | 7,5 km stylem klasycznym             | 18:57,8 min  | 1.   | —      | —                |
| 28. | 30 grudnia  | 2018 | Szczyrbskie Jezioro | 5 km stylem klasycznym               | 13:50,3 min  | 1.   | —      | —                |
| 29. | 2 lutego    | 2019 | Zakopane            | 5 km stylem klasycznym               | 13:03,1 min  | 1.   | —      | —                |
| 30. | 23 marca    | 2019 | Kremnica Skalka     | 5 km stylem klasycznym               | 14:23,5 min  | 1.   | —      | —                |

### Mistrzostwa Polski
| Miejsce | Dzień       | Rok  | Miejscowość | Konkurencja                      | Czas biegu  | Strata | Zwycięzca                     | Źródła          |
| ------- | ----------- | ---- | ----------- | -------------------------------- | ----------- | ------ | ----------------------------- | --------------- |
|         | ?           | 2001 | Zakopane    | Sprint                           | —           | —      | —                             | [ 370 ]         |
|         | ?           | 2001 | Zakopane    | Bieg łączony                     | —           | —      | Eliza Surdyka                 | [ 370 ]         |
|         | ?           | 2002 | Jakuszyce   | Sprint                           | —           | —      | —                             | [ 370 ]         |
|         | ?           | 2002 | Jakuszyce   | Bieg łączony                     | —           | —      | —                             | [ 370 ]         |
|         | ?           | 2002 | Jakuszyce   | 10 km stylem klasycznym          | —           | —      | —                             | [ 370 ]         |
|         | ?           | 2002 | Jakuszyce   | 15 km stylem dowolnym            | —           | —      | —                             | [ 370 ]         |
|         | 12 marca    | 2003 | Jakuszyce   | Sprint stylem klasycznym         | —           | —      | —                             | [ 370 ]         |
|         | 14 marca    | 2003 | Jakuszyce   | 5 km stylem klasycznym           | —           | —      | —                             | [ 370 ]         |
|         | 16 marca    | 2003 | Jakuszyce   | 15 km stylem dowolnym            | —           | —      | —                             | [ 370 ]         |
|         | 19 marca    | 2004 | Zakopane    | Sprint stylem dowolnym           | —           | —      | —                             | [ 370 ]         |
|         | 20 marca    | 2004 | Zakopane    | 5 km stylem klasycznym           | —           | —      | —                             | [ 370 ]         |
|         | ?           | 2004 | Zakopane    | 15 km stylem dowolnym            | —           | —      | —                             | [ 370 ]         |
|         | 2 lutego    | 2005 | Kubalonka   | Sprint stylem klasycznym         | —           | —      | —                             | [ 370 ] [ 371 ] |
|         | 3 lutego    | 2005 | Kubalonka   | 5 km stylem klasycznym           | 15:25,8     | —      | —                             | [ 370 ] [ 371 ] |
|         | 5 lutego    | 2005 | Kubalonka   | bieg sztafetowy 4 ×5 km          | 1:08:03,2   | —      | AZS-AWF Katowice              | [ 370 ] [ 371 ] |
|         | 18 stycznia | 2006 | Kubalonka   | Sprint                           | —           | —      | —                             | [ 370 ] [ 371 ] |
|         | 7 lutego    | 2007 | Kubalonka   | Sprint stylem dowolnym           | —           | —      | —                             | [ 370 ] [ 371 ] |
|         | 8 lutego    | 2007 | Kubalonka   | bieg sztafetowy 4 ×5 km          | 1:05:09,0   | –      | AZS-AWF Katowice              | [ 370 ] [ 371 ] |
|         | 10 lutego   | 2007 | Kubalonka   | 5 km stylem klasycznym           | —           | —      | —                             | [ 370 ] [ 371 ] |
|         | 27 marca    | 2008 | Jakuszyce   | 15 km stylem dowolnym            | 41:44,7     | —      | —                             | [ 370 ] [ 371 ] |
|         | 29 marca    | 2008 | Jakuszyce   | 5 km stylem klasycznym           | 14:00,4     | —      | —                             | [ 370 ] [ 371 ] |
|         | 30 marca    | 2008 | Jakuszyce   | bieg sztafetowy 4 ×5 km          | 59:59,0     | —      | AZS-AWF Katowice              | [ 370 ] [ 371 ] |
|         | 25 marca    | 2009 | Jakuszyce   | 15 km stylem klasycznym          | 46:37,0     | —      | —                             | [ 370 ] [ 371 ] |
|         | 27 marca    | 2009 | Jakuszyce   | Sprint                           | —           | —      | —                             | [ 370 ] [ 371 ] |
|         | 28 marca    | 2009 | Jakuszyce   | 5 km stylem dowolnym             | 12:45,0     | —      | —                             | [ 370 ] [ 371 ] |
|         | 30 marca    | 2009 | Jakuszyce   | bieg sztafetowy 4 ×5 km          | —           | —      | AZS-AWF Katowice              | [ 370 ] [ 371 ] |
|         | 1 kwietnia  | 2009 | Jakuszyce   | 30 km stylem dowolnym            | 1:22:34,8   | —      | —                             | [ 370 ] [ 371 ] |
|         | 24 marca    | 2011 | Jakuszyce   | 5 km stylem dowolnym             | 13:48,3     | —      | —                             | [ 370 ] [ 371 ] |
|         | 26 marca    | 2011 | Jakuszyce   | 15 km stylem dowolnym            | 45:10,8     | —      | —                             | [ 370 ] [ 371 ] |
|         | 27 marca    | 2011 | Jakuszyce   | bieg sztafetowy 4 ×5 km          | 55:35,30    | —      | AZS-AWF Katowice              | [ 370 ] [ 371 ] |
|         | 23 marca    | 2016 | Jakuszyce   | 5 km stylem klasycznym           | 15:24,4     | —      | —                             | [ 370 ] [ 371 ] |
|         | 23 marca    | 2018 | Jakuszyce   | 15 km stylem klasycznym          | 40:01,3     | —      | —                             | [ 370 ] [ 371 ] |
|         | 24 marca    | 2018 | Jakuszyce   | Sprint drużynowy stylem dowolnym | 21:55,8     | +22,1  | LKS Markam Wiśniowa Osieczany | [ 370 ] [ 371 ] |
|         | 25 marca    | 2018 | Jakuszyce   | Sprint drużynowy stylem dowolnym | 1:03:09,98  | —      | AZS-AWF Katowice              | [ 370 ] [ 371 ] |
|         | 31 marca    | 2019 | Jakuszyce   | 15 km stylem klasycznym          | 43:16,3     | —      | —                             |                 |
|         | 1 marca     | 2020 | Jakuszyce   | 25 km stylem klasycznym          | 1:25:39,5 h | —      | —                             |                 |